# Nyikita Szergejevics Hruscsov
Nyikita Szergejevics Hruscsov (oroszul Ники́та Серге́евич Хрущёв; Kalinovka, 1894. április 15. – Moszkva, 1971. szeptember 11.) orosz származású szovjet politikus, Sztálin halála után, 1953-tól 1964-ig a Szovjetunió Kommunista Pártja (SZKP) első titkára, 1958 és 1964 között pedig a Minisztertanács elnöke. Családi gyökerei Oroszországhoz kötődnek és orosz nemzetiségű volt, de élete jelentős részét a szülőhelyével tőszomszédos Ukrajnában töltötte munkásként, majd pártfunkcionáriusként, végül miniszterelnökként, ezért sokan tévesen ukrán nemzetiségűként hivatkoznak rá. Szegény családból származott, apja példáját követve ipari munkás lett az akkori Orosz Birodalom egyik legfejlettebb iparvidékén, ahol később csatlakozott a munkásmozgalomhoz, és az első világháborút követően a Kommunista Párt tagja lett.
Az 1917-ben kirobbant orosz polgárháború alatt politikai komisszárként (politikai biztosként) tevékenykedett a Vörös Hadsereg elődjének számító Vörös Gárdában. A forradalom győzelme után Lazar Kaganovics vette védőszárnyai alá és segítette előrejutását a szovjet párthierarchiában. Sztálin támogatójaként maga is részt vett az 1934-ben kibontakozott, Szovjetunió-szerte számos letartóztatással és kivégzéssel járó nagy tisztogatásban. 1938-ban Sztálin Ukrajnába küldte az ottani pártszervezet vezetésére, hogy a tömeggyilkosságokkal járó tisztogatásokat irányítsa. A második világháborúban a Szovjetuniót ért német támadás után ismét politikai komisszár lett a hadseregben. Az ukrán fronton elszenvedett kezdeti vereségek után Sztálingrádba került, ahol magas rangú komisszár volt a sztálingrádi csata idején, amely végül a keleti fronton megfordította a háború menetét. A háborút követően a pártszervezet irányítására visszakerült Ukrajnába, majd miniszterelnökként az államapparátust is vezette. Innen Sztálin Moszkvába hívta a városi és a moszkvai területi pártszervezetének vezetésére és saját személyi tanácsadójának, ebben a megbízatásban a generalisszimusz szűk belső politikai körének tagja lett.
Sztálin 1953-as halála után őt választották a Szovjetunió Kommunista Pártjának első titkárává. A főhatalomért vívott küzdelem azonban további három évig zajlott, amelynek lezárultával Hruscsov konszolidálta pozícióját a Szovjetunió első számú vezetőjeként. A párt XX. kongresszusán, 1956-ban hangzott el Hruscsov titkos beszéde, amelyben elítélte Sztálin bűneit, a személyi kultuszt és elindította a desztalinizációt. Ezt követően jelentősen változtatott országa bel- és külpolitikáján. Nevéhez fűződik az 1956-os magyar forradalom leverése, a berlini fal megépítése, az 1962-es kubai rakétaválság kiprovokálása, majd megoldása. A Szovjetunióban mezőgazdasági és oktatási reformokat vezetett be. Fő céljának tekintette a nyugati életszínvonal meghaladását hazájában és a szocialista országokban, illetve a kapitalizmustól eltérő, vonzóbb életformát kívánt mutatni a harmadik világban a gyarmati léttől szabadulni kívánó, vagy már függetlenné vált államok számára. Vezetői habitusa ellentmondásos volt, megnyilvánulásai széles skálán mozogtak az elbűvölőtől a közönséges, otromba stílusig. Ezek egyik emlékezetes példája volt az ENSZ 1960-as közgyűlésének úgynevezett „cipőincidense”, amikor az asztalt a cipője sarkával verve próbálta megakadályozni egy Fülöp-szigeteki küldött neki nem tetsző felszólalását.
Vezetési stílusa egyre nagyobb elégedetlenséget szült (autokrata személyiség, önkényes döntéshozatal a pártvezetők mellőzésével, kollegialitás hiánya, elhatalmasodó bürokrácia stb.). Az elégedetlenek csoportja Leonyid Brezsnyev vezetésével 1964. október 14-én leváltotta tisztségéből. Hajlott korára, megrendült egészségi állapotára való hivatkozással nyugdíjba kényszerítették. Haláláig rendkívül elszigetelten élt családja körében. A rendszer agyonhallgatta a Hruscsovval történteket, ezen időlegesen a volt pártvezető memoárjának 1970-es külföldre csempészése, majd kiadása körüli bonyodalmak változtattak. 1971. szeptember 11-én hunyt el egy moszkvai kórházban, szívrohamban. A moszkvai Novogyevicsi temető őrzi a hamvait.

## Gyermek- és ifjúkora
Hruscsov 1894. április 15-én született az Orosz Birodalom Kurszki kormányzóságának egyik kis falvában, Kalinovkában, közel a jelenlegi ukrán–orosz határhoz. Apja, Szergej Nyikanorovics Hruscsov és anyja, Kszenyija Ivanovna Hugyakova szegény sorú, orosz földművescsaládok sarjai voltak. Nyikitának volt egy két évvel fiatalabb lánytestvére, Irina Hruscsova. Az édesapa felhagyott a földműveléssel, és a Donyec-medencében, Ukrajna keleti részén keresett munkát, ahol a fizetések magasabbak voltak a Kurszki kormányzóság átlagánál. Vasutasként, bányászként és téglagyári munkásként kereste kenyerét. Szergej Hruscsov kevés időt töltött a családjával, ingázni kényszerült otthona és munkahelye között, és csak akkor tért haza, amikor elegendő pénz gyűlt össze családja támogatására.
Kalinovka egyszerű parasztfalu volt, lakói szegénysorban tengődtek. Nyikita Hruscsov kiskorában pásztorlegényként dolgozott. Mindössze négy osztályt végzett el, részben a falu iskolájában, részben pedig az állami iskolában, tanítónője, Ligyija Sevcsenko szárnyai alatt. Visszaemlékezései szerint Sevcsenko a templomtól és a hitélettől tüntetően távol maradó szabadgondolkodó volt, aki arra ösztönözte Hruscsovot, hogy képezze magát és tanuljon tovább, de a család anyagi helyzete ezt nem tette lehetővé. Könyvekkel is ellátta a fiút, elsősorban a cári kormány által betiltott művekből válogatva.
1908-ban az édesapa letelepedett a Donyec-medencei Juzovkában (1924-től Sztalin, 1929-től Sztalino, 1961-től Donyeck, mai nevén Doneck). Hamarosan követte őt az akkor 14 éves Nyikita, majd a következő évben felesége és lánya is. Juzovka vidéke az Orosz Birodalom egyik legiparosodottabb régiója volt. Ez meghatározta Nyikita későbbi pályáját, mivel a falusi, mezőgazdasági környezet helyét átvette az iparváros. Szülei jóvoltából géplakatostanonc lett egy gépipari és vasöntödei üzemben. A tizenéves Hruscsov kitanult szakmájával egy gyárban helyezkedett el. Később kirúgták az állásából, amiért a Léna menti aranybányáknál történt mészárlás áldozatai családjainak gyűjtött pénzt. Szerencséjére el tudott helyezkedni a rutcsenkovói bányában, ahol a bányagépeket és segédberendezéseket javította. Apja is a bánya alkalmazottja, egyúttal szakszervezeti aktivistája volt, és fia segített neki a Pravda számainak szétosztásában, emellett részt vett a nyilvános Pravda-estek felolvasóülésein is. Későbbi visszaemlékezései szerint Hruscsov ebben az időszakban komolyan fontolgatta, hogy a jobb megélhetés reményében kivándorol az Amerikai Egyesült Államokba, de erre végül nem került sor.
Az első világháború kezdetén a húszéves Hruscsov fémipari munkásként mentesült a sorozási kötelezettség alól. Ekkor egy tíz bányát kiszolgáló gépszerelő műhelyben dolgozott. Több sztrájkhoz csatlakozott, amelyekben magasabb bért, jobb munkakörülményeket és a háború befejezését követelték. II. Miklós cár 1917. márciusi trónfosztását követően a birodalom közigazgatása széthullott, a Petrográdban felállt ideiglenes kormányzatnak alig volt befolyása az ukrán területekre. Hruscsov bekerült a rutcsenkovói munkástanácsba (szovjetbe), majd 1917 májusában annak elnöke lett. Ekkor azonban még nem a bolsevikokkal, hanem az eszerekkel szimpatizált, és belépett politikai szervezetükbe, a Szocialista Forradalmi Pártba is. Csak a következő évben, 1918-ban csatlakozott a bolsevikokhoz, miután a kommunista „vörösök” és a monarchista „fehérek” közötti oroszországi polgárháború kiéleződött. Életrajzírója, William Taubman meglátása szerint Hruscsov azért késlekedett a bolsevikokhoz való csatlakozással, mert közelebb érezte magához a gazdasági fejlődést előtérbe helyező mensevikeket, mint a politikai hatalomra törekvő bolsevikok elveket. Hruscsov később azzal magyarázta bizonytalanságát, hogy nehezen igazodott el a különböző politikai csoportosulások között. Eszer párttagságát később eltitkolta.
Miután a bolsevik kormány 1918 márciusában Breszt-Litovszkban különbékét kötött a központi hatalmakkal, Oroszország kivonult az általa korábban elfoglalt területekről. A Donyec-medencébe a Német Császárság hadserege vonult be, Hruscsov pedig szülőfalujába, Kalinovkába menekült. 1918 végén vagy 1919 elején hívták be a Vörös Hadseregbe politikai biztosnak, azaz komisszárnak. A komisszári funkciót ekkoriban vezették be a Vörös Hadseregben annak jeleként, hogy a bolsevikok egyre inkább a besorozott katonákra támaszkodtak az agitáció terén, a munkásaktivisták pedig háttérbe szorultak. A komisszárok feladatai közé tartozott az újoncok politikai nevelése, beavatása a leninizmus tanaiba, az alakulatok harci moráljának erősítése. Hruscsov kezdetben egy utászszakasz politikai biztosa volt, majd egy építőzászlóalj komisszárjává lépett elő, mindeközben egy két hónapos politikai továbbképzésen is részt vett. Frontszolgálata során gyakran került ellenséges tűzbe, bár később elmesélt háborús történeteit sokkal inkább saját és csapata kulturális különbözősége, félreértései, mintsem a harci cselekmények köré szőtte. A polgárháború 1921-ben véget ért, Hruscsovot leszerelték és egy Donyec-medencei munkásbrigád komisszárjává nevezték ki, ahol embereivel együtt szegényes körülmények között élt.

## Pártfunkcionáriusi pályája

### Donyec-medencei évek
1921-ben, a polgárháború után egy régi barátja közbenjárására régi munkahelyére, a rutcsenkovói bányába nevezték ki a politikai ügyekért felelős igazgatóhelyettesnek. Abban az időben a régióban még kevés bolsevik tevékenykedett, és a lenini új gazdaságpolitika (NEP – Новая экономическая политика, НЭП) által megtűrt magánüzemekben a párt szükségét érezte a politikai tevékenység folytatásának. Hruscsov külsőségekben is mutatta azonosulását a munkásosztállyal: ellenőrző körútjain régi bányászruháját viselte. Bár a politikai ügyekért felelt, a háború által szétzilált termelés újraindításával kapcsolatos gyakorlati teendőkbe is bekapcsolódott. Részt vett a gépek újraüzemelésében, miután a korábbi bányatulajdonosok a kulcsfontosságú alkatrészeket és dokumentációkat a polgárháború idején, még a vörösök érkezése előtt, magukkal vitték.
Hruscsov sikeresnek bizonyult posztján, ezért 1922 közepén felkínálták neki a közeli pasztuhovi bánya igazgatói állását. Ő azonban visszautasította az ajánlatot, és az újonnan létrehozott juzovkai műszaki főiskolára (technikumra) kérte kinevezését, ahova felettesei nem szívesen engedték el. Mivel csak négy év formális iskolai végzettséggel rendelkezett, előbb a technikumra felkészítő képzési programba, a munkásfakultásra jelentkezett (rabfak, rövidítve Рабочий факультет / Rabocsij fakultyet), amelynek célja az volt, hogy az alulképzett diákok tudását a technikumi felvételhez szükséges középiskolai szintre hozza. Hruscsovot 1922 augusztusában felvették a munkásfakultásra, miközben továbbra is ellátta feladatait a rutcsenkovói bányában. Egyik tanára később gyenge tanulóként jellemezte őt. Ugyanakkor pártfunkcionáriusként sikeresen haladt előre a ranglétrán. Felvétele után a technikum párttitkárává nevezték ki, és elnökségi tagja lett Juzovka (1924-től Sztalin, 1929-től Sztalino, ma Doneck) városi pártbizottságának. Rövid időre csatlakozott a pártdemokrácia kérdésében Joszif Sztálinnal szembehelyezkedő Lev Trockij követőihez. Mindezek hozzájárulhattak gyenge iskolai teljesítményéhez, és bár később Hruscsov azt állította, befejezte a munkásfakultást, ez megnyugtatóan máig sem tisztázott.
1925 nyarán Hruscsovot kinevezték a Sztalini körzet Petrovszkij-marjinkai járásának (rajkomjának) pártvezetőjévé. A kb. 1000 km² területű járás bőven adott feladatot Hruscsovnak, a legkisebb ügyek iránt is érdeklődve folyamatosan úton volt. 1925 végén Hruscsovot a Szovjetunió Kommunista Pártjának XIV. kongresszusának szavazati jog nélküli küldöttévé választották.

### Kaganovics pártfogásában

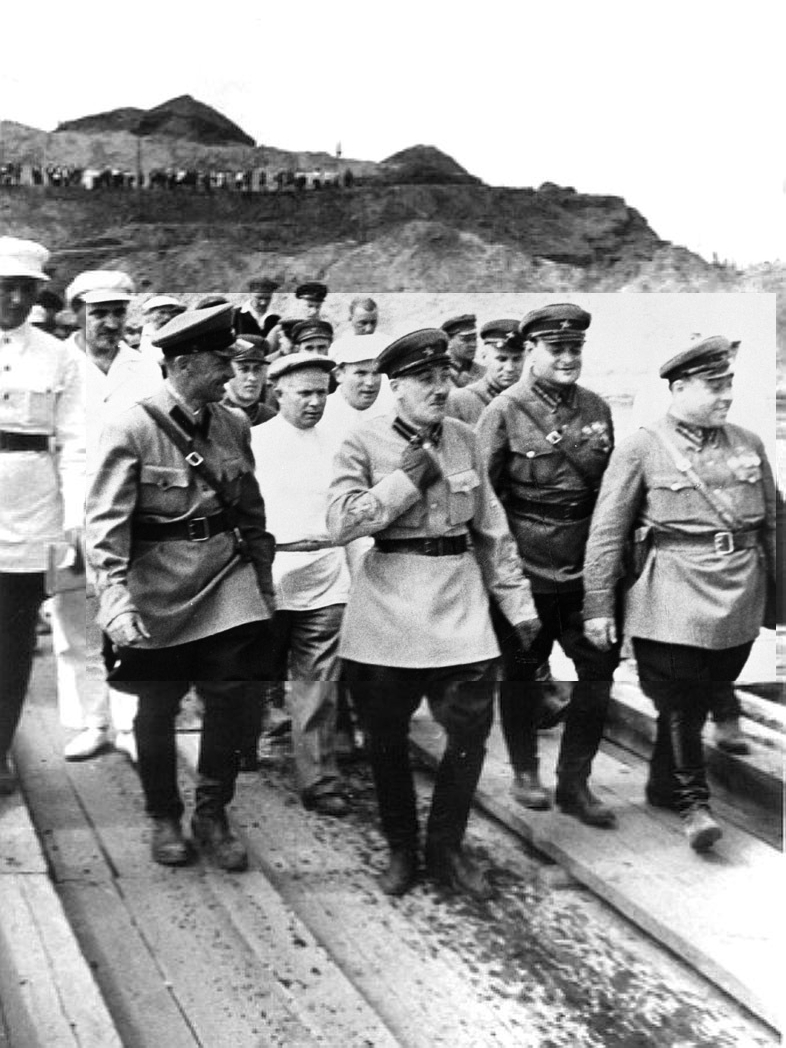
Hruscsov a Moszkva–Volga-csatorna építésénél 1935-ben (a középső egyenruhás mögött, fehér ruhában)

1925-ben Lazar Kaganovics lett az Ukrajnai Kommunista Párt első titkára, így Hruscsov főnöke, akivel már 1917 óta ismerték egymást. A főtitkár védőszárnyai alatt Hruscsov karrierje gyorsan emelkedett. 1926 végére már a sztalini pártszervezet második embere volt, kilenc hónappal később pedig – Taubman szerint éppen az ő kezdeményezésére – leváltották felettesét, Konsztantyin Mojszejenkót. Kaganovics Harkovba – Ukrajna akkori fővárosába – helyezte át védencét, hogy az Ukrajnai Kommunista Párt Központi Bizottságának szervezési osztályát vezesse. 1928-ban Kijevbe került, ahol szintén a szervezési osztályt vezette, egyben az ottani pártszervezet második embere volt.
Hruscsov továbbra is kereste a továbbképzési lehetőségeket, így 1929-ben követte Kaganovicsot Moszkvába – aki Sztálin közeli munkatársa lett –, és beiratkozott a Összszovjet Ipari Akadémiára. Tanulmányait ugyan nem fejezte be, de pártkarrierje ekkor bontakozott ki. Egy alkalommal a Pravda élesen támadta az akadémia pártszervezetét, mert több jobboldali beállítottságú képviselőt választott egy közelgő kerületi pártértekezletre. Az ezt követő hatalmi harcból Hruscsov került ki győztesen: ő lett az akadémia párttitkára, visszahívta a küldötteket, majd megtisztította a pártszervezetet a jobboldaliaktól. Ezt követően az akadémiának is otthont adó Bauman kerület, majd a főváros legnagyobb és legjelentősebb része, a Krasznopresznyenszkij kerület párttitkára lett. 1932-re Hruscsov Kaganovics helyettesévé nőtte ki magát a Moszkvai Fővárosi Pártbizottságban, 1934-ben pedig már fővárosi pártfőtitkár és a párt Központi Bizottságának tagja volt. Gyors felemelkedését Hruscsov annak tulajdonította, hogy az akadémián ismeretséget kötött Sztálin második feleségével, Nagyezsda Allilujevával, aki feltevése szerint szólt róla Sztálinnak. Életrajzírója, William Tompson azonban elég valószínűtlennek tartja ezt a narratívát, arra hivatkozva, hogy Hruscsov túl alacsonyan állt a párthierarchiában ahhoz, hogy maga Sztálin egyengette volna az útját; ha ebben az időszakban valaki befolyással lehetett Hruscsov karrierjére, az továbbra is Kaganovics volt.
A városi pártvezetés élén Hruscsov feladata volt a moszkvai metró építésének felügyelete, míg Kaganovics a rendkívül költséges szuperberuházás fő felelőse volt. Az 1934. november 7-ére kitűzött átadás veszélybe került, ezért Hruscsov jelentős kockázatokat vállalt az építést felgyorsító döntésekkel és ideje jelentős részét a metróalagutakban töltötte. A sietségben elkerülhetetlen baleseteket a nagy ügy oltárán tett hősies áldozatokként kommunikálták. A metró végül így is csak 1935. május 1-jén nyílt meg, de Hruscsov az építésben játszott szerepéért Lenin-rendet vehetett át. Még ugyanebben az évben előreléphetett a ranglétrán: a moszkvai városi pártbizottság éléről a 11 milliós lakosú Moszkvai terület pártbizottságának vezetőjévé választották.

### A sztálini tisztogatásokban vállalt szerepe

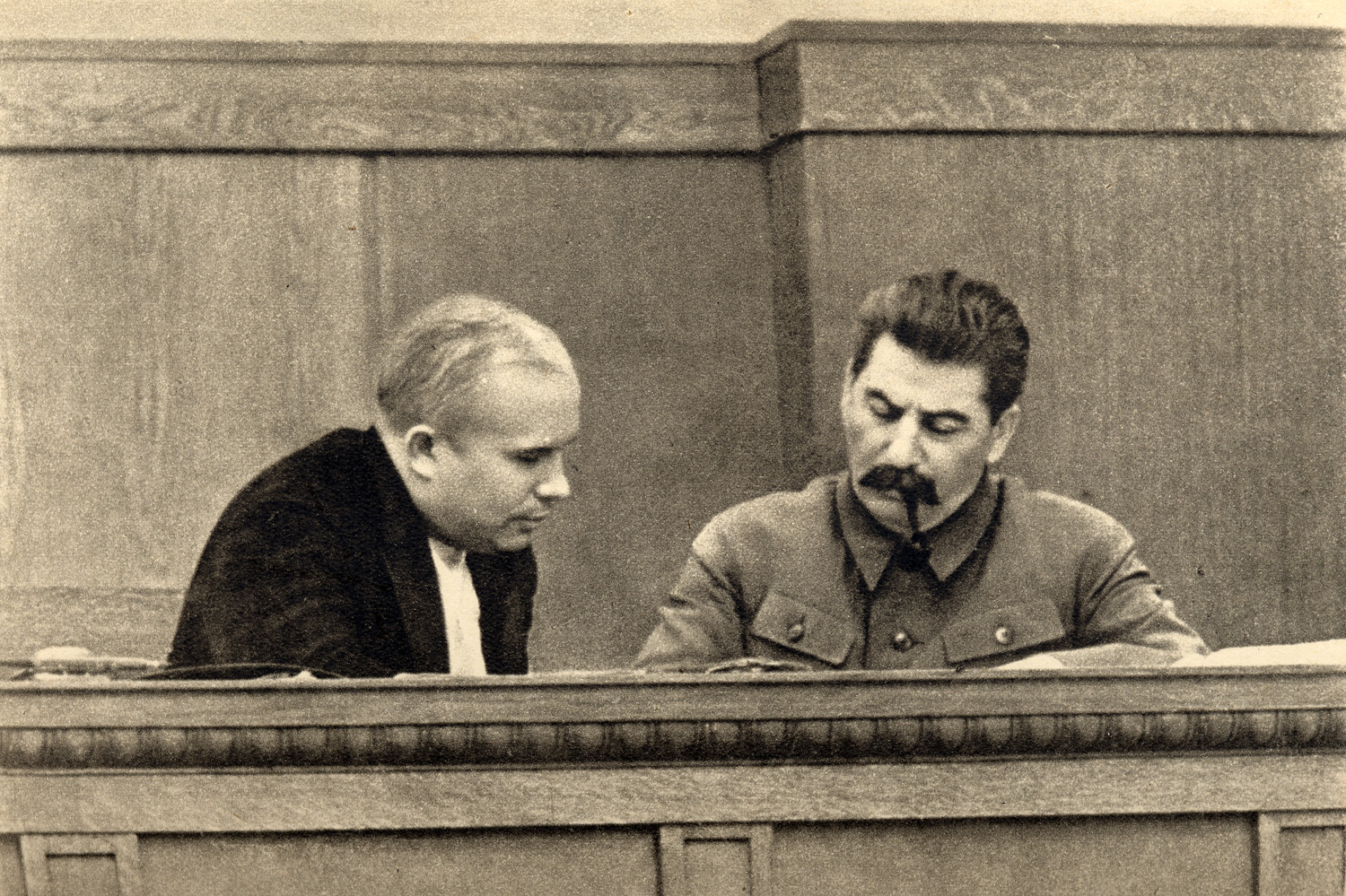
Sztálinnal (1936)

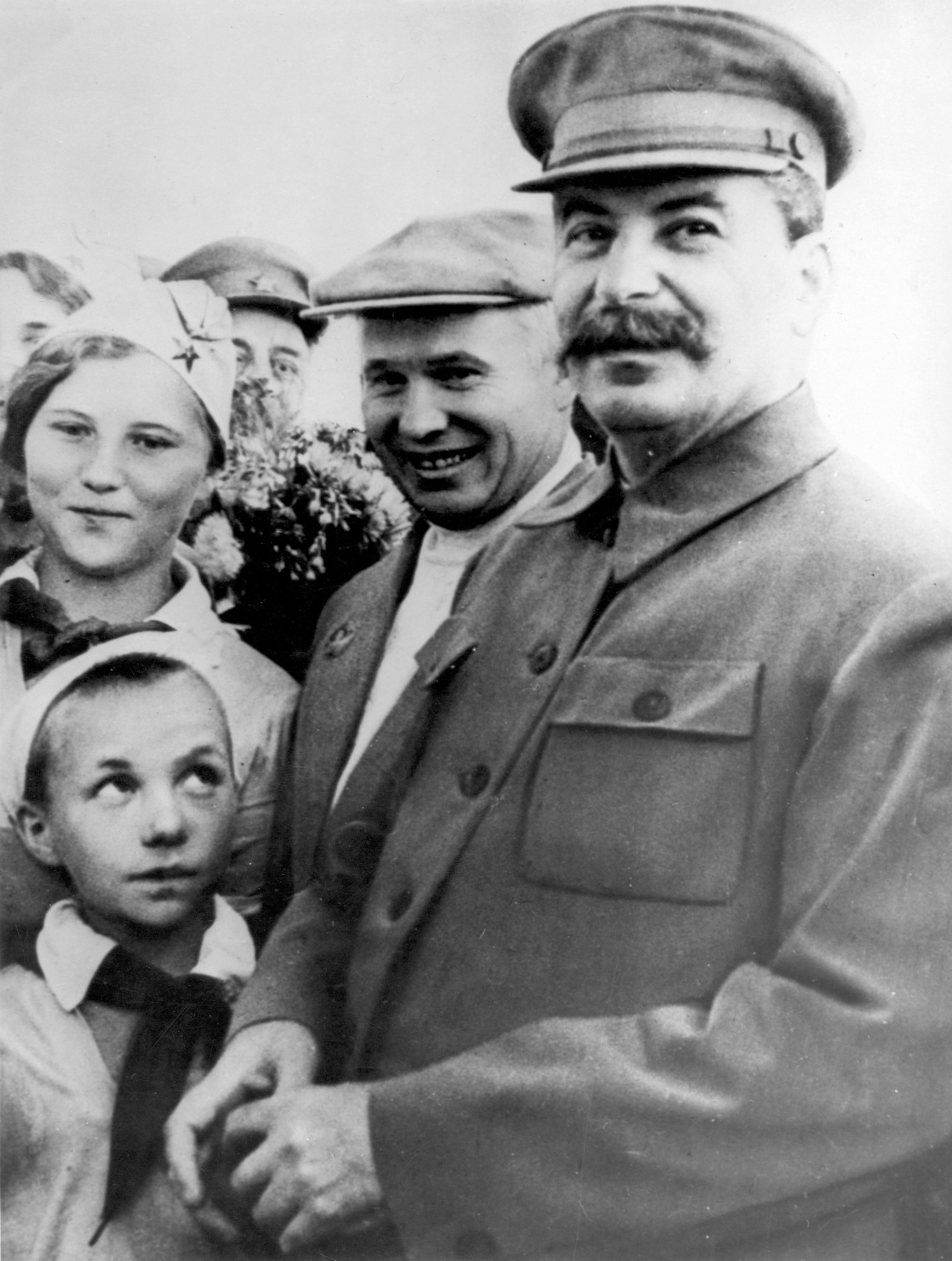
Sztálin és Hruscsov ünneplők körében (1938)

Sztálin irodájának feljegyzései szerint Hruscsov már 1932-ben jelen volt Sztálin részvételével zajló megbeszéléseken. A pártmunkán keresztül kapcsolatuk egyre jobb lett: Hruscsov csodálta a diktátort, és nagyra becsülte az irodájában zajló informális találkozókat, a pártvezető dácsájába szóló meghívásokat, míg Sztálin bensőséges szeretetet táplált ifjú követője iránt.
1934-ben Sztálin elrendelte a nagy tisztogatás néven ismert politikai akciót, amelynek során tömegével tartóztattak le, vontak perbe politikai vagy katonai tisztségviselőket, vélt vagy koholt politikai vádak alapján. Ezek középpontjában az úgynevezett moszkvai perek álltak, az a kirakatper-sorozat, amelyben állami és katonai felső vezetőket citáltak bíróság elé hazaárulás, kémkedés, vagy éppen a Sztálin ellen tervezett merénylet vádjával. A tisztogatás oka lényegében Sztálin elhatalmasodó paranoiája, célja pedig a lehetséges vetélytársaival való leszámolás volt. A legtöbb esetben a vádlottakat kivégezték vagy Gulag-kényszermunkatáborokba hurcolták. Hruscsov – nehéz megmondani, hogy félelemből vagy meggyőződésből – a folyamat lelkes és hangos támogatója volt, egy alkalommal ekképp nyilatkozott:
„Mindazoknak, akiket megörvendeztetnek a hazánkban elért sikerek, a nagy Sztálin vezette párt győzelmei, mindazoknak egyetlen szó fog eszébe jutni a trockista-zinovjevista banda haszonleső, fasiszta kutyáiról. Ez a szó pedig: kivégzés.”
Hruscsov aktívan részt vett barátai és kollégái perbe vonásában az általa vezetett Moszkvai területen. A 38 területi vezető közül 35-öt gyilkoltak meg végül – a három túlélőt a Szovjetunió más vidékeire száműzték. A Moszkvai területen található városok párttitkárainak 146 fős csoportjából mindössze 10 élte túl a tisztogatást. Hruscsov emlékirataiban később úgy idézte fel ezt az időszakot, hogy alig volt olyan közvetlen munkatársa, akit nem tartóztattak le. A párt ügyrendje szerint Hruscsovnak jóvá kellett hagynia a letartóztatásokat, és lényegében nem tett semmit barátai vagy munkatársai megmentéséért.
A pártvezetők számára kvótákat állapítottak meg, hogy hány „ellenséget" kell bejelenteni és letartóztatni. 1937 júniusában a Politikai Bizottság megszabta, hogy a Moszkvai területen 35 000 főt kell letartóztatni, akik közül 5000 főt kell kivégezni. Hruscsov válaszul azt javasolta, hogy a kivégzettek között lehessen 2000 vagyonos paraszt, úgynevezett kulák. Mindössze két hétre volt szüksége ahhoz, hogy jelenthesse Sztálinnak: „41 305 bűnöző és kulák elemet tartóztattak le”. A letartóztatottak közül Hruscsov megítélése szerint 8500 ember érdemelt kivégzést.
A tisztogatás szele 1937-ben magát Hruscsovot is elérte, gyanította, hogy ő sem érinthetetlen, ezért inkább igyekezett megelőzni a bajt. 1923-as trockista botlását meggyónta Kaganovicsnak, aki attól tartva, hogy pártfogoltja bűne rá is visszahullhat, azt tanácsolta neki, hogy vallja be az egészet Sztálinnak. A diktátor nyugodtan fogadta a vallomást, és előbb azt javasolta, tartsa titokban, ám később mégis azt tanácsolta, hogy adja elő a történetét a moszkvai területi pártszervezet értekezletén. Hruscsov így is tett: a plénum megtapsolta önkritikáját, és azonnal újraválasztották a posztjára. Egy másik alkalommal egy letartóztatott kollégája vallott rá terhelően, és maga Sztálin szembesítette a vádakkal. Hruscsov emlékiratai szerint a főtitkár mélyen a szemébe nézett, ahogy válaszát várta. Hruscsov megítélése szerint ha Sztálin kételkedett volna felelete hitelességében, ott és akkor a nép ellenségeként végezte volna. A közjátékot követően mindenesetre hamarosan, 1938. január 18-án a párt Politikai Bizottságának tagjelöltje, 1939. március 19-én pedig teljes jogú tagja lett.
Hogy az affér mégsem múlt el nyomtalanul, az jelezte, hogy 1937 végén Sztálin az Ukrajnai Kommunista Párt első emberévé nevezte ki Hruscsovot, aki 1938 januárjában foglalta el pozícióját Kijevben. 1938-ban kiterjedt tisztogatások zajlottak Ukrajnában is. A likvidáltak között voltak általa tisztelt sztalini tanárai is. A párt magas rangú tagjai sem kerülték el sorsukat, az ukrajnai pártszervezet megtizedelt központi bizottsága határozatképtelen volt. Hruscsov érkezését követően a letartóztatási hullám felgyorsult. A politikai bizottság szervezési osztályának és titkárságának egy kivétellel valamennyi tagját letartóztatták, lényegében alig akadt kormánytisztviselő, a Vörös Hadseregben pedig parancsnok, aki elkerülte volna a letartóztatást. A Hruscsov érkezése utáni első hónapokban szinte valamennyi letartóztatottat kivégezték. William Taubman feltételezése szerint Hruscsovot kijevi tartózkodása során ismét feljelentették, így tudnia kellett, hogy a feljelentések egy része koholt és ártatlan emberek esnek a tisztogatás áldozatául. Ukrajna Kommunista Pártjának XIV. kongresszusán elmondott felszólalásában már a következőket mondta:
„Elvtársak! Le kell lepleznünk és fáradhatatlanul el kell pusztítanunk a nép ellenségeit. De nem engedhetjük meg, hogy egyetlen igaz bolseviknek is bántódása essen. A rágalmazók ellen is harcot kell vívnunk.”

## Második világháborús tevékenysége

### Lengyelország megszállása

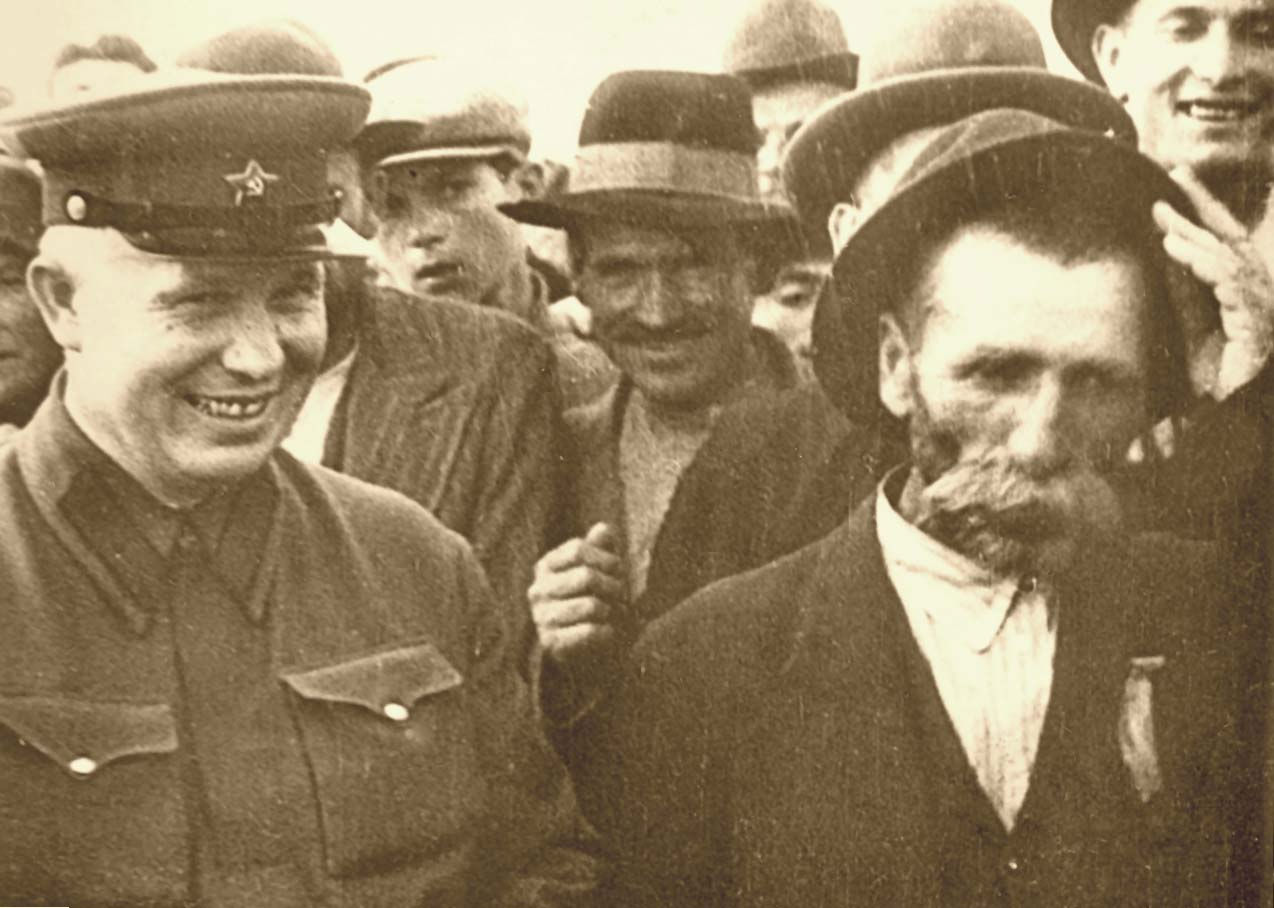
Hruscsov Besszarábiában 1940-ben, a Besszarábiát és Észak-Bukovinát megszálló szovjet csapatokkal

1939. augusztus 23-án a náci Németország és a Szovjetunió között megköttetett a Molotov–Ribbentrop-paktum – hivatalos nevén német–szovjet megnemtámadási szerződés –, amelynek titkos záradéka Lengyelországnak a két fél közötti felosztásáról szólt. Német részről 1939. szeptember 1-jén megkezdődött Lengyelország nyugati irányból való megszállása – ezzel kirobbant a második világháború –, a Szovjetunió pedig 1939. szeptember 17-én lerohanta Lengyelország keleti felét. Sztálin parancsára a szomszédos Ukrajna politikai vezetője, Hruscsov is a hadsereggel tartott.
Az elfoglalt területeken, vagyis a mai Nyugat-Ukrajnában, számottevő ukrán nemzetiség élt, így a lakosság nagy része eleinte üdvözölte a szovjet csapatok bevonulását, abban bízva, hogy a függetlenséget hozták el számukra. Hruscsovot azonban azzal a politikai feladattal küldték a megszállási övezetbe, hogy a megszállt területek politikai képviseletei a Szovjetunióval való egyesülés mellett szavazzanak. Propagandával, megtévesztéssel és nyílt csalással sikerült elérni, hogy az újonnan felállt helyhatóságok egyhangúlag a Szovjetunióval való egyesülést kérvényezzék. A Szovjetunió Legfelsőbb Tanácsa helyt adott a kérésnek, és 1939. november 1-jén a nyugat-ukrajnai területeket az Ukrán Szovjet Szocialista Köztársasághoz csatolták. A szovjetek hatalomszervezési lépései – a nyugati országrész politikai szervezeteinek kelet-ukrajnai bolsevikokkal való feltöltése, földosztás helyett a termőföldek kolhozosítása – azonban hamarosan elidegenítették a kezdetben lelkes nyugat-ukrajnai lakosságot, ezzel Hruscsovnak az egység megteremtésére irányuló erőfeszítései meghiúsultak.

### A Németország elleni háború
A Harmadik Birodalom – felrúgva a két évvel korábbi megnemtámadási szerződést – 1941. június 22-én három irányban indított támadást a Szovjetunió ellen. Északon Wilhelm von Leeb Észak Hadseregcsoportja Leningrád felé támadott, középen Fedor von Bock Közép Hadseregcsoportja Szmolenszken át Moszkva felé tört előre, délen pedig Gerd von Rundstedt Dél Hadseregcsoportja Galíciából kiindulva Ukrajnán át a Donyec-medence és a Fekete-tenger felé vonult. A Hruscsov által vezetett Ukrajnát tehát a déli hadművelet érintette.
A második világháborúban a Vörös Hadsereg szervezeti felépítésében és irányítási elveiben visszatértek a polgárháború időszakához: ismét bevezették a kettős parancsnoki rendszert. Ez a gyakorlatban azt jelentette, hogy a harcoló alakulatok élén a katonai vezetők mellett a párt által kinevezett komisszárok tevékenykedtek. Feladatuk nem csupán a politikai nevelés és fegyelem fenntartása, hanem a katonai vezetők felügyelete is volt. 1942 őszén Sztálin végül eltörölte a kettős parancsnokság elvét a hadseregben. A katonai komisszárokból tanácsadók lettek, de továbbra is a parancsnoki állományhoz tartoztak. Ezzel a döntéssel a pártvezetés lényegében elveszítette korábbi kiváltságait, és a stratégiai döntéshozatal a katonai vezetőkhöz került. Hruscsov is politikai tanácsadóként tevékenykedett tovább, jóllehet, 1943-tól már altábornagyi rangban.

#### Ukrajnai harcok
A német csapatok támadása idején Hruscsov Ukrajna Kommunista Pártjának vezetőjeként Kijevben tartózkodott. A Sztálin által komisszárrá, politikai biztossá kinevezett Hruscsov a kettős parancsnoki rendszernek megfelelően átvette a nyugati, délnyugati és déli frontokon tevékenykedő déli hadseregcsoport politikai parancsnokságát. Egyfajta összekötőként tevékenykedett a helyi katonai parancsnokok és a moszkvai politikai döntéshozók között. Taubman szerint Sztálin arra használta, hogy rajta keresztül rövid pórázon tartsa a tisztogatások után újonnan kinevezett katonai parancsnokokat, míg a katonai vezetők Hruscsovon keresztül igyekeztek befolyást gyakorolni a generalisszimuszra.

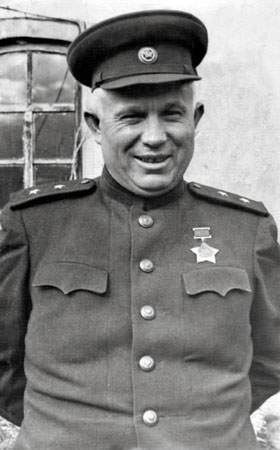
A második világháború alatt, katonai egyenruhában

Miközben a német csapatok előrenyomultak, Hruscsov és a katonai vezetők fő feladata a Kijev védelmére való felkészülés volt, miután Sztálin utasításban tette egyértelművé: az ukrán fővárost semmilyen körülmények között nem szabad feladni. Így azonban a német sereg könnyedén bekeríthette a Kijev védelmére koncentráló szovjet haderőt. A német jelentések szerint 655 000 foglyot ejtettek, a szovjet híradások szerint viszont a 677 085 Kijevben állomásozó katonából 150 541 kerülte el a fogságba esést. Különböző források különbözőképpen értékelik Hruscsov szerepét az eseményekben. Georgij Zsukov marsall évekkel azután papírra vetett visszaemlékezéseiben, hogy az immár pártfőtitkár Hruscsov parancsára 1957-ben kegyvesztetté vált, azt állította, hogy maga Hruscsov beszélte rá Sztálint a végsőkig való kitartásra, amely végül megpecsételte a szovjet egységek sorsát. Maga Hruscsov az emlékirataiban úgy írt erről a fiaskóról, hogy ő és Szemjon Bugyonnij marsall éppen a bekerítés elkerülésére a szovjet katonai egységek átcsoportosításáról igyekeztek meggyőzni Sztálint; Szemjon Tyimosenko marsall viszont azzal a paranccsal érkezett meg Moszkvából, hogy a csapatok tartsák pozícióikat. Mark Frankland szerint a Vörös Hadsereg ukrajnai kudarca rendítette meg először komolyan Hruscsovnak a párt vezetőjébe vetett hitét. Emlékirataiban így fogalmazott:
„De hadd térjek vissza az ellenséges áttörésre Kijevnél, a műveleti csoport bekerítésére és a 37. Hadsereg megsemmisülésére. Később az 5. Hadsereg is elpusztult. […] Mindez teljesen értelmetlen volt, katonai szempontból a tudatlanság, a hozzá nem értés és a képzetlenség megnyilvánulása. […] Ez lett hát az eredménye annak, hogy egy lépést sem hátráltunk meg. Nem tudtuk megmenteni a csapatainkat, mert nem vontuk vissza őket, így hát egyszerűen csak elveszítettük őket. […]”
1942-ben Hruscsov továbbra is a délnyugati fronton tartózkodott, és Tyimosenko marsallal karöltve hatalmas ellentámadást javasoltak a németek által 1941 októberében elfoglalt Harkov térségében. Sztálin csak részben hagyta jóvá a tervet, ám a Vörös Hadsereg 640 000 katonája így is részt vett volna az offenzívában. A németek azonban rájöttek, hogy a szovjetek valószínűleg Harkovnál támadnak, és csapdát állítottak nekik. A második harkovi csata, az 1942. május 12-én meginduló szovjet offenzíva kezdetben sikeresnek tűnt, de öt napon belül a németek mélyen behatoltak a szovjet szárnyak mögé, és a Vörös Hadsereg csapatai veszélybe kerültek. Sztálin ebben a helyzetben sem volt hajlandó leállítani az offenzívát, és a Vörös Hadsereg itteni hadosztályait hamarosan ismét bekerítették a németek. A Szovjetunió mintegy 267 000 katonát vesztett, közülük több mint 200 000-en fogságba estek, a délnyugati front összeomlott. A felbőszült Sztálin lefokozta Tyimosenkót, Hruscsovot pedig Moszkvába rendelte. Bár Sztálin fontolóra vette Hruscsov letartóztatását és kivégzését, végül engedélyt adott rá, hogy újra a fronton szolgáljon, ezúttal Sztálingrádnál.

#### Sztálingrádi ostrom

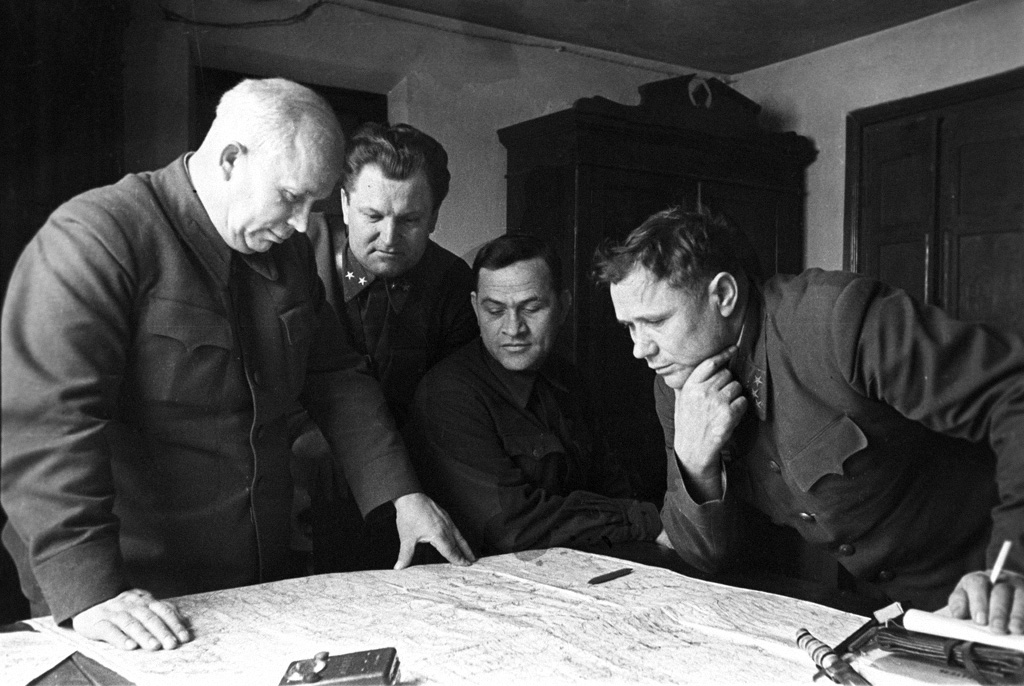
A sztálingrádi front katonai szovjetjének tagjai: Hruscsov pártfőtitkárként, Kiricsenko tábornok, Csujanov sztálingrádi pártfőtitkár, Jerjomenko tábornok (1942)

Sztálingrádot 1942 augusztusában érte el, éppen a sztálingrádi csata megkezdését követő napokban. A szerepe itt is inkább politikai, mintsem katonai volt. Vaszilij Csujkov tábornok emlékirataiból tudjuk, hogy Hruscsov inkább mellékszerepet játszott a világháborúban is fordulatnak számító csatában – pedig Csujkov emlékiratai éppen a Hruscsov hatalmának csúcsát jelentő miniszterelnöksége idején jelentek meg, de a tábornok alig tesz említést róla bennük. Hruscsov a csata idejének legnagyobb részét Sztálingrádban töltötte – bár egy alkalommal Sztálinhoz látogatott Moszkvába – és egy alkalommal majdnem megölték. Egy alkalommal az ő nevéhez fűződik egy ellentámadásról szóló javaslat, amely inkább jelzi a szovjet hadvezetésen belüli erőviszonyok alakulását, mintsem hadműveleti jelentősége lett volna: egyszerűen azt akarta megtudni, hogy Zsukov tábornok kész van-e már a végül a német–román csapatok bekerítésével végződő Uránusz hadművelet tervével, amelyet olyan szigorúan titkosan kezeltek, hogy még Hruscsov sem tudott róla részleteket. Hruscsov szerepe a csatában, illetve a kitörés előkészítésében az volt, hogy rendszeresen ellenőrizte a szovjet csapatok morálját és felkészültségét, valamint hadifoglyokat hallgatott ki, illetve bírt rá az átállásra (utóbbit propaganda célokból).
Sztálingrád után érte őt egy nagy családi tragédia. 1943. március 11-én Leonyid fia elhunyt a harcokban. A tragikus eseményt bonyolítja, hogy Leonyid halálának körülményei máig vitákra adnak okot. Ennek legfőbb oka, hogy nem volt tanúja a pilótaként szolgáló fiú gépe lelövésének, és sem a gépet, sem a holttestet nem találták meg soha. Éppen emiatt Leonyid sorsáról mendemondák és spekulációk láttak napvilágot. Az egyik ilyen teória szerint a pilóta túlélte a katasztrófát, a németek fogságába esett, akikkel együttműködött, ám amikor újra a szovjetek kezére került, Sztálin elrendelte a lelövetését, hiába könyörgött Hruscsov a fia életéért. Sokan ezt hozzák összefüggésbe Hruscsov úgynevezett titkos beszédével, amelyben 1956-ban Sztálin ellen fordult, elítélte elődje és korszakának cselekedeteit, és más pályára állította a szovjet politikát. Némely történész azt is állította, hogy Leonyid Hruscsov aktáit meghamisították a háborút követően, sőt az egyik századtársa is előállt azzal, hogy ő látta a pilótatársa széteső gépét, csak nem jelentette. Mindezek azonban inkább jelentik a történészek számára azt, hogy a hatalomban levő Hruscsov kedvezőbb képe megőrzése érdekében történtek.
1943-ban állítólagos kémkedés vádjával letartóztatták Leonyid feleségét – Hruscsov menyét –, és öt év kényszermunkára ítélték. Ezt követően annak Tolja nevű fiát – Hruscsov unokáját – más dolgok miatt különböző nevelőintézetekben helyezték, miközben a másik gyermeket, Juliját Hruscsov és felesége nevelte fel.

#### A háború hátralevő része
Az Uránusz hadművelet sikerét követően a német haderő hátrálni kényszerült, Hruscsovot pedig a háború más frontjaira vezényelték át. Elsőként a kurszki csatában bukkant fel 1943 júliusában. Ez volt az utolsó jelentős német támadás szovjet területen, amely sikere esetén német győzelemmel kecsegtetett, és Hruscsov – saját emlékiratai szerint – ennek megakadályozásában kulcsszerepet játszott. Állítása szerint egy általa kihallgatott SS-dezertőrtől értesült a németek támadási tervéről, bár egyik életrajzírója, Taubman szerint ez „csaknem biztosan túlzás” volt.
A szovjet csapatokkal tartott, amikor 1943 novemberében kiszorították a németeket Kijevből. A város romokban állt, és ahogy a Vörös Hadsereg egyre nyugatabbra szorította a tengelyhatalmakat, Hruscsov egyre aktívabban foglalkozott Ukrajna újjáépítésével. Párttisztségei megtartása mellett ekkor nevezték ki az Ukrán SZSZK miniszterelnökévé, így ez azon ritka alkalmak egyike volt, amikor az ukrajnai párt és államigazgatás vezetése egy kézben összpontosult.
Hruscsov egyik életrajzírója, William Tompson szerint rendkívül nehéz megítélni Hruscsovnak a háborús erőfeszítésekhez való hozzájárulását, mivel legtöbbször katonai tanácsok tagjaként tevékenykedett, és nem ismert, milyen mértékben befolyásolta az ott született, mások által aláírt katonai döntéseket. Ugyanakkor Tompson arra is rámutat, hogy a Brezsnyev-érában kiadott katonai memoárokban bár ritkán említették Hruscsovot, megítélése kedvező volt, feltehetően annak jeleként, hogy a katonatisztek elismerték háborús tevékenységét. A feltételezés annál is inkább valószínű, mert a Brezsnyev-korszakban Hruscsovot megemlíteni, pláne méltatni semmilyen kontextusban nem volt szerencsés.

## Útja a hatalomba

### Visszatérése Ukrajnába
Amikor Hruscsov 1943 végén visszatért Kijevbe, mérhetetlen pusztítást és nélkülözést talált a korábban a németek által megszállt területeken. Az ukrán ipar megsemmisült, a mezőgazdaság alapvető hiányokkal küzdött. Ukránok millióit hurcolták el a németek munkaszolgálatosként vagy hadifogolyként, nagyjából minden hatodik ukrán a háború áldozatává vált. Mindemellett a lakásállományt is számottevő pusztítás érte, nem volt a helyben maradt lakosság számára elegendő lakás az országban.
Hruscsov fő feladatának az újjáépítést tekintette, de a szovjetrendszer kiépítésének félbeszakadt munkáját is be akarta fejezni. A célok elérését hátráltatta, hogy általános mozgósítást vezettek be, amelynek során 750 000 19–50 éves ukrajnai férfit soroztak be, akik minimális kiképzést követően csatlakoztak a Vörös Hadsereghez. Egyes ukrán csoportok a független Ukrajnáért küzdő partizánosztagokhoz csatlakoztak. Hruscsov körzetről körzetre járva igyekezett a megmaradt munkaerőt az újjáépítés szolgálatába állítani. Mindeközben meglátogatta szülőfaluját, Kalinovkát is, ahol éhező embereket talált és azzal szembesült, hogy a Vörös Hadseregbe bevonult férfiaknak mindössze egyharmada tért haza. Lehetőségeihez mérten próbált segíteni a közösségnek. A körülmények hatására – Hruscsov erőfeszítései ellenére – 1945-ben az ukrán ipari termelés a háború előtti szintnek csupán egynegyedét érte el, és a mezőgazdasági terméshozam is lényegesen csökkent az előző évihez képest, noha 1944-ben az ország területének egy része még a németek kezén volt.
A mezőgazdasági terméshozamok növelése érdekében a kolhozok felhatalmazást kaptak arra, hogy kizárják a munkától távol maradó vagy nem teljesítő tagokat. A kolhozok vezetői a felhatalmazást ürügyül használták saját ellenlábasaik eltávolítására, de az öregek, mozgásukban korlátozottak is veszélyben voltak: közel 12 000 embert űztek el a Szovjetunió keletebbre fekvő területeire. Hruscsov azonban hatékonynak tartotta a rendelkezést, és Sztálinnak javasolta más termelési ágazatokban való alkalmazását. Emellett Hruscsov az 1944 során felszabadult, a Lengyelországtól elcsatolt nyugat-ukrajnai mezőgazdasági területek kollektivizálásán dolgozott. Bár azt remélte, hogy 1947-re sikerül megvalósítania a tervet, az erőforrások hiánya és a partizánok fegyveres ellenállása lelassította a folyamatot. A főként az Ukrán Felkelő Hadseregbe tömörült partizáncsoportokat fokozatosan felszámolták. Rendőri és katonai jelentések 1944–1946 között összesen 110 825 „bandita” megöléséről és negyedmillió bebörtönzéséről számoltak be. 1944 és 1952 között kb. 600 000 nyugat-ukrajnai embert tartóztattak le, harmadukat kivégezték, a többit bebörtönözték vagy a Szovjetunió keleti területeire deportálták.
Az 1944-es és 1945-ös évek gyenge mezőgazdasági termését még a háborús körülményekkel lehetett magyarázni, 1946-ban pedig aszály sújtotta az ukrajnai és nyugat-oroszországi földeket. Ennek ellenére a kolhozoknak és állami gazdaságoknak továbbra is termésük 52%-át kellett beszolgáltatniuk, a szovjet kormány ugyanis igyekezett minél több gabonát begyűjteni a kelet-európai szövetséges országok ellátására. Hruscsov irreálisan magasan határozta meg a termésátlagokat, aminek következtében Sztálin is irreálisan nagy mennyiségű gabonára számított az ukrajnai termőföldekről. Mindezek hatására élelmiszerhiány lépett fel, fejadagokat és jegyrendszert vezettek be, a nem a mezőgazdaságban dolgozó falusi tömegek azonban még az élelmiszerjegyekhez sem jutottak hozzá. Az éhínség elkerülhetetlen volt, bár nagyrészt a távoli vidéki régiókra korlátozódott, és híre alig jutott ki a Szovjetunióból. 1946 végén Hruscsov végül felismerte a kétségbeejtő helyzetet, és többször kérte levélben Sztálin segítségét a helyzet megoldására, amivel kiváltotta a pártvezető haragját. Miután a levelek nem jártak eredménnyel, Hruscsov Moszkvába repült, hogy személyesen győzze meg Sztálint. A diktátor végül korlátozott élelmiszersegélyt küldött Ukrajnának, és pénzt adott ingyenkonyhák felállítására. Hruscsov politikai tekintélye azonban megrendült, így 1947 februárjában Sztálin javaslatára Lazar Kaganovicsot Ukrajnába küldték, hogy „megsegítse” Hruscsovot. Egy hónapon belül az ukrán pártszervezet Központi Bizottsága leváltotta Hruscsovot a főtitkári posztról, és Kaganovicsot nevezték ki a helyére, bár Hruscsov megtarthatta a miniszterelnöki tisztséget.
Nem sokkal Kaganovics érkezését követően Hruscsovot betegség döntötte le a lábáról, és 1947 szeptemberéig alig mutatkozott. Emlékiratai szerint tüdőgyulladása volt, egyes életrajzírók viszont azt feltételezik, hogy betegsége inkább „politikai eredetű” volt: attól félhetett, hogy pozícióvesztése volt az első lépés végzetes bukása felé. Hruscsov gyermekeinek visszaemlékezése szerint azonban apjuk valóban súlyos beteg volt az idő tájt. Amikor annyira felépült, hogy fel tudott kelni az ágyból, Sztálin utasítására szabadságot vett ki és családjával vakációra indult Lettország tengerpartjára, az első vakációjukra a háború kitörése óta. A nyughatatlan beteg azonban a közeli mocsárnál kacsavadászattal törte meg a pihenést, sőt, fiával elrepültek Königsbergbe, ahol egy vegyipari üzemet és egy külszíni borostyánbányát látogattak meg. 1947 végére Kaganovicsot visszarendelték Moszkvába, és Hruscsovot visszahelyezték főtitkári hivatalába. Nem sokkal ezt követően azonban miniszterelnöki posztjáról lemondott pártfogoltja, Gyemjan Korotcsenko javára.
Utolsó ukrajnai évei békés munkavégzéssel teltek. Az ipar fellendülni látszott, 1947-ben és 1948-ban végre az aratás is a vártnál jobb termést hozott. Irányításával a kollektivizálás erőteljesen haladt előre Nyugat-Ukrajnában, a magánbirtokok pedig visszaszorultak (elsősorban az általa rájuk kivetett adók hatására). Amint a dolgok ilyetén módon rendben kezdtek menni, Hruscsov célul tűzte ki a város és a vidék közötti szemléletbeli különbségek megszüntetését, a parasztság „vidéki proletariátussá” szervezését, kidolgozta az „agrárvárosok” koncepcióját. Ennek lényege az volt, hogy a falvak mezőgazdasági munkásait a gazdaságoktól távolabb fekvő, városi szolgáltatásokat (pl. közművek, könyvtárak) nyújtó településekre költöztetné. 1949 végi Moszkvába távozásáig egyetlen ilyen város létrehozásának előkészítését sikerült megvalósítania, amelyet Sztálinnak ajánlott 70. születésnapjára, ajándékként.
1949 decemberében elhagyta Ukrajnát, de mindig meleg szívvel emlékezett második hazájára. Memoárjában ekképp emlékezett meg az országról:
„Elmondhatom, hogy az ukránok jól bántak velem. Meleg szívvel emlékszem az ott töltött évekre. Felelősséggel teli időszak volt, de kellemes, mert elégedettséggel töltött el… De távol álljon tőlem, hogy felnagyítsam saját jelentőségemet. Az egész ukrán nép óriási erőfeszítéseket tett… Ukrajna sikereit az egész ukrán népnek tulajdonítom. Nem is szaporítom a szót e témában tovább, bár nagyon könnyű volna bizonyítani. Magam is orosz vagyok, de nem akarom megsérteni az oroszokat.”

### Ismét a moszkvai pártbizottság élén
1949 decemberében ismét új megbízatás várta Hruscsovot: Sztálin Moszkvába hívta, hogy ismét ő legyen a városi és járási pártbizottság első titkára. Taubman szerint a korosodó diktátor így kívánta ellensúlyozni az örököseinek tekintett Malenkov és Berija befolyását. Ezzel a lépéssel Hruscsov mintegy bekerült a hatalom belső körébe. A politikai döntések technikája is nagyban megváltozott, még inkább felértékelve ezt a belső kört. Sztálin egyre ritkábban hívta össze a Politikai Bizottságot, helyette a kormányzati munka a diktátor vacsoraasztalánál, a belső kör – Lavrentyij Berija, Georgij Malenkov, Hruscsov, Kaganovics, Kliment Vorosilov, Vjacseszlav Molotov és Nyikolaj Bulganyin – részvételével ment végbe. Hruscsov egy érdekes részletet osztott meg ezekről az alkalmakról: mielőtt a vacsorára indult, előtte szundított egy kicsit, mivel Sztálin jelenlétében nem volt ildomos elbóbiskolni, „a dolgok rosszul alakultak azok számára, akik elszundítottak Sztálin asztalánál”.
Hruscsov moszkvai párttitkárként 1950-ben nagyszabású házépítési programot indított. Négy- és ötemeletes lakótelepi házak sora nőtt ki a földből. Hruscsov az előregyártott, megerősített vasbeton elemek használatát rendelte el, amelyek jelentősen felgyorsították az építkezést. 1946 és 1950 között a korábbi építési ütemet alapul véve háromszor több lakást adtak át Moszkvában. A lift és erkélyek nélküli házakat a népnyelv hruscsovkának keresztelte el, de gyakran becsmérlően – a Hruscsov név és az orosz truscsoba (’nyomornegyed’) szó keresztezésével – hruscsoba néven emlegették őket. 1995-ben közel 60 000 000-an laktak ilyen épületekben a szovjet utódállamokban.
Új tisztségeiben Hruscsov végrehajtotta a kolhozok konszolidációját is. Ennek eredményeként, a szövetkezetek és állami gazdaságok összevonásával a Moszkvai járásban 70%-kal csökkent a kolhozok száma, ugyanakkor olyan hatalmas gazdaságok jöttek létre, amelyeket egyetlen szövetkezeti elnök már nem volt képes hatékonyan irányítani. Hruscsov nem mondott le a korábban Ukrajnában javasolt agrárvárosi koncepciójáról sem. Ám amikor nagy lélegzetű beszéde e témakörben 1951 márciusában megjelent a Pravdában, Sztálin helytelenítette az ötletet. Az újságban hamarosan megjelent egy helyreigazítás, hogy Hruscsov elvtárs beszéde csupán javaslat volt, nem hivatalos politikai iránymutatás. Áprilisban a Politikai Bizottság is visszautasította az agrárvárosok ötletét. Hruscsovot elfogta az aggodalom, hogy Sztálin el fogja mozdítani hivatalából. A diktátor azonban csak gúnyolódott egy kicsit a rovására, majd hagyta feledésbe merülni a közjátékot.
1953. március 1-jén Sztálint kuncevói dácsájában komoly agyvérzés érte. Miközben a rémült orvosi stáb a megfelelő kezelést kereste, Hruscsov és társai már a halálos ágy mellett az újonnan felállítandó kormányon vitáztak. A diktátoron már nem lehetett segíteni, Joszif Sztálin március 5-én elhunyt. Hruscsov később így emlékezett meg Sztálinról:
„Sztálin mindenkit, aki nem értett vele egyet, »a nép ellenségének« tartott. Úgy vélte, hogy vissza akarják állítani a régi rendet, és ennek érdekében »a nép ellenségei« összefogtak a nemzetközi reakció erőivel is. Ennek eredményeként több százezer igaz ember elpusztult. Mindenki félelemben élt azokban az időkben. Mindenki attól rettegett, hogy az éjszaka közepén bármely pillanatban kopoghatnak az ajtaján, és ez a kopogás végzetesnek bizonyulhat… A Sztálinnak nem tetsző embereket elpusztították, becsületes párttagokat, feddhetetlen embereket, ügyünk hűséges és keményen dolgozó harcosait, akik Lenin irányításával járták ki a forradalmi harc iskoláját. Színtiszta önkény volt. És most mindezt meg kellene bocsátani és el kellene felejteni? Soha.”

### Hatalmi harc Sztálin halála után
Másnap, 1953. március 6-án bejelentették Sztálin halálát és az új vezetőség tagjait. A minisztertanács új elnöke Georgij Malenkov lett, első helyettesei Lavrentyij Berija (aki egyben megszilárdította hatalmát a biztonsági szervek felett), Lazar Kaganovics, Nyikolaj Bulganyin és Vjacseszlav Molotov lettek. A Sztálin által korábban a Központi Bizottság elnökségébe kinevezett további pártvezetők a háttérbe szorultak. Köztük Hruscsov is, akit felmentettek moszkvai pártvezetői tisztségéből, hogy a párt Központi Bizottságában adódó feladatokra koncentrálhasson. A The New York Times készített is hamarjában egy listát az új szovjetunióbeli erőviszonyokról: Malenkovot és Beriját a tízfős elnökség első és második, Hruscsovot pedig az utolsó helyére sorolták.
Malenkov azonban alig egy hét múltán, 1953. március 14-én lemondott központi bizottsági elnökségi tagságáról, mivel aggályai voltak, hogy kettős megbízatásával túl nagy hatalomra tesz szert. Döntésének fő haszonélvezője Hruscsov lett: az ő neve szerepelt a Malenkov megüresedett helyét betöltő pártvezetők listájának élén. A párt Központi Bizottsága 1953. szeptember 14-én formálisan is megválasztotta a Szovjetunió Kommunista Pártjának első titkárává.
A hatalomért folyó harc azonban nem csendesedett el. Berija már Sztálin halála után számos reformot vezetett be. Taubman értékelése szerint a belügyminiszter „páratlanul cinikus volt, nem engedte, hogy ideológiai megfontolások álljanak az útjába. Ha ő kerekedett volna felül, szinte biztosan megsemmisítette volna közvetlen munkatársait, már csak azért is, hogy megakadályozza: azok likvidálják őt. Eközben azonban a reformjai vetekedtek Hruscsovéival és bizonyos szempontból még Gorbacsov harmincöt évvel későbbi reformjaival is.” Ennek illusztrálásául Berija egyik belügyminiszteri rendelete egy amnesztia volt, amely végül több mint egymillió nem politikai fogoly szabadon bocsátásához vezetett. Azt a javaslatát, amely szerint Kelet-Németországot engedjék át egy egyesült, semleges Németországnak, cserébe a Nyugat által nyújtott kárpótlásért, végül nem fogadták el, Hruscsov pedig egyenesen antikommunistának titulálta. Hruscsov nem szemlélte tétlenül az eseményeket: Malenkovval szövetkezett, hogy megakadályozzák Berija számos javaslatát, miközben fokozatosan maguk mellé állították az elnökség többi tagját. Törekvéseiket segítette az az általános félelem, hogy Berija a háttérben katonai puccsot tervez, ahogy Hruscsov tolmácsolta az aggodalmakat emlékirataiban: „Berija már feni ránk a késeit.” A Berija elleni szövetkezés kulcsmozzanata az volt, amikor Malenkov és Hruscsov maguk mellé állították Berija két legbefolyásosabb miniszterhelyettesét, Szergej Kruglovot és Ivan Szerovot, hogy árulják el főnöküket. Terhelő vallomásaikkal felvértezve Hruscsov és Malenkov bátorítást kapott Berija letartóztatására. Berija későn jött rá, hogy elvesztette az ellenőrzést a Belügyminisztérium egységei és a Kreml őrsége felett. Hruscsov és szövetségesei magas szintű katonai előkészületeket tettek, nehogy a Berijához hű erők fellázadjanak. Nyikolaj Bulganyin hadügyminiszter és Georgij Zsukov marsall biztosították őket a hadsereg támogatásáról. Ezt követően 1953. június 26-án Beriját egy elnökségi ülésen letartóztatták. Beriját titokban bíróság elé állították; a per a korábbi vésztörvényszékek eljárásrendjét idézte a tisztogatások idejéből: nem volt védelem és nem volt fellebbezési lehetőség. Az 1953 decemberében megszületett ítélet Beriját és hat társát halálra ítélte. Társait az ítélet után azonnal agyonlőtték, Beriját kevéssel később, 1953. december 23-án végezték ki. Berija kivégzése bizonyult az utolsó alkalomnak, amikor egy magas szintű szovjet hatalmi harc vesztese az életével fizetett.

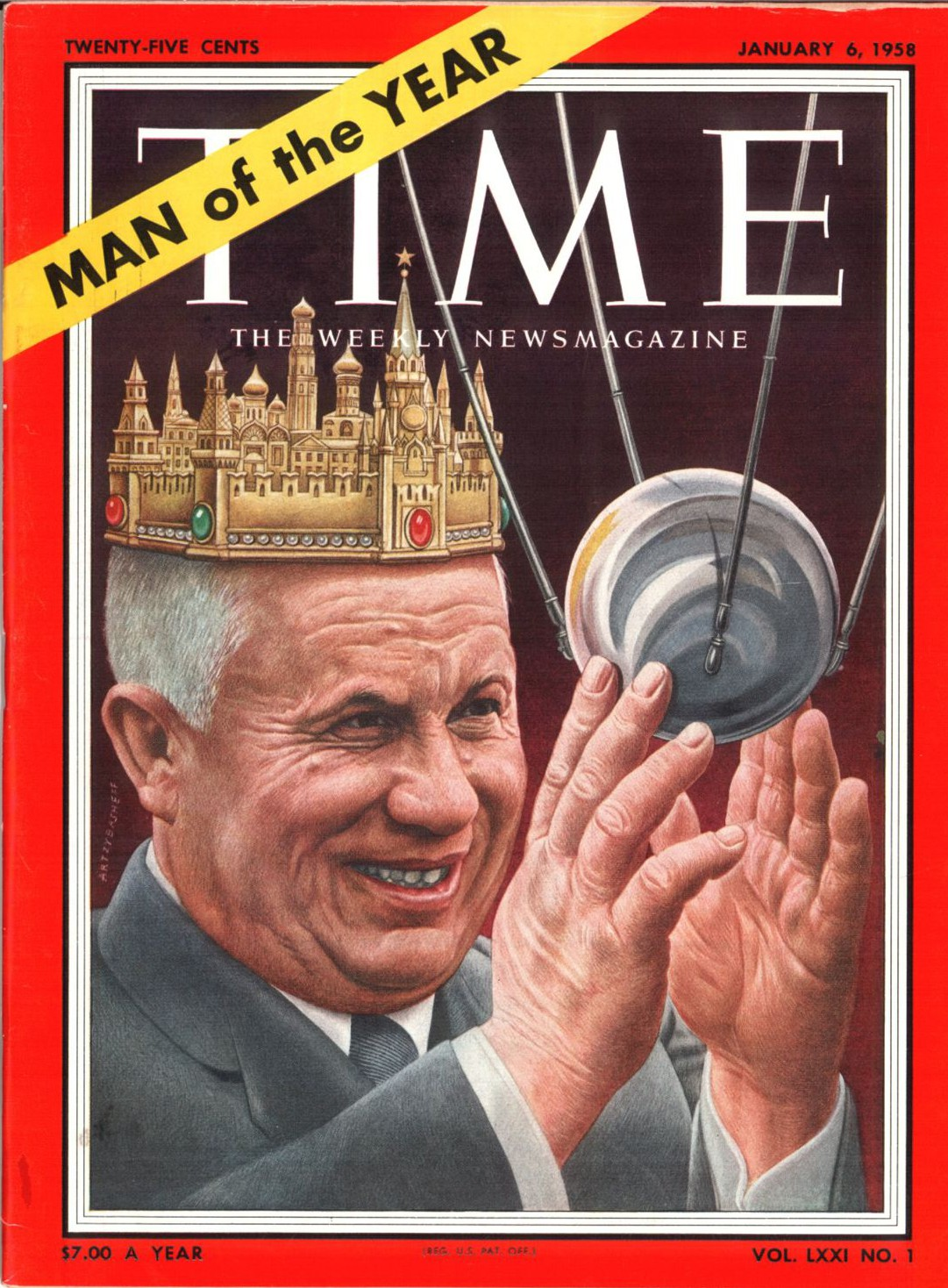
A Szovjetunió új erős embere a Time magazin 1958 novemberi számának borítóján

A hatalmi harc Malenkov és Hruscsov között dúlt tovább. Malenkov a minisztertanács elnökeként, kormányfőként a központi államapparátusra építette hatalmát, amelyet a kormány átszervezésével igyekezett a párt rovására tovább erősíteni. A lakosság támogatását népszerű intézkedésekkel kereste: csökkentette a kiskereskedelmi árakat és a kötelező államkötvény-vásárlás szintjét (a békekölcsön és egyéb állampapírok jegyzése általános és kötelező gyakorlat volt az állampolgárok számára). Hruscsov hatalmi bázisa ezzel szemben a párt volt, így a párt és a párton belül saját személyes pozícióját igyekezett megerősíteni. Bár a szovjet rendszerben a párt szerepe megkérdőjelezhetetlen és kiemelkedő volt, korábban Sztálin megnyirbálta hatalmi pozícióját és a Politikai Bizottságra (később az elnökségre) ruházott át fontos döntéshozói jogköröket. Hruscsov úgy vélte, ha ezeket a jogosítványokat a vezetése alatt álló párt és a Központi Bizottság legalább részben visszakapja, ismét erős hatalmi centrum lesz. Hruscsov gondosan választotta ki a párthierarchia csúcsára kinevezetteket, támogatóit tette a helyi pártszervezetek élére, akik közül többen a Központi Bizottságba is bekerültek.
Hruscsov stílusában és imázsában is igyekezett magát karakteresen megkülönböztetni Malenkovtól: a kifinomult, de szürke egyéniségű miniszterelnökkel szemben két lábbal a földön álló aktivistaként pozicionálta magát, aki kész bármilyen kihívásnak megfelelni. Hruscsov a nép felé is önálló akciókkal próbálta hangsúlyozni a hozzájuk való tartozást. Kinyittatta a Kremlt a nyilvánosság számára, amivel kedvező visszhangot keltett. Meghirdette a szűzföldek feltörése kampányt, amelynek keretében fiatal önkéntesek százezrei telepedtek volna le és művelték volna meg Nyugat-Szibéria és Észak-Kazahsztán parlagon heverő területeit. Bár a program végül óriási katasztrófává vált a szovjet mezőgazdaság számára, kezdetben sikeres volt.
A legnagyobb fegyvertény mégis az volt Hruscsov számára, hogy Berija titkos aktáinak köszönhetően terhelő információkkal rendelkezett Malenkovról. Amikor a szovjet ügyészség az utolsó sztálini évek hatalmi visszaéléseit vizsgálta, az úgynevezett leningrádi ügy nyomozásakor bizonyítékokra bukkantak Malenkov érintettségére. 1954 februárjától Malenkovot felváltva Hruscsov vezette le a párt elnökségi üléseit, júniusban pedig az elnökségi tagok listáját „némileg átszervezték”, és nevük betűrendjében szerepeltették a tagokat, így többé nem Malenkov neve díszlett a lista élén. Hruscsov eközben tovább építette befolyását és klientúráját, elnyerte a helyi pártszervezeti vezetők hűségét és az ő jelöltje került a KGB élére is. 1955 januárjában a Központi Bizottság egyik ülésén aztán meggyanúsították Malenkovot a sztálini atrocitásokban való részvétellel, majd elfogadtak egy határozatot, amelyben a leningrádi ügyben való részvétellel és Berija hatalomba segítésével vádolták meg őt. Február 8-án a Szovjet Legfelsőbb Tanács leváltotta Malenkovot miniszterelnöki pozíciójából, és Nyikolaj Bulganyint nevezte ki kormányfőnek. Malenkov az elnökség tagja maradt mint energetikai és villamosítási miniszter. Ezzel a Sztálin halálával létrejött Berija–Malenkov–Hruscsov-triumvirátusból az egyetlen megmaradt tag, Hruscsov megkérdőjelezhetetlenül vezető pozícióba került, mint a Szovjetunió Kommunista Pártjának első titkára.

## A Szovjetunió vezetőjeként (1956–1964)
A de jure első számú vezetőből három év után a de facto egyeduralkodó vezető státuszába került Hruscsovnak megkezdődött viszonylag rövid politikai karrierje, amelyet a Nyugattal való folyamatos konfrontáció fémjelzett. Olyan epizódok és folyamatok kötődnek a Hruscsov-korszakhoz, mint a titkos beszéddel előkészített desztalinizáció, az űrverseny elindítása, a kubai rakétaválság – és ezzel csaknem a harmadik világháború kirobbantása – vagy az ENSZ-közgyűlésen a cipőjével az asztalt verő első titkár képe (amelyen egyébként a imperializmus ellen szállt síkra a szocialista országok nevében és a harmadik világnak nevezett csoportosulás védelmében). Tárgyalópartnerei vagy éppen ellenfelei között volt Eisenhower, Kennedy, Johnson elnök, vagy éppen Kádár János; a kétpólusú világ véglegesen és teljesen az ő idejében teljesedett ki.

### Belpolitika

#### A „titkos beszéd” és a hatalom konszolidálása
Malenkov félreállítása után Hruscsov eleinte Vjacseszlav Molotov külügyminiszter személyében talált szövetségesre. A lenini idők tanúja, a régi bolsevik Molotov 1955 februárjában Bulganyinnal szemben Hruscsov miniszterelnöki kinevezését támogatta. Idővel azonban ellentétek támadtak köztük. Molotov ellenezte a szűzföldek feltörésére irányuló hruscsovi kampányt, helyette hozamnövelő nagyberuházásokat javasolt a mezőgazdaságilag értékes területeken, amit viszont Hruscsov a komoly erőforrás- és munkaerőhiányra hivatkozva ellenzett. Külpolitikai téren szintén súrlódásokra került sor közöttük: Hruscsov megegyezésre törekedett Ausztriával az ország függetlenségének helyreállításáról, amely lehetővé tette volna az Ausztria egy részét megszálló szovjet csapatok kivonását, Molotov viszont hevesen ellenezte a tervet. Végül Hruscsov meghívására osztrák delegáció érkezett Moszkvába, és megkezdődtek a háttértárgyalások az osztrák államszerződés előkészítéséről. Bár 1955 derekán Hruscsov vezetésével a párt elnöksége a Központi Bizottság ülésén azzal vádolta meg a külügyminisztert, hogy külpolitikája a Szovjetunió ellen hangolja a világot, Molotov a tárca élén maradt.
1955 végére a sztálini időkben Gulag-táborokba deportált politikai foglyok közül több ezren hazatértek, és elbeszéléseik nyomán közismertté váltak a munkatáborokban tapasztalt visszaélések, jogtiprások, a sztálini rendszer bűnei feltárultak a széles közvélemény előtt. Hruscsov és legfőbb szövetségese, Anasztasz Mikoján meggyőződésévé lett, hogy a tömegek hűségének visszanyeréséhez le kell mosni a pártról a sztálinizmus bélyegét. 1955 októberétől Hruscsov arra készült, hogy a Kommunista Párt közelgő XX. kongresszusán nyilvánosan is számot adjon Sztálin bűneiről. Néhány párttársa, köztük Malenkov és Molotov, élesen ellenezte ezt a lépést, és végül sikeresen meggyőzték a pártvezetőt arról, hogy zárt ülésen mondja el beszédét.
Az 1956. február 14-én kezdődő pártkongresszus Hruscsov nyitóbeszédével indult, amelyben megadta az első döfést elődjének: arra kérte a küldötteket, hogy emlékezzenek meg a legutóbbi, 1952-es pártkongresszus óta elhunyt kommunista vezetőkre, és ebben a kontextusban Sztálint piedesztáljáról letaszítva egy sorban említette Klement Gottwalddal és a még kevésbé ismert Tokuda Kjúicsival. Az 1956. február 25-ei ülésnap délelőttjén, a külföldi küldöttek kizárásával megtartott zárt ülésen aztán elhangzott az a beszámolója, amelyet ma Hruscsov titkos beszédeként tart nyilván a világ. A négyórás beszédben Hruscsov lényegében lerombolta Sztálin tekintélyét és pellengérre állította az előző időszak bűneit. Hruscsov emlékirataiban így idézte fel a történteket: „a kongresszus néma csendben hallgatta a beszédemet… Ahogy a mondás tartja, egy gombostű leesését is hallani lehetett volna. Az egész hirtelen és váratlanul érte a küldötteket.” Hruscsov a következő összegzést adta a delegátusoknak:
„Itt Sztálin egy sor esetben mutatta meg, hogy nem tűr ellentmondást, hogy brutális és hogy hogyan élt vissza a hatalmával […] gyakran választotta az elnyomás és a fizikai megsemmisítés útját, nemcsak a tényleges ellenséggel szemben, hanem olyan személyekkel szemben is, akik nem követtek el semmilyen bűncselekményt a párt vagy a szovjet kormányzat ellen....”
Kende Tamás történész szerint Hruscsov bírálata Sztálin bűneire, személyi kultuszára vonatkozott, a szocialista rendszerre nem.
„…épp Hruscsov beszédéből tudhatjuk, hogy beszédének és politikájának nem volt más célja, mint a beismert válságnak olyan meghaladása, amely kiiktatja a rendszerkritika leghalványabb kísérletét is. Nem a fából vaskarika megalkotásának kísérlete volt a történelmi tette Hruscsovnak, hanem a válság beismerése és ezen keresztül az államszocialista rendszer korlátainak önkéntelen jelzése. Hruscsov nem megszüntetni, hanem épp ellenkezőleg: megőrizni akarta a sztálinizmust, csak épp Sztálin és kultusza, a sztálinizmus túlkapásai nélkül.”
Maga a „titkos beszéd” kifejezés persze megtévesztő. Igaz ugyan, hogy február 25-én, a zárt ajtók mögött csak szovjet kommunisták hallhatták a beszédet, másnap este azonban már a kelet-európai küldötteknek is felolvasták – lassan, hogy jegyzetelni tudjanak. Március 5-éig a Szovjetunió valamennyi pártszervezetébe eljutott a beszéd sokszorosított másolata, a magas szintű „Szigorúan titkos!” minősítés helyett csupán „A sajtónak kiadni tilos!” utasítással. Egy hónapon belül megjelent a beszéd hivatalos fordítása Lengyelországban; csak az utánnyomás során 12 000 példány került ki a nyomdából, amelyek közül egy hamarosan Nyugatra is eljutott. Hruscsov fia, Szergej később ezt írta: „Apám természetesen arra törekedett, hogy a beszéd a lehető legtöbb emberhez eljusson. Hamarosan felolvasták a Komszomol-gyűléseken, ami további tizennyolcmillió embert jelentett. Ha még hozzávesszük ezek rokonait, barátait és ismerőseit is, akkor azt mondhatjuk, hogy az egész ország megismerte a beszédet. […] Alig kezdődött el a tavasz, és az egész világ erről kezdett beszélni.”
A titkos beszéd és a nyomában meginduló desztalinizálás, bár nem változtatta meg alapjaiban a szovjet társadalmi berendezkedést, nagy hullámokat keltett belföldön és az országhatárokon túl egyaránt. Országszerte gyűléseket szerveztek, amelyeken felolvasták a beszédet. A részt vevő kommunisták hevesen elítélték Sztálint (vagy Hruscsovot), sőt, helyenként többpárti választásokat követeltek. Sztálin hívei 1956 júniusában Hruscsov lemondását és Molotov első titkári kinevezését követelték, négy napig tartó tiltakozó megmozdulás robbant ki a halott diktátor szülőföldjén, Grúziában. A beszéd hozzájárult az 1956-os poznańi munkásfelkeléshez és a magyarországi forradalomhoz. Sztálin nyilvános megbélyegzésére és elítélésére azonban nem került sor, arcképeivel továbbra is találkozni lehetett az ország minden pontján, Hruscsov kremlbeli irodájától a repülőterekig. Az az idő tájt Komszomol-aktivistaként tevékenykedő Mihail Gorbacsov később úgy emlékezett vissza, hogy bár a körzetében élő fiatal és elméletileg is felkészült kommunistákat foglalkoztatta a beszéd, sokan elítélték, és vagy Sztálint védték, vagy pedig nem látták értelmét a múlt bolygatásának. Negyven évvel később, a Szovjetunió bukása után Gorbacsov méltatta Hruscsovot, amiért bátran vállalta a hatalmas politikai kockázatot, és tanúságát adta annak, hogy „mégiscsak erkölcsös ember”.
Az elnöki tanács Hruscsovval szembehelyezkedő tagjaihoz hamarosan csatlakoztak azok, akik ellenezték az első titkárnak az iparszervezés decentralizálására vonatkozó javaslatait, amelyek elsősorban Malenkov hatalmi körét érintették érzékenyen. 1957 első felében Malenkov, Molotov és Kaganovics titokban Hruscsov félreállításán dolgozott. Egy 1957. június 18-ai elnökségi ülésen, amelyen Hruscsov két támogatója nem jelent meg, az összeesküvők azt indítványozták, hogy szövetségesük, Bulganyin foglalja el az elnöki széket. További javaslataikkal szintén Hruscsov hatalmának visszaszorítását és frakciójuk pozícióba kerülését akarták elérni. Hruscsov tiltakozott, amiért nem értesítettek minden elnökségi tagot az ülés előtt, emellett Zsukov marsall védelmi miniszter támogatásán keresztül szilárdan ellenőrzése alatt tartotta a hadsereget és a biztonsági részlegeket. Több napon át tartó elnökségi ülésekre került sor, és amint kiszivárgott a hatalmi harc híre, a Központi Bizottság Hruscsovval szimpatizáló tagjai Moszkvába özönlöttek – többen a Hruscsovot támogató hadsereg repülőgépein –, és követelték, hogy engedjék be őket az ülésre. Bár erre nem került sor, hamarosan elegendő központi bizottsági tag gyűlt össze Moszkvában ahhoz, hogy rendkívüli pártkongresszust hívjanak össze, ami kényszerítő erejű volt a pártvezetésre is. A kongresszuson a három fő összeesküvőt pártellenes csoportként bélyegezték meg, frakciózással és Sztálin túlkapásaiban való bűnrészességgel vádolták meg. Mindhármukat kizárták a Központi Bizottságból és az elnökségből egyaránt, az összeesküvéshez csatlakozott egykori külügyminiszterrel, Hruscsov korábbi emberével, Dmitrij Sepilovval együtt. Molotovot Mongóliába „száműzték” nagykövetnek, a többieket pedig Moszkvától távol eső ipari létesítmények és intézetek élére nevezték ki.
Zsukov marsall hűsége jutalmaként a párt elnökségének teljes jogú tagja lett, de Hruscsov benne is a hatalmát veszélyeztető vetélytársat látta. 1957 októberében, amikor a védelmi miniszter balkáni körúton járt, Hruscsov elnökségi ülést hívott össze azzal a céllal, hogy Zsukovot távollétében leváltsák a honvédelmi tárca éléről. A marsall hírét vette a fejleményeknek és hazasietett Moszkvába, de már elkésett: leváltása addigra hivatalos tény volt. A Központi Bizottság néhány héttel később sorra kerülő ülésén senki nem vette védelmébe Zsukovot. Hruscsov azzal tette teljessé hatalma megszilárdítását, hogy 1958 márciusában a minisztertanács éléről menesztette Bulganyint és maga vette át a kormányfői feladatokat (Bulganyint a Szovjet Állami Bank elnökévé nevezték ki). A pártvezetés és a végrehajtó hatalom mellett Hruscsov volt a vezetője a még 1955-ben megalakult Szovjet Védelmi Tanácsnak, ezzel ő volt a fegyveres erők főparancsnoka is. Bár végül csaknem minden hatalmi ág az ő kezében összpontosult, Hruscsov hatalma mégsem közelítette meg Sztálin korlátlan és abszolút uralmát.

#### Politikai reformok
Hruscsov irányítása alatt megszüntették a trojkák 1918-ban bevezetett intézményét. Ezek a felső vezetőkből álló, háromtagú különleges ítélőszékek a nemzetbiztonsági szerv, a Belügyi Népbiztosság (NKVD) égisze alatt működtek, és gyakran a törvényeket megkerülve, a védelem biztosítása és a bizonyítékok mellőzése nélkül, gyorsított eljárás keretében hozták meg ítéleteiket elsősorban politikai ügyekben. A hruscsovi reformok értelmében politikai bűncselekmények miatt csak a helyileg illetékes pártbizottság jóváhagyásával lehetett bíróság előtt vádat emelni. Ennek eredményeként Hruscsov uralma alatt a korábbiaknál jóval kevesebb, néhány száz politikai büntetőeljárás indult, nagyobb politikai perekre pedig egyáltalán nem került sor. A másként gondolkodók ellen máshogy harcoltak: a politikai disszidensek elveszíthették állásukat, egyetemi katedrájukat, a pártból is kizárhatták őket, emellett bevezették a „társadalmilag veszélyes elemek” kényszergyógykezelését. Roj Medvegyev politikai elemző szerint „a politikai terrort mint mindennapos kormányzási módszert Hruscsov alatt az elnyomás adminisztratív eszközei váltották fel”.
1958-ban Hruscsov részlegesen nyilvánossá tette a Központi Bizottság üléseit: szovjet tisztviselők százai vehettek részt az eseményen, néhányuk felszólalási jogot is kapott, emellett nyomtatott formában nyilvánosságra hozták a bizottság jegyzőkönyveit. A nagyobb átláthatóság a párttagság körében ugyan szimpátiát keltett, mindazonáltal Hruscsov így könnyebben kontroll alatt tarthatta az ülésen elhangzottakat, hiszen az ellenvéleményt megfogalmazóknak immár nagy nyilvánosság előtt kellett volna vállalniuk és megvédeniük álláspontjukat.
1962-ben Hruscsov a területi (oblaszty) pártbizottságokban (területi bizottságok – obkom-ok) két részre választotta a struktúrát, egy mezőgazdasági és egy ipari tanácsra. Ez az intézkedés népszerűtlen volt az apparatcsikok szemében, és a szándékokkal szemben helytelenül is használták a rendszerét. Mivel limitált számú központi bizottsági tag volt, félő volt, hogy a két frakció versengeni kezd egymással, és még a pártszakadásnak is megvolt a veszélye a rendszer végrehajtók általi félreértése miatt.
Újabb utasításként Hruscsov elrendelte, hogy a választások alkalmával minden tanács – beleértve a Központi Bizottságot is – egyharmada létszámban meg kell újuljon. Ez jelentős feszültséget keltett Hruscsov és a KB között, és még a főtitkárt támogató és őt a székébe emelő tagok is lázadoztak ellene.
Sztálin alig engedte meg, hogy külföldiek látogassanak a Szovjetunióba, és persze az sem volt megengedett, hogy a szovjet polgárok menjenek külföldre. Hruscsov azonban, ha korlátozottan is, de megnyitotta az ország kapuit, és 1957–1961 között több mint kétmillió szovjet polgár járt külföldön, ebből 700 000 Nyugaton, miközben a külföldieknek is megengedték a beutazást – akik aztán roppant kíváncsiság tárgyai lettek a Szovjetunióban.

#### A Krím átadása Ukrajnának
Hruscsov nevéhez kötődik a Szovjetunió Legfelsőbb Tanácsa Elnökségének az a közigazgatási intézkedése, amely a Krím-félsziget kormányzását az Orosz Szovjet Szocialista Szövetségi Köztársaságtól 1954. február 19-i hatállyal az Ukrán SZSZK-nak adta át. A dokumentumok, amelyeket ma az Orosz Föderáció Állami Levéltárában (GARF) őriznek, megerősítik, hogy az áthelyezést eredetileg a Szovjetunió Kommunista Pártja Politikai Bizottsága hagyta jóvá 1954. január 25-én, megnyitva az utat a Szovjetunió Legfelsőbb Elnökségének három héttel későbbi engedélyező határozata előtt. A szovjet alkotmány szerint (18. cikkely) a Szovjetunióban egy köztársaság határait nem lehetett átrajzolni az érintett köztársaság beleegyezése nélkül. Ennek következtében módosították Oroszország és Ukrajna köztársasági alkotmányát. 1954. június 2-án Oroszország Legfelsőbb Tanácsa elfogadta az 1937-es Orosz Alkotmány módosításait, amelyek többek között kizárták a Krímet a 14. cikkben felsorolt résztartományok listájából, 1954. június 17-én pedig Ukrajna Legfelsőbb Tanácsa (Verhovna Rada) az Ukrán SZSZK 1937-es alkotmányának 18. cikkelyét kiegészítette a Krímmel. Az áthelyezéshez szükséges alkotmánymódosítás (22. és 23. cikkely) néhány nappal a Legfelsőbb Tanács Elnökségének rendelete után történt. A rendeletet először a Pravda címlapján jelentették be 1954. február 27-én. Később, a Pravda 2009-ben megjelent cikke szerint a Legfelsőbb Tanács elnöksége 1954. február 19-én ülést tartott, amelyen a 27 tagból csak 13-an voltak jelen. A testület nem volt határozatképes, de a határozatot egyhangúlag elfogadták.
A korábban közzétett dokumentumok és a közelmúltban előkerült anyagok megerősítik, hogy a Krím átadása az Orosz SZSZK-tól az Ukrán SZSZK-nak az 1936-os szovjet alkotmánnyal összhangban történt. A Szovjetunió Legfelsőbb Szovjet Elnökségének üléséről készült jegyzőkönyvek szerint mind az Orosz SZSZK, mind az Ukrán SZSZK a köztársasági parlamentjeiken keresztül adták hozzájárulásukat.
A Krími terület Ukrajnának való átadását „szimbolikus gesztusként” jellemezték és időzítették az 1654-es perejaszlavi szerződés 300. évfordulója alkalmára. Az átadást a kommunista párt első titkárának, Nyikita Hruscsovnak tulajdonították, bár a dokumentum aláírója Kliment Vorosilov elnök, a Szovjetunió de jure államfője volt.
Nyina Hruscsova politológus, Nyikita Hruscsov dédunokája, Hruscsov motivációjáról azt mondta: „Ez némileg szimbolikus volt, Nyikita Hruscsov megpróbálta átrendezni a központosított rendszert, és emellett nyiltan, nagyon kedvelte Ukrajnát, így azt hiszem, bizonyos fokig ez egy személyes gesztus is volt kedvenc köztársasága felé. Etnikailag orosz volt, de valójában nagyon rokonszenvezett Ukrajnával.” Szergej Hruscsov, Hruscsov fia azt állította, hogy a döntés hátterében a Dnyeper folyón épülő vízerőmű építése és az ebből következő igény állt, hogy az egész közigazgatás egy szervezet alá kerüljön. Másik ok lehetett, hogy mivel a krími Szevasztopol a szovjet Fekete-tengeri Flotta székhelye, az orosz, majd a szovjet külpolitika egyik központi eleme volt, az átadással Ukrajnát szorosabban Oroszországhoz kösse, „Örökre együtt”, ahogy az 1954-es eseményre emlékező plakát hirdette. További indokként Ukrajna és a Krím gazdaságának integrációját és azt az elképzelést hozták fel, hogy a Krím az ukrán sztyeppék természetes meghosszabbítása. A Krím egyes részeinek szláv népekkel való benépesítésére is törekedtek, miután a félszigetről 1944-ben a krími tatárok nagyarányú kitelepítése történt Közép-Ázsiába.

#### Mezőgazdasági politika

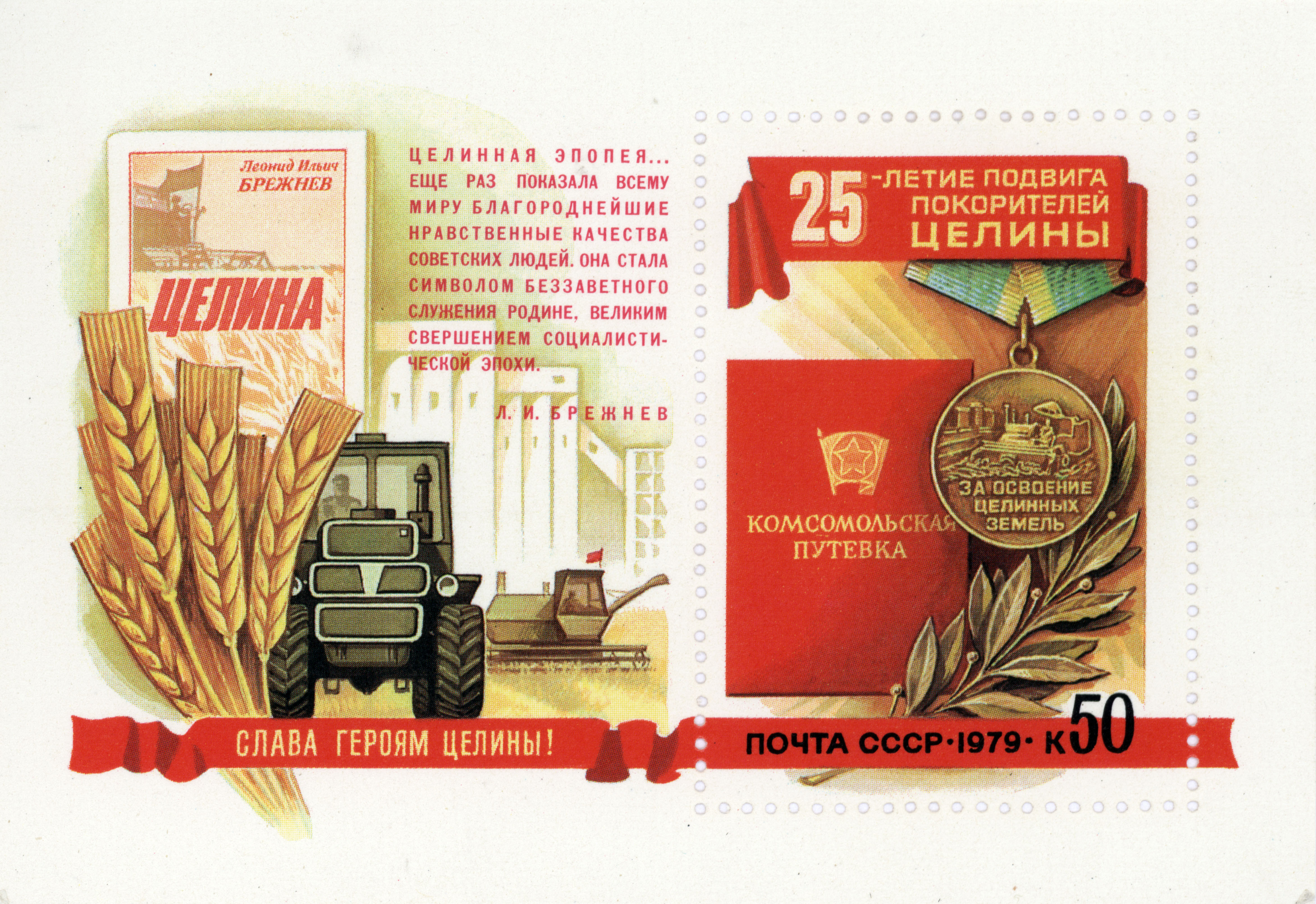
A szűzföldek feltörése kampány emlékbélyege

Hruscsov az agrárpolitika szakértője volt, és úgy gondolta, hogy az Egyesült Államokban már működő ötletekkel kell megreformálni az elmaradott, nem hatékony szovjet mezőgazdasági termelési rendszert.  Elképzelésében sajátosan keveredett a kollektivizálás, az állami gazdaságok, a gépállomások, különböző gazdasági ösztönzők, decentralizált tervezési módszerek, újfajta haszonnövények, tőkebefektetések, termelési metódusok és az amerikai minta. Az 1930-as években Henry Ford volt annak a szervezetnek a vezetője, amely technológiai transzfert biztosított a Szovjetuniónak, amelyben gyártóhelyek tervrajzaitól, mérnökök és képzett munkaerő átadásán keresztül Ford traktorok tízezreinek szállításáig terjedt az amerikai segítség. Az 1940-es évekre Hruscsov érdeklődése az amerikai mezőgazdasági innovációkra tevődött át, amelyeket a Közép-Nyugat nagy családi gazdaságaiban vezettek be. Az 1950-es években aztán különböző delegációkat küldött, hogy azok amerikai farmokra látogassanak el, ahol azokat a sikereket láthatták, amelyet a magas terméshozamú vetőmagvariánsokkal, az óriási és erős traktorok alkalmazásával és modern menedzsmenttechnikák bevezetésével értek el. 1959-es USA-beli látogatását követően különösen sürgette, hogy országa felvegye a versenyt az amerikai mezőgazdasági technológiával és megközelítse azt.
A pártfőtitkár a mezőgazdaságon belül a kukoricatermesztésre fordította a legnagyobb figyelmet. Természetesen itt is az amerikai mintát követte. Ukrajnában még egy kutatóintézetet is létesített, majd a „szűzföldek feltörése” kampány keretében több ezer hektár kukoricával való bevetését célozta meg. 1955-ben egy Szovjetunióbeli „kukoricaövezet” létrehozásának szószólója lett iowai mintára, amelynek tanulmányozására egy delegációt is küldött az USA-ba az év nyarán. A delegáció vezetőjét a látogatáson megkörnyékezte egy kukoricakereskedő Roswell Garst, aki meghívta a szovjeteket a saját farmjára. Később Garst is meglátogatta a Szovjetuniót, és jó barátságba került Hruscsovval, majd sikerült is 4500 tonna kukorica vetőmagot eladnia a Szovjetuniónak. Garst használati utasítást is adott a szovjeteknek a magok mellé: termesszék a növényt a déli területeken, és bizonyosodjanak meg róla, hogy elegendő mennyiségű trágya, rovarirtó szer és gyomirtó szer áll a rendelkezésre. Hruscsov azonban nem hallgatott rá, és még a zord Szibériában is kukoricát termesztetett, természetesen mindenféle kemikália mellőzésével. Így végül a kukoricatermesztési kísérlet nem végződött sikerrel, maga Hruscsov pedig hárította a felelősséget, mondván, hogy a túl lelkes káderek, csak, hogy lenyűgözzék őt, túlültették a növényt anélkül, hogy a szükséges megalapozó munkálatokat elvégezték volna „így a kukorica, mint silózható termény csalódást keltett, még bennem is...”.
A Hruscsov által támogatott másik nagy projekt a gépállomások felszámolásának ügye volt. Szovjetunió szerte úgynevezett gép-traktor állomások birtokolták a mezőgazdasági termeléshez nélkülözhetetlen kombájnokat, traktorokat és egyéb nehézgépeket, amelyek munkáját aztán szolgáltatásként adták el a kolhozoknak és szovhozoknak. Hruscsov előbb tesztjelleggel elrendelte egy nagyobb gépállomás felszámolását, amely egyetlen nagyobb kolhozt szolgált ki, majd ennek sikere után elrendelte a többi megszüntetését is úgy, hogy a kolhozoknak kellett megvásárolniuk az állomások gépparkját és foglalkoztatni az emberállományát. A pártfőtitkár fokozatos  átállást kért, majd elrendelte a folyamat felgyorsítását. Hónapokon belül a gépállomások fele bezárt, a kolhozoknak pedig úgy kellett megvennie a gépállományt, hogy az esetleg már lehasznált, ócska gépekért sem kaptak engedményt. A másik gond a munkaerővel volt; sok gépkezelő nem akarta a kolhozokban elveszteni állami alkalmazotti státuszát és költözési jogát, ezért inkább a városokban kerestek munkát, így a mezőgazdaságban hiány keletkezett a képzett szerelőkből. A gépek magas ára, majd a szükséges tárolóhelyek, központi üzemanyagtartályok kiépítésének költségei kimerítették a kolhozok és szovhozok tartalékait, ráadásul a karbantartó szolgálatokat is nehéz helyzetbe hozták. Járulékos veszteségként a gépállomások nélkül és a célpiacot jelentő kolhozok pénzügyi kimerülése miatt a mezőgazdaságot gépekkel, eszközökkel ellátó vállalatok is nehéz helyzetbe kerültek, mivel a kereslet a töredékére zuhant, és mert a kolhozoknak immár se pénze, se képzett munkaereje nem volt.
A Szovjetunió nagyon sokáig az USA eredményeinek bűvkörében élt a mezőgazdasági termelés tekintetében. Sztálin már az 1940-es években megbízta Trofim Liszenkót, hogy mezőgazdasági kutatásokat végezzen, olyan ideológia alapján amely ellentmondásban volt a modern géntudománnyal. Liszenko Hruscsov vezetése idején is megtartotta befolyását, és megpróbálta az amerikai technológiák átültetését megakadályozni. 1959-ben – némileg erre alapozva Hruscsov bejelentette, hogy az a céljuk, hogy megelőzzék az Egyesült Államokat a tej-, hús- és vajtermelésben. A helyi hivatalnokok hamisan optimista termelési számokkal táplálták Hruscsov reményeit. Amikor pedig színt kellett vallani a termelési eredményeket illetően, a parasztok inkább levágták a tenyészállományt is, hogy húst tudjanak leadni, vagy húst vásároltak a helyi boltokban, majd leadták azt az állami felvásárlóknak, művileg meghamisítva a termelési eredményeket.
1962-ben az élelmiszerárak jelentősen megugrottak, különösen a hús és a vaj tekintetében, ahol 25-30% volt a növekedés. Ez általános elégedetlenséget szült. Egy délorosz városban, Novocserkasszkban, az elégedetlenség sztrájkba csapott át, majd lázadásba torkollott a hatóságok ellen. A lázadást a hadsereg törte le, amely végül 22 halottal járó öldökléshez vezetett, további 87 sérülttel (legalábbis, ami a hivatalosan kiadott számokat illeti). Ezen felül letartóztattak 116 demonstrálót, akik közül hetet halálra is ítéltek és kivégeztek. A lázadás hírét megpróbálták eltussolni Szovjetunió szerte, ám szamizdat lapok terjesztették történteket jelentősen aláásva Hruscsov tekintélyét otthon és Nyugaton egyaránt.
1963-ban aszály sújtotta a Szovjetuniót, így a termés meglehetősen gyenge lett, az 1958-as csúcshoz, 122 200 000 tonnához képest több mint 20%-kal kevesebb 97 500 000 tonna gabona termett. Ez azonnali hiányt jelentett, ráadásul az alapellátásban, amit egy ideig megpróbáltak a hivatalnokok eltitkolni Hruscsov elől. A főtitkár nem volt hajlandó élelmiszert vásárolni nyugatról, ám éhínség fenyegetett ezért élelmiszer alapanyagokat vásároltak, elsősorban gabonát, amely azonban kimerítette az ország keményvaluta-tartalékait, illetve apasztotta az aranytartalékokat.

#### Közoktatás
1959-es USA-beli látogatásakor lenyűgözte Hruscsovot az Iowai Állami Egyetem mezőgazdasági képzési programja, és szerette volna, ha ezt átültetik a szovjet gyakorlatba is. Akkor még a fő mezőgazdasági főiskolák Moszkvában voltak, és a diákoknak nem kellett a földeken fizikai munkát végezniük. Hruscsov azt javasolta, hogy költöztessék a képzési programokat a vidéki övezetekbe, de igyekezete sikertelen maradt a diákok és a professzorok ellenállása miatt, akik ugyan nyíltan sosem álltak ellen a javaslatnak, de azt nem hajtották végre. Hruscsov a memoárjában így emlékezett vissza erre: „Szép dolog Moszkvában élni és dolgozni a Tyimirjazev Mezőgazdasági Akadémián. Ez egy tekintélyes, régi akadémia, nagy gazdasággal, kvalifikált oktatókkal, de mégiscsak a városban van! A hallgatói nem sóvárognak a kolhozba, mert akkor vidékre kellene költözniük, a pusztában kellene élniük.”
Hruscsov egyetemi városokat is alapított, olyat, mint Akagyemgorodok (jelentése kb. „akadémiai városka”). A szovjet vezető hitt benne, hogy a nyugati tudomány azért virágzik, mert sok tudós olyan egyetemvárosokban lakik, mint Oxford, elszeparálva a nagyvárosok zajától, jó körülmények és kényelmes fizetés mellett. Kereste annak lehetőségét, hogy felülmúlja ezeket a nyugati körülményeket a Szovjetunióban. A politikus törekvései jobbára sikerrel jártak, bár ezek a települések és tudományos központok inkább a fiatalabb kutatók körében voltak népszerűek, az idősebb tudósok nem szívesen hagyták ott Moszkvát vagy Leningrádot.
A pártfőtitkár a középiskolák rendszerét is át kívánta alakítani. A középiskolák alapvetően a felsőoktatás előkészítő intézményei voltak, és végbizonyítványaik ezt a célt szolgálták (sok fiatal ment egyetemre középiskola után). Hruscsov azonban inkább szakmai képzést akart a középiskolákban, a tanulók töltsék idejük egy részét gyári munkával, vagy legyenek tanoncok, és csak kis részben legyenek az iskolapadokban. Ennek érdekében az iskolák megkeresték a közeli üzemeket, és a tanulók oda mentek heti egy-két napra dolgozni. A vállalatok azonban nem kedvelték a rendszert, nem igazán akartak tanítani, míg a diákok és családjaik panaszkodtak, hogy nem maguk választhatják ki, milyen szakmát tanuljanak.
Bár ez a képzési rendszer nem élte túl Hruscsov bukását, bizonyos értelemben hatással volt az oktatásra, és más formában mégis tovább élt. Létrejöttek a speciális középiskolák, ahol vagy tehetséges diákok, vagy azok számára oktatnak egy speciális tárgyat, akik azt szeretnék tanulni. Ezek az iskolák az 1949-től, Moszkvában és  Leningrádban alapított idegen tannyelvű iskolák mintájára szerveződtek, az elsőt 1962-ben Novoszibirszkben hozták létre, amelynek célja az volt, hogy a diákokat felkészítse a szibériai matematikai és tudományos diákolimpiákra. A következő évtől ez az iskola állandó jellegű bentlakásos iskola lett, ahol a matematika és a természettudományok voltak a fő tantárgyak. Hamarosan ugyanilyen iskolákat alapítottak Moszkvában, Leningrádban és Kijevben is. Az 1970-es évekre több mint 100 ilyen jellegű iskola jött létre különböző tárgyak – matematika, természettudományok, művészet, zene, sport – kiemelt oktatásával. Ugyanekkor az óvodai előkészítő iskolai oktatás is fejlődött Hruscsov reformjainak részeként. Amikor távozott hivatalából, a szovjet gyerekek mintegy 22%-a járt óvodába – a városi gyerekek mintegy fele, de a vidéki gyerekeknek csak 12%-a.

#### Művészetek

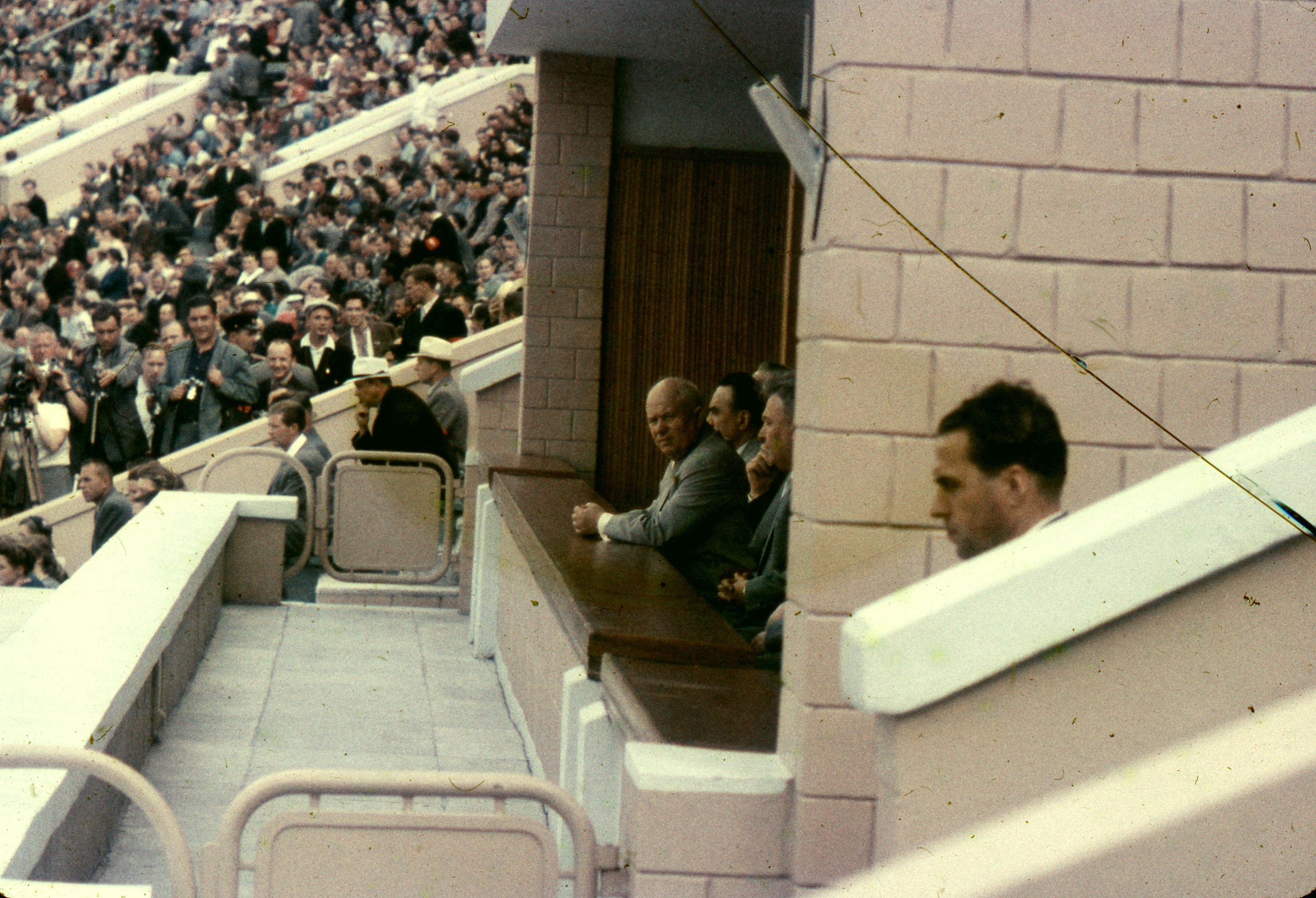
Hruscsov egy sporteseményen (valószínűleg a 6. VIT idején)

A hruscsovi enyhülési politika olyan, látszólag politikamentes területekre is kiterjedt, mint a művészetek. Hruscsov viszonylagos szabadságot engedett az addig szigorúan felügyelt művészeknek. Ezt Vlagyimir Dugyincev Nem csak kenyéren él az ember című regényének kiadása jelezte, amiben egy idealista mérnök meséli el a bürokratizmus elleni harcát – és amelyet Hruscsov alapjaiban hamisnak nevezett. Sokkal nagyobb hullámokat vert Borisz Paszternak Doktor Zsivágó című művének 1958-as Nyugaton megjelent kiadása, amikor Hruscsov heves támadást intézett a mű ellen és nem engedte, hogy a Szovjetunióban is megjelentessék. A Pravda „alacsony színvonalú reakciós fércműnek” jellemezte, majd az írószövetség kizárta tagjai közül az írót. Bár Paszternak elnyerte az irodalmi Nobel-díjat, de azt politikai nyomásra visszautasította. Hruscsov erre maga is gesztust tett Paszternak felé: elrendelte az író elleni támadások leállítását. Később emlékirataiban Hruscsov arról ír, sokat hezitált azon, hogy engedje-e kiadatni Szovjetunióban a regényt, de később megbánta, hogy betiltotta. Bukása után kapott egy példányt (a korábbi politikai akciót inkább csak kivonatok olvasására alapozta), és úgy vélekedett róla, hogy  „Nem kellett volna betiltanunk. Magamnak is el kellett volna olvasnom. Semmi szovjetellenes nincs benne.” 
1957-ben Hruscsov engedélyezte, hogy a Szovjetunióban, Moszkvában tartsák a 6. Világifjúsági és diáktalálkozót. Hruscsov arra utasította a Komszomolt, hogy legyenek szívélyesek és „öleljék a keblükre a külföldieket”. Az eseményből hatalmas szocialista karnevál kerekedett, amelyen mintegy 3 000 000 moszkvai vett részt, a 30 000 külföldi látogatóval vitaklubokban találkoztak, vagy a városszerte – még magában a Kremlben is – szervezett eseményeken. Történészek szerint azonban nem történt más, minthogy „propagandista kliséket pufogtattak” a nyugatiaknak, miközben az elég elszigetelten élő moszkvaiak élőben láthatták őket.
Az olvadás művészeteket érintő ideje 1962-ben járt le. Ez évben előbb még Hruscsov meggyőzte a párt elnökségét, hogy engedjék kiadni Alekszandr Szolzsenyicin Ivan Gyenyiszovics egy napja című művét, majd egy, a moszkvai Manyezsban (Мане́ж) tett, 1962. december 1-i látogatását követően lezárult az engedékenység korszaka. A galériában avantgárd műveket állítottak ki, amelyek ellen Hruscsov dühös kirohanást intézett, „kutyaszarnak” minősítve az ott látott képeket, majd kijelentette, hogy „egy szamár is jobb képeket tud maszatolni a farkával”. Az eset „Manyézs-ügy” néven vonult be a (művészet)történelembe. Egy hét múlva a Pravda cikkezett a „művészeti puritanizmus” szükségességéért kiáltva. Ezzel együtt a kiállítást nem zárták be és a művészeket sem érte további atrocitás, míg a hátralevő időben a kiállítás látogatóinak száma megugrott.

#### Vallásellenes kampány
Hruscsov 1959-ben kezdett kampányba – az azonos évben megrendezett XXI. pártkongresszussal összhangban – a templomok számának csökkentésére és az egyházakat és a vallásgyakorlást korlátozó egyéb intézkedésekre. Öt év alatt a templomok, kolostorok, szerzetesrendek és papi szemináriumok tömeges bezárására került sor (a templomok száma 1959-ben 22 000 volt, ez 1960-ra 13 008-ra, 1965-re 7873-ra csökkent. A kampányban korlátozták a szülőknek azt a jogát, hogy a gyermekeik vallásos nevelést kapjanak, továbbá megtiltották a gyermekek részvételét az istentiszteleteken (1961-től a baptistákkal kezdődően, 1963-tól az ortodoxokra is kiterjesztve), illetve az eucharisztia kiszolgáltatását négyéves kor feletti gyermekeknek. Hruscsov ezen kívül bármiféle hitbéli tevékenységet megtiltott a templomok falain kívül, és megújította az 1929-es szabályozást, amely betiltotta a zarándoklatokat, valamint regisztráltatta mindazokat, aki egyházi keresztelőt, esküvőt és temetést igényeltek. Egyes falusi településeken a mezei munka ürügyén betiltotta a napközbeni harangozást és az istentiszteleteket a májustól októberig terjedő időszakban. A tilalmat megszegő papoknak visszavonták az állami regisztrációját, ami azt jelentette, hogy állami engedély nélkül nem végezhettek egyházi szertartást vagy lelkipásztori szolgálatot. Dimitrij Poszpielovszkij szerint az állam koholt vádak alapján hajtott végre kényszernyugdíjazásokat, letartóztatásokat és börtönbüntetéseket lelkészekkel szemben, azért, mert azok ellenálltak a templomok bezárásának, és mert az ateizmust vagy a vallásellenes kampányt támadó prédikációkat tartottak. Ugyanúgy üldözték azokat, akik keresztény karitatív tevékenységet folytattak, illetve személyes példájukkal népszerűsítették a vallást.

### Külpolitika
Bár 1950-től kezdve maga is részese volt Sztálin egyeduralma alatt – a belső kör tagjaként – a Szovjetunió külpolitikája alakításának és teljes mellszélességgel támogatta is a diktátor által felépített irányvonalat, saját hatalmának kiteljesedésekor jelentősen változtatni kívánt ezen a külpolitikán. Alapjában elhibázottnak tartotta Sztálin részéról az egész hidegháborút, amely hosszú távon egy katonai szembenállást keltett a NATO-val – egy meglehetősen erős kapitalista koalícióval – szemben. Nézete szerint az egész szembenállás felesleges volt, nem beszélve arról, hogy túlzottan drága a Szovjetunió számára, ráadásul megosztotta a fejlődő világot és közben gyengítette a kapcsolatokat a szovjet befolyási övezet államaival is. Hruscsov meglehetősen optimista nézeteket vallott – szemben Malenkovval és Molotovval, akik borúlátóbbak voltak – a jövőt illetően, amely jövőben a munkásosztály és az egyszerű emberek úgyis megtalálják az utat a szocializmus, vagy ami még jobb, a kommunizmus felé. Hruscsov a békés egymás mellett élést hirdette (amely egyébként egyezett Lenin kezdeti elveivel is). Ennek elő kellett segítenie, hogy a Szovjetunió és a csatlósállamai nyugodtan kiépíthessék a gazdaságukat és fejleszthessék az életszínvonalukat.
Hruscsov elvetette a sztálini külpolitika olyan elemeit, mint 1945–1946-ban Törökország és Irán, 1948-ban pedig Berlin erős nyomás alá helyezése (utóbbi vezetett a kudarcba fulladt berlini blokádhoz). Ebben kezére játszott, hogy Malenkov is a Nyugattal való viszony javításáról beszélt hatalomra kerülésüket követően, így viszonylag általános nézetnek tűnt, hogy változtatni kell a sztálini irányvonalon. Hruscsov másik kezdeményezése volt, hogy kapcsolatokat építsen ki a háború előtti európai gyarmatokkal, az Afrikában és Ázsiában éledező új független államokkal, különösen az azokban formálódó kommunista mozgalmakkal. Európán belül a legfőbb frontvonalat Németországban húzta meg a pártfőtitkár, ahol egy, a többi vezető által feltételezett NATO invázió helyett ő sokkal inkább attól tartott, hogy a Nyugat-Németországban végbe menő gazdasági csoda hatással lehet a sokkal halványabb kelet-németországi gazdasági teljesítménnyel szemben, ami propagandaszempontból rendkívül káros volt az egész keleti tömb számára. Az egész keleti tömbre vonatkozóan is új politika rajzolódott ki: nyilvánosan a főtitkár Molotovot tette felelőssé, hogy nem sikerült rendezni a konfliktust Jugoszláviával és hogy semmibe vették a kelet-európai szocialista államok igényeit.
A kitörési pontot az új szovjet vezető Ausztria ügyénél látta meg, ahol megmutathatta az irányváltást. A háborúban részben a szovjetek foglalták el és szállták meg az Anschluss-szal Németországhoz csatolt kis országot, azaz hasonló státuszú volt, mint Lengyelország, Csehszlovákia, Magyarország, Románia és Bulgária. Ám Hruscsov a NATO-val való gyors kiegyezés lehetőségét látta meg az országban és azt javasolta a tárgyalópartnereinek, hogy az osztrák államszerződéssel úgyis újra alakítandó osztrák állam legyen politikailag semleges, gazdaságilag kapcsolódhasson a Nyugathoz, de katonailag ne jelentsen fenyegetést a Szovjetunió számára.
Hruscsov és a Szovjetunió külpolitikájának a legfrekventáltabb része természetesen a másik szuperhatalommal, az Amerikai Egyesült Államokkal való viszony volt, amelyben furcsa kettősség jellemezte a két ország viszonyát. Hruscsov célja az volt, hogy mind a Szovjetunióban, mind a vele szövetséges szatellitállamokban hasonló életszínvonalbeli körülményeket teremtsen, mint ami a vezető kapitalista államban volt tapasztalható. Ennek érdekében még tanulni is hajlandó volt az ottani módszerekből (lásd mezőgazdaság). Ugyanakkor védelmi kérdésekben, a katonai fenyegetettség, vagy annak elhárításának vonatkozásában a végsőkig, kis híján egy atomháború kirobbantásáig is kész volt elmenni. Emellett a két szuperhatalom külpolitikája óriási versenyfutásban volt az úgynevezett harmadik világbeli, frissen függetlenedő államok politikai hovatartozásának elnyeréséért, amelyben szintén a fegyveres konfliktusokig elment úgy Hruscsov, mint a másik fél.
A legfurcsább talán a Nyugat Hruscsovról alkotott képe volt. Egyrészt viszonylag keveset tudtak róla a világban, másrészt nyilvánvalóan respektálták azt a hatalmat, amit maga az országa képviselt, harmadrészt viszont a fellépése sokszor megütközést keltett. Tárgyalópartnerei így jellemezték: alacsony, köpcös és rá nem illő öltönyöket hord, „energiát, de semmiképpen sem intellektust sugároz” és sokan inkább egy pojácának tartották, aki nem lesz sokáig a helyén. Egy ízben Harold Macmillan külügyminiszter – későbbi miniszterelnök – azt mondta róla: „Hogy tud ez a dagadt, vulgáris fickó a disznószemeivel és szakadatlan szóáradatával annak a milliónyi embernek a vezetője – cárjelöltje – lenni?”
Az egyik életrajzírója pedig ekképp írta le őt:
„Tudott elbűvölő és vulgáris is lenni, nyájas és mogorva, tudott nyilvánosan dühöt is kifejezni, de túlzásokkal is operáló szárnyaló retorikával is bírt. De akármilyen is volt, sikere volt, sokkal emberibb volt, mint az elődei, vagy éppen a külföldi megfelelői és a világ legnagyobb része számára kevésbé titokzatossá és baljóssá tette a Szovjetuniót”.

#### Az Egyesült Államok és a NATO

##### Kezdeti viszony és az első USA-beli látogatás (1957–1960)

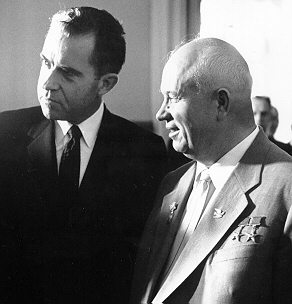
Nixon és Hruscsov

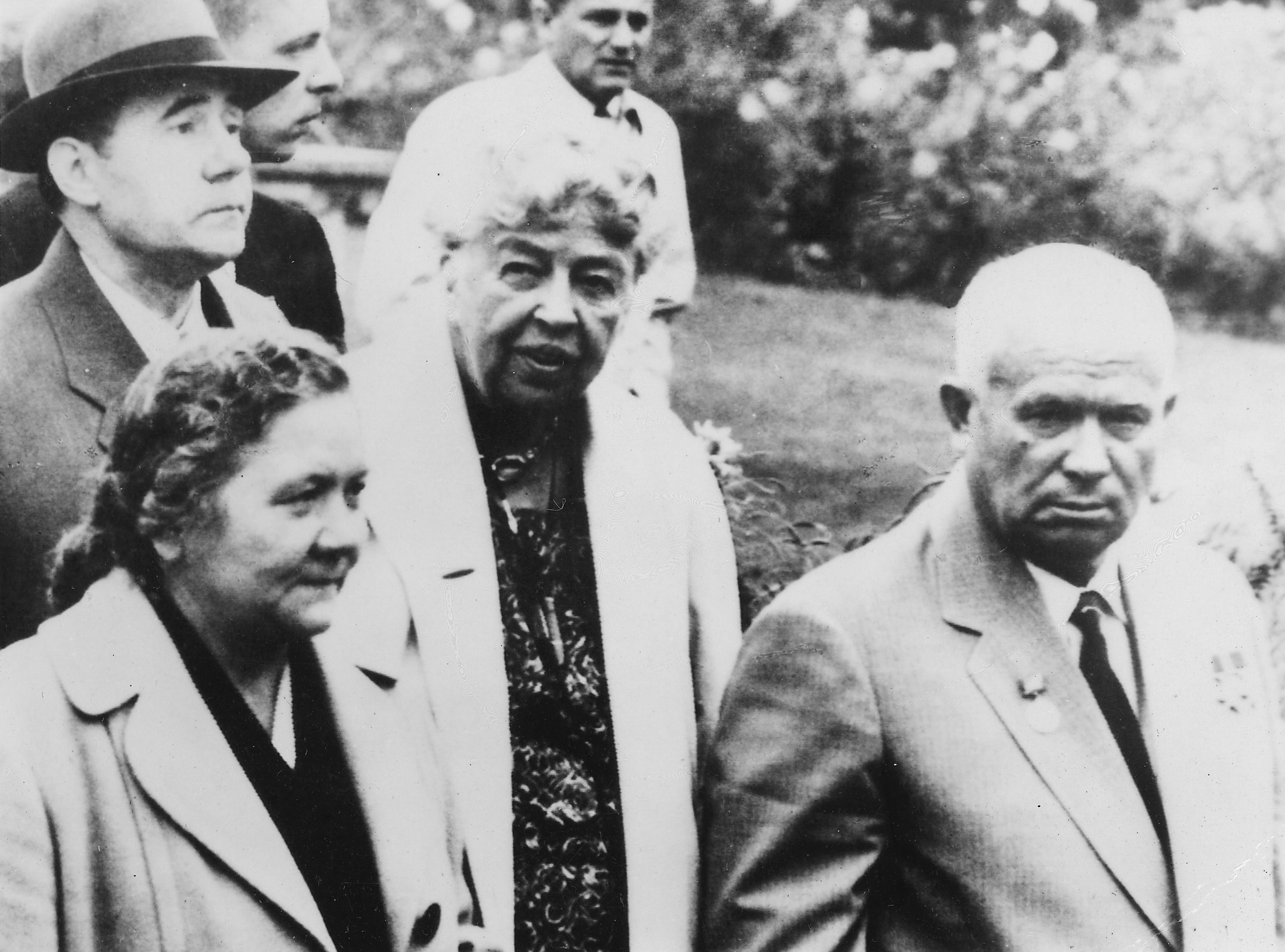
Találkozás Eleanor Roosevelttel

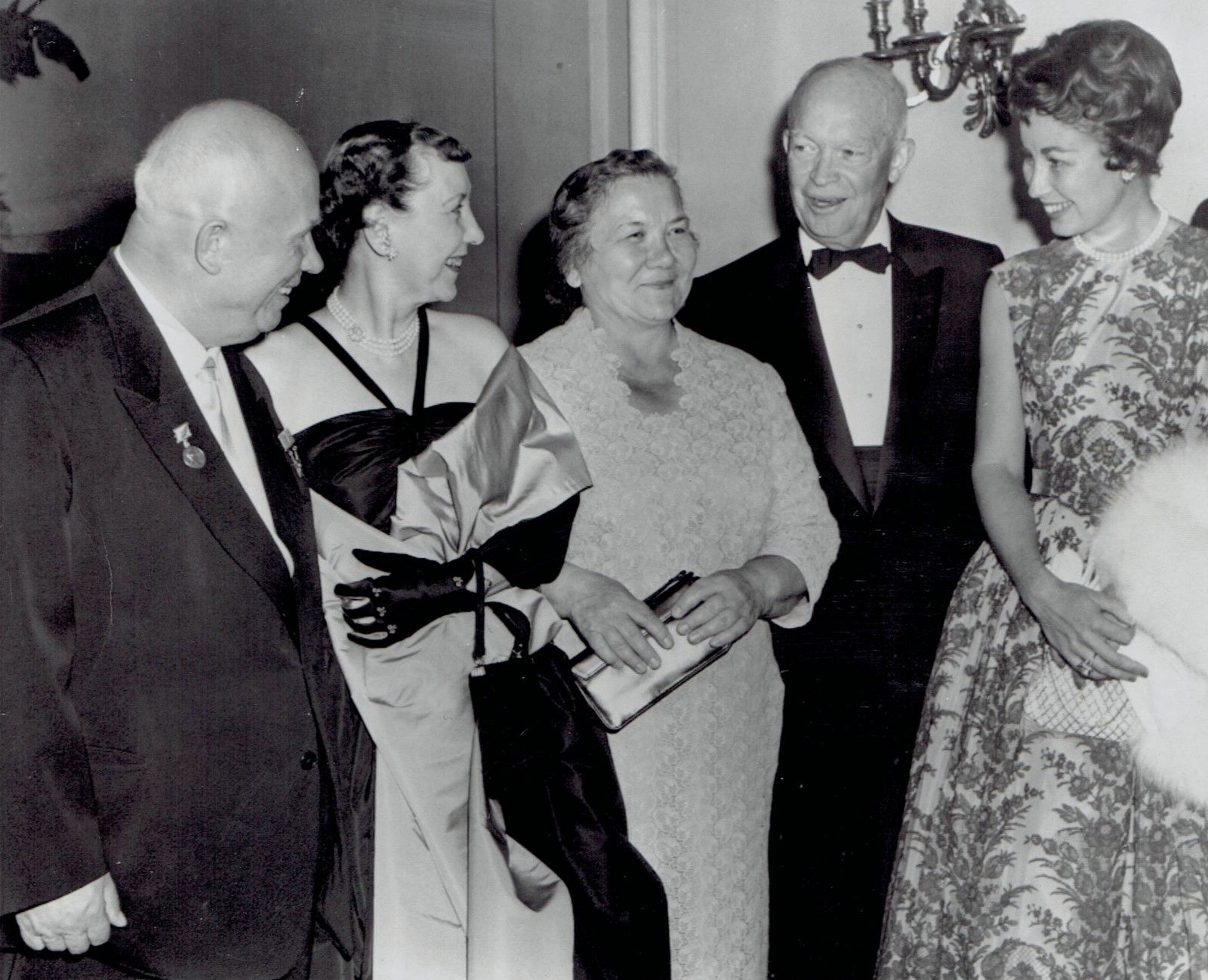
Vizit Eisenhowernél

A berlini blokád 1948-as, Szovjetunió számára presztízsveszteséggel járó megoldása után egy évtized múltán 1959-ben ismét az egykori német főváros volt a konfliktus célkeresztjében. A háború után felosztott Németország problémájában a szintén két részre szakított egykori főváros volt a probléma fő megtestesítője. A mélyen a Német Demokratikus Köztársaság belsejében fekvő város nyugati szövetségesek által megszállás alatt tartott része, Nyugat-Berlin sajátos státust élvezett. Ezt a státust viszont Hruscsov úgy aposztrofálta, hogy Nyugat-Berlin egy „rosszindulatú daganat” Kelet-Németország testében. A problémát huszárvágással megoldani kívánó szovjet vezető – támaszkodva a Szputnyik–1 által biztosított technológiai és propagandaerőre, valamint a szovjet katonai erő felsőbbrendűségébe vetett feltétlen hitére – elérkezettnek látta az időt, hogy ultimátumot intézzen az USA, Franciaország és Nagy-Britannia felé. Az ultimátum szerint a nyugati hatalmak vagy visszavonják a csapataikat Nyugat-Berlinből – ami által a város „szabad várossá” válik – vagy a Szovjetunió átadja a városba jutást lehetővé tevő összes közlekedési útvonal ellenőrzését a keletnémet haderőnek és hatóságoknak, amely után a nyugati haderő csak az NDK-hatóságok engedélyével juthat el a városba. A nyugati hatalmak erősen ellenezték az abban foglaltakat, ám elsősorban Nagy-Britannia javaslatára tárgyalásokba kezdtek, és annyit sikerült is elérniük Hruscsovnál, hogy az meghosszabbítsa, majd fel is oldja az ultimátumot, és a témát csúcstalálkozók tárgyalási témájává tegyék.
Hruscsov, ha a Szovjetunió katonai doktrínáján nem is változtatott jelentősen, a katonai erő technikai tartalmán jelentősen változtatni kívánt. A Szovjetunió védelmi képességeinek és elrettentő erejének növelését inkább a rakéták számának növelésével vélte megvalósíthatónak, melyek hadrendbe állításával nagy mennyiségű hagyományos fegyvert vonhatott ki a szolgálatból és jelentős számú élőerőt szabadíthatott fel, mely utóbbi hadban tartása óriási forrásokat kötött le, fékezve a szovjet gazdaság teljesítményét, kiváltásuk pedig a hőn áhított életszínvonal növelésre volt fordítható. A szovjeteknek eleinte csak kevés interkontinentális ballisztikus rakétájuk (ICBM) volt, ám a szovjet vezető gyakran dicsekedett nyilvánosan a rakétaprogrammal, azt állítva, hogy országának többféle és számos rakéta áll rendelkezésére. Ezzel egyébként megerősítette azt a két fél között kialakult MAD-doktrínát, amely a kölcsönös elrettentésen alapult és amellyel Hruscsov szándékai szerinti is minimalizálható volt a háborús veszély. A szovjet pártvezető más módon is csökkenteni kívánta a hadi kiadásokat, hogy a felszabaduló pénzügyi forrásokat az életszínvonal emelésére fordíthassák. Így például elvetette a Sztálin kezdeményezte nagyarányú haditengerészeti fejlesztési programot 1955-ben, arra hivatkozva, hogy egy flotta túl sérülékeny egy háborús konfliktusban akár a hagyományos fegyverekkel, de különösen egy nukleáris fegyverekkel intézett támadás esetén. Ezen kívül megkezdte a haderő létszámának a csökkentését is. Ugyan a fiatal férfiak sorkötelezettsége megmaradt, mégis számos kivétellel bővült azok a köre, akiknek nem kellett katonai szolgálatot teljesíteniük, elsősorban a felsőoktatásban részt vevők között.
1959 elején az Egyesült Államokban Mikojan többek között megvitatta Eisenhowerrel és Dullesszal egy hivatalos hruscsovi látogatás tervét az USA-ba. Ekkor állapodtak meg a tárgyalófelek egy szovjet kiállításról New Yorkban és egy amerikairól Moszkvában. Júliusban Richard Nixon, Dwight D. Eisenhower alelnöke Moszkvába utazott az amerikai nemzeti kiállítás alkalmából, ahol egy amerikai családi (fa-furnér) tipusházat is felépítettek. Hruscsov és Nixon ezen a helyszínen, a később konyhai vita néven elhíresült párbeszéd során szenvedélyes vitát folytattak, amelyen mindkét fél a maga gazdasági rendszerének védelmében és a másiké ellen szólalt fel. Nixon néhány nap múlva átadta a meghívólevelet, melyben Eisenhower látogatásra hívja Nyikita Hruscsovot az Egyesült Államokba, aki elfogadta a meghívást.
Hruscsov az amerikai látogatása előttre, szeptember 12–ére időzített egy jelentős rakétakisérleti eseményt: egy szovjet szonda elsőként érte el a Hold felszínét és egy különleges zászlót is elhelyezett ott. A Luna-2 teljesítménye bizonyította a Szovjetunió akkori űrbeli fölényét.
A Szovjetunió első embere 1959. szeptember 15–27. között 13 napos látogatás keretében járta be az Egyesült Államokat. A Washington D. C.-beli Andrews légitámaszpontra érkezett meg, és a korábbiakhoz képest szokatlan módon magával hozta feleségét, Nyinát és felnőtt gyermekeit, Szergejt, Juliját és Radát, valamint vejét, Alekszejt. Hruscsov végigjárta New York Cityt, Los Angelest, San Franciscót, az iowai Coon Rapidsot, Pittsburgh-öt és Washingtont. Látogatása során találkozott politikusokkal, helyi vezetőkkel, vagy akár üzletemberekkel (mint a korábban a mezőgazdaság témájában említett Roswell Garsttal), fogadásokon vett részt, vagy éppen meglátogatott egy szupermarketet, vagy a Twentieth Century Fox filmstúdiót, és mindenütt, ahol lehetett, eszmecserébe bonyolódott, és ha kellett, a kommunizmus eszméjét népszerűsítette a kapitalizmussal szemben. Találkozott Eleanor Roosevelttel, illetve az út egyik állomása az IBM számítógépgyártó San José-i telepe volt, ahol mulatságos epizódként, alig-alig tudták felkelteni az érdeklődését a számítógépes technika iránt, viszont láthatóan lelkesedett az önkiszolgáló büféért (amely ötletet hazatérvén meg is honosított a Szovjetunióban). A látogatás utolsó két napján Hruscsovot Camp Davidben fogadta Eisenhower elnök.
A látogatást óriási médiaérdeklődés kísérte, és az oroszoknak, különösen Hruscsovnak az volt a célja, hogy melegséget, bájt és békét sugározzanak, meggyőzve az amerikaiakat az emberiességükről és jóakaratukról. Ennek érdekében nyílt, őszinte interjúkat adtak, illetve Hruscsov megpróbált Eisenhower felé barátságos hangot megütni, amit a látogatás végére úgy értékelt, hogy sikerült megnyerni az amerikai elnököt. Ugyanakkor Eisenhower nem volt igazán lenyűgözve a szovjet vezetőtől. Hruscsov célja valamiféle enyhülés hangulatának megteremtése volt a két nagyhatalom között. A tárgyalások egyetlen konkrét eredménye az volt, hogy informálisan egyezséget kötöttek, hogy nincs többé kemény, ultimátumszerű határideje a berlini kérdés megoldásának, és ez ügyben négyhatalmi csúcsot hívnak össze. Voltak törekvések egy azonnali csúcstalálkozóra, ám Charles de Gaulle francia elnök kérésére ezt 1960-ra tették át. A látogatás másik eredménye volt, hogy Hruscsov is meginvitálta Eisenhowert a Szovjetunióba, aki el is fogadta a meghívást.

##### Az U–2 incidens és a berlini válság (1960–1962)
A szovjet–amerikai viszony folyamatosan feszültséget okozó egyik részlete volt, hogy a CIA rendszeresen küldött U–2 típusú felderítő repülőgépet a Szovjetunió fölé, amely ellen a légtérsértést elszenvedő fél folyamatosan tiltakozott, ám ezt Washingtonban figyelmen kívül hagyták. Egy hosszabb repülési szünetet követően (Eisenhower ideiglenesen szüneteltette a felderítő berepüléseket Hruscsov amerikai látogatása előttől) 1960. április 9-én az amerikaiak újra berepültek a szovjet légtérbe. Hruscsov úgy vélte, hogy legutóbbi Camp David-i tárgyalásuk során olyan jó személyes kapcsolatot alakított ki az amerikai elnökkel, amellyel nem fért össze a tény, hogy az amerikaiak újra kémkednek a levegőből, az nem történhetett Eisenhower tudtával, inkább Allen Dulles, a CIA vezetőjének mesterkedése lehet és az elnök nem is tud róla. 1960. május 1-jén újabb berepülés történt, ám ez alkalommal a szovjet légvédelem – rácáfolva az amerikaiaknak a gép repülési magassága miatti sérthetetlenségébe vetett hitére – lelőtte a légtérbe behatoló amerikai U–2-est és Szverdlovszk mellett elfogta annak pilótáját Francis Gary Powerst. Hruscsov május 5-én a Legfelsőbb Tanács ülésén robbantotta a bombát bejelentve, hogy egy amerikai felderítőgépet sikeresen lelőttek légvédelmi rakétával. Szándékosan elhallgatta azonban a főtitkár a helyszínt, illetve, hogy a gép roncsai is és az életben maradt sértetlen pilóta a kezükre került. Az amerikai Külügyminisztérium hazug nyilatkozatban azt állította, hogy egy időjárási felderítőgépük veszett oda, ami magaslégköri kutatásokat végzett Törökország és Irán fölött és a szovjet határt véletlenül lépte át. (ekkor még azt hitték, hogy a gép teljesen megsemmisült és a pilóta, Powers meghalt, így nincs bizonyíték és tanúja sincs az esetnek). Hruscsov csak ezen amerikai ködösítési bejelentés után leplezte le a valótlan amerikai állításokat és bejelentette a világnak, hogy az amerikai állításokkal ellentétben az Urál hegységben lőtték le a gépet, a roncsok között megtalálták a szovjet katonai létesítményekről készült fényképeket, a pilóta pedig életben maradt és már vallomást is tett. A szovjet felsővezetés és Hruscsov elvárt volna egy azonnali amerikai bocsánatkérést, különösen Eisenhowerét, hogy az amerikaiak a szovjet népet és a világot félre akarták vezetni, de ezt a bocsánatkérést az amerikaiak még formálisan sem tették meg, sőt Herter külügyminiszter még a szovjeteket hibáztatta. 
A szovjet vezető azt kockáztatta, hogy egy kemény fellépéssel lerombolja a május 16-ra tervezett párizsi csúcsértekezletet, miközben a gyenge fellépéssel saját katonai és belbiztonsági köreinek szemében a maga tekintélyét rombolja. Hruscsov úgy döntött, hogy felvállalja a konfliktust, de azért a „Pentagon erődjében székelő imperialista és militarista köröket” hibáztatja és a feltételezése szerint erről mit sem tudó Eisenhowert felmenti kommunikációjával. Eisenhower azonban kitért ez elől és felvállalta, hogy nem a „Pentagonban ücsörgő latrok garázdálkodtak” a tudta nélkül, hanem bizony ő adott parancsot a berepülésre; igaz ezt „ellenszenves szükségszerűségnek” nevezte.
A következő külpolitikai történés a berlini ügyben nagy nehezen tető alá hozott május 16-i, párizsi csúcs volt, amelyre Hruscsov el is utazott, ám induláskor még nem tudta mit tegyen. Tanácsadóival a repülőgépen állt össze a stratégia – miután kikérte a párt Elnökségének véleményét is indulás előtt –: az USA és Eisenhower kérjen nyilvánosan bocsánatot és tegyen ígéretet, hogy nem lesz több U–2 repülés a szovjet légtérben. A két vezető természetesen sem a csúcsot megelőzően, majd a csúcson sem kommunikált egymással. Hruscsov előterjesztette az igényét és világossá tette, hogy bár a csúcs célja merőben más, de semmilyen olyan cél nincs előttük az értekezleten, amelyet ne lehetne 6-8 hónappal elcsúsztatni, az 1960-as amerikai elnökválasztások utánig. Eisenhower nem kért bocsánatot, csak kijelentette, hogy a repüléseket felfüggesztették és a későbbiekben sem kívánják folytatni, majd újra előadta a Nyitott Égbolt kezdeményezését, amely biztosította volna a kölcsönös légtérellenőrzési jogokat egymás számára. Hruscsov visszautasította a javaslatot, majd elhagyta a találkozót és hazatért mindenféle tárgyalás nélkül. Eisenhower pedig megragadta az alkalmat, hogy a felelősséget ellenfelére hárítsa mondván, a másik „szabotálta el a találkozót, amelyen a világ oly nagy reménysége múlott”. Az események hatására Hruscsov lemondta Eisenhower tervezett Szovjetunió-beli látogatását diplomatikusan arra hivatkozva, hogy „a kialakult helyzetben a szovjet emberek nem tudják a kötelező vendégszeretetet tanusítani az amerikai elnök iránt”; pedig már egy golfpályát is építettek, ismervén az amerikai elnök rajongását a sportág iránt.

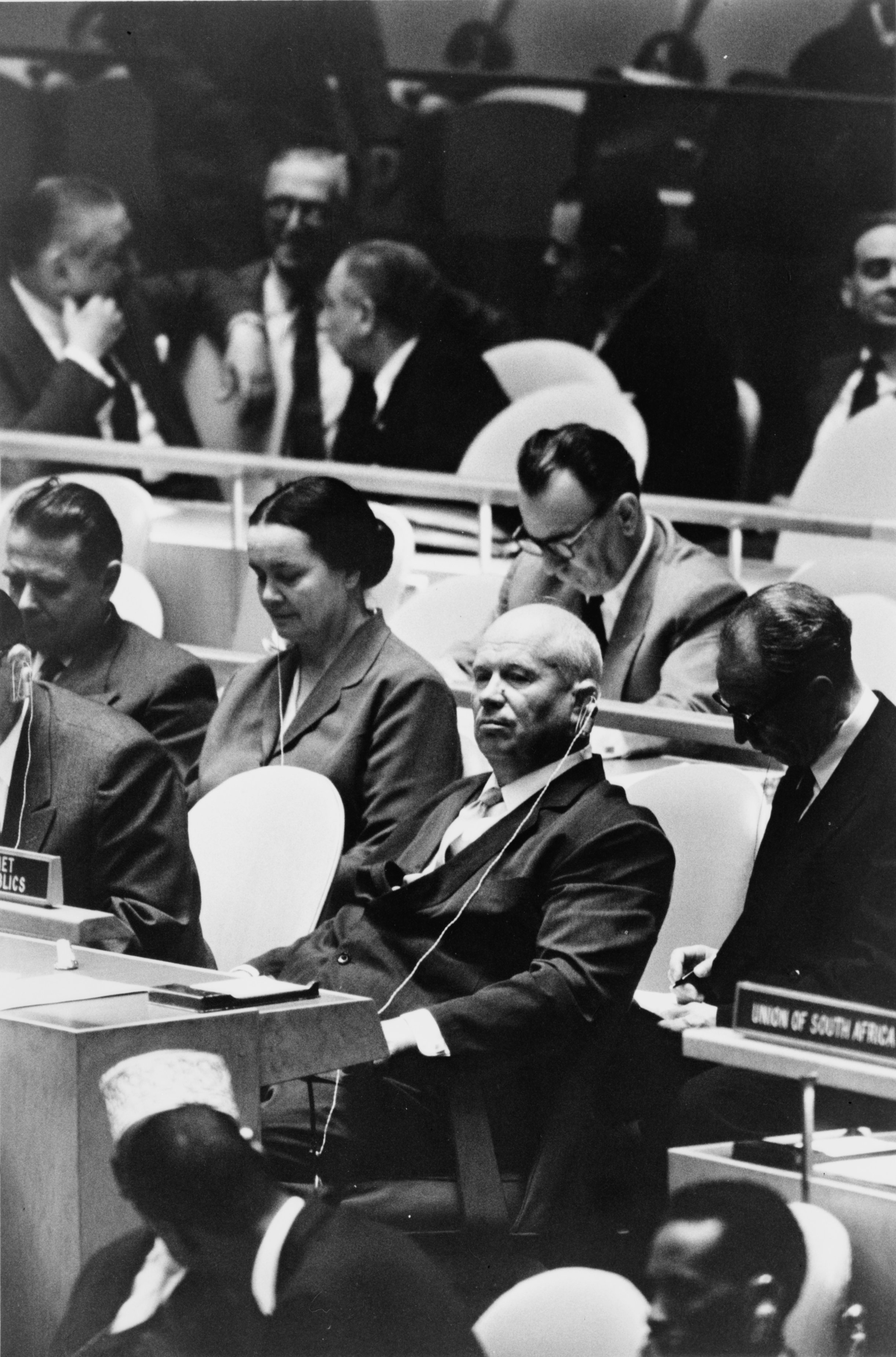
Hruscsov a „cipőincidensről” elhíresült 1960-as ENSZ-közgyűlés szovjet delegációjának vezetőjeként

Hruscsov második és egyben utolsó USA-beli látogatására 1960 szeptemberében került sor. Hivatalos meghívása ugyan nem volt, ám saját magát jelölte a Szovjetunió ENSZ delegációjának élére, így a világszervezet ülésére érkezett Amerika földjére. Az USA hatóságai épp ezért kizárólag Manhattan területére korlátozták a mozgását (az egyetlen kivételt egy Long Island-i szovjet tulajdonú ingatlan meglátogatása jelentette számára). Ezen az ENSZ ülésen történt meg az elhíresült cipőincidens, amelynek során egy vita hevében a szovjet vezető egy cipővel verte az asztalt a felszólalása során. Azidőtájt egy sor állam lett független a harmadik világban és Hruscsov az új államokat udvarolta körül, új szövetségeseket keresve, az imperializmust ócsárolva és síkra szállva a gyarmati iga alól szabadulók jogaiért. 1960. október 12-én éppen egy ilyen imperializmus kontra Szovjetunió összecsapás zajlott, amikor Lorenzo Sumulong Fülöp-szigeteki küldött azzal vádolta a Szovjetuniót, hogy kettős mércét alkalmaz, amikor a gyarmatosítókat becsméreli, miközben maga is elnyomást alkalmaz Kelet-Európában. Hruscsov azonnal közbevágott és az amerikaiak hitvány talpnyalójának nevezte Sumulongot, aki zavartalanul folytatta beszédét és tovább vádolta képmutatással a szovjeteket. Hruscsov erre egy cipővel verni kezdte az asztalt, hogy Sumulongba fojtsa a szót, botrányokozásával kompromittálva saját delegációját. Az esetről nem készült sem fénykép, sem filmfelvétel, csak a résztvevők memóriájára lehet támaszkodni, így a különböző érdekű csoportok emlékezetéből több változat is bekerült a tömegkultúrába az incidensről. Egyesek szerint Hruscsov az öklével verte az asztalt, majd a cipőjére váltott (újabb verziók szerint mivel olyan hevesen verte az asztalt az öklével, hogy a karórája leesett és amikor lehajolt érte, a keze ügyébe került a cipője), megint mások szerint mindez fordított sorrendben történt. Vannak olyan visszaemlékezések, vélekedések, amelyek szerint Hruscsov eleve levette a cipőjét, mivel az szorította a lábát és a szűk ENSZ széksorokban ezt amúgy sem tudta volna megtenni, de a vita hevében így kerülhetett a cipő a kezébe. Ismét egy újabb verzió szerint Hruscsov cipője eleve leesett valamiért, így egy kendőben, vagy újságpapírban adták vissza neki és ezért akadhatott a keze ügyébe (valamint ez a verzió adott táptalajt olyan spekulációknak, amelyek szerint Hruscsov a várható felszólalások előzetes ismeretében előre eltervezte az akciót és volt nála egy külön cipő is, amellyel az asztalt verhette).

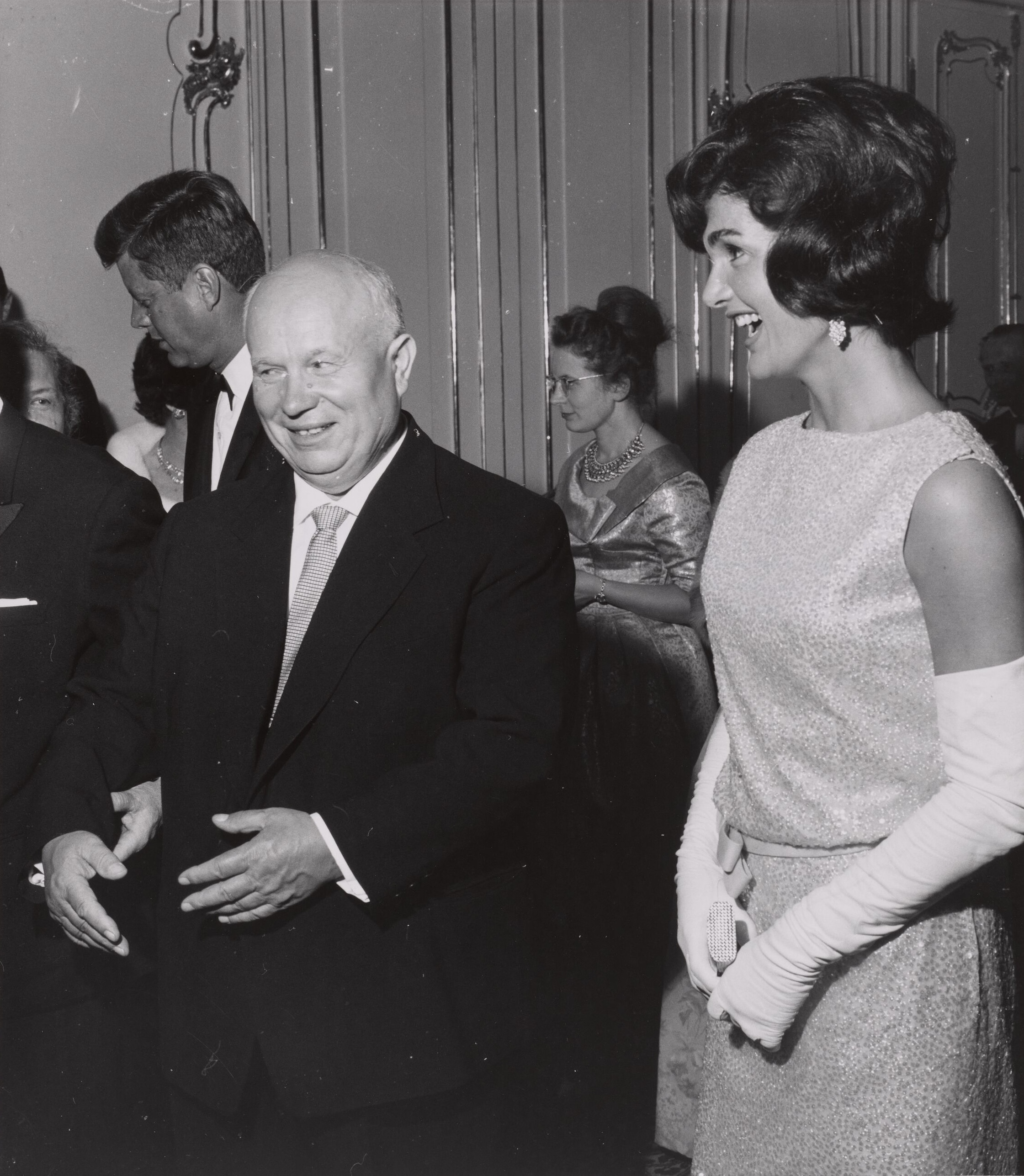
„…inkább Vele szeretnék előbb kezet fogni…” – Hruscsov és Jackie Kennedy

Az Egyesült Államokkal való legfelsőbb szintű interakcióra már az ottani elnökválasztás után, John Fitzgerald Kennedy 1961-es megválasztását követően került sor. A választások során Hruscsov a másik jelöltet, Richard Nixont keményvonalasnak tartotta és eleinte örült neki, hogy nem ő győzött. A győzedelmeskedő massachusettsi szenátornak, John F. Kennedynek jobban örült, mivel egy sokkal megfelelőbb partnert látott benne az enyhülési folyamat kivitelezéséhez. Ám csalatkoznia kellett, mert az új elnök már a beiktatási beszédében kemény hangot ütött meg és hivatali idejének első hónapjaiban egy sor határozott intézkedést tett. 1961 áprilisában Hruscsov nagy propagandagyőzelmet aratott Jurij Gagarin világelső űrrepülésével, míg ugyanekkor Kennedy katonai akciója, a disznó-öbölbeli partraszállás kudarcba fulladt, amely a szovjet vezető felé billentette a siker mérlegét. Ebben a légkörben fenyegetett azzal, hogy Kubát szovjet rakétákkal kell megvédeni, majd kezdeményezett csúcstalálkozót az amerikai elnöknél. 1961. június 3-án létrejött az amerikai–szovjet csúcstalálkozó Bécsben, ahol mindkét vezető kemény álláspontot képviselt. Hruscsov egy egyezményt akart kicsikarni, amelyben mindkét német államot elismerik (nem érintve a berlini kérdést) és nem engedett jottányit sem a nukleáris kísérletek tilalmi egyezményét még hátráltató, lezáratlan vitatémákban. Ezzel szemben Kennedy úgy látta, hogy lezárhatják még a csúcson a teszttilalmi megállapodást, és szeretett volna Berlin ügyében előrelépni, ám látta, hogy a kelet-nyugati feszültség enyhítése érdekében ez lehetetlen lesz. Később azt mondta Hruscsovval való tárgyalásairól öccsének, Robert F. Kennedynek: „olyan volt, mint apánkkal tárgyalni, te mindent odaadsz, de nem kapsz cserébe semmit.”. Maga a csúcstalálkozó politikai kudarccal ért véget, amelyet jól jelez, hogy a politikai eredmények helyett két dologról maradt emlékezetes: egyrészt arról, hogy hiába figyelmeztette a bécsi találkozóra utazó és Párizsban rövid megállót tartó Kennedyt Charles de Gaulle francia elnök, hogy a szovjet vezető stílusa érdes, de ne vegye magára, Kennedy mégis sértődött volt, hogy Hruscsov retorikailag is kikezdte őt, másrészt pedig arról, hogy itt kezdődött Jacqueline Kennedy ikonikus first lady pályája, különösen akkor, amikor felkérték Hruscsovot, hogy a fényképészek kedvéért fogjon kezet JFK-vel, ám ő azt mondta, hogy „inkább Vele (Jackie Kennedy) szeretnék előbb kezet fogni”.
A csúcstalálkozó kudarcának következménye a berlini helyzet eszkalálódása és a berlini fal megépülése volt. A szovjet blokk számára a megoldás elhúzódása kényelmetlen következményekkel járt, mivel folyamatos volt Nyugat-Berlin „agyelszívása” kelet felől, amelyben a képzettebb keletiek nyugat felé távoztak Berlinen át (mivel a két német állam határait főként kelet felől megerősített védelemmel látták el és átjárhatatlanná tették, addig Berlin nyitott város maradt). A jelenség megállítására – és hivatkozva korábbi amerikai megnyilatkozásokra, miszerint Kelet-Németországnak minden joga megvan, hogy lezárja a határait, amelyet a Kennedy kormányzat sem vont kétségbe, Hruscsov felhatalmazta az NDK kommunista pártjának első emberét, Walter Ulbrichtot, hogy kezdjenek bele egy Kelet- és Nyugat-Berlint elválasztó fal építésébe. A határt végül 1961. augusztus 13-án zárták le és megszűnt az NDK polgárainak nyugat felé történő szabad áramlásának lehetősége. Ezzel együtt az a lehetőség is, hogy négyhatalmi egyezmény szülessen Berlin státusáról, amely egyezmény korábban Hruscsov célja is volt. Erre a megegyezésre csak jóval később, 1990-ben a német újraegyesítés előestéjén került sor.

##### A kubai rakétaválság és a nukleáris tilalmi egyezmény (1962–1964)
1962-ben bontakozott ki az Egyesült Államok és a Szovjetunió között egy politikai konfliktus, amely a hidegháború nukleáris elrettentési politikájának aránytalanságaiból fakadt. Egyrészt, bár a Szovjetunióban is eredményes munka folyt a rakétatechnológia és a nukleáris fegyverek célba juttatásának fejlesztésében, az amerikai fél előrébb járt, elsősorban a hosszabb hatótávolságú hordozóeszközök területén. A szovjet elemzők szerint az amerikaiak utolérése egy lassabb folyamat lett volna, ezért gyorsabb eredménnyel kecsegtetett, ha a rakéták hatótávolságának fejlesztése helyett közelebb viszik a kisebb hatótávolságú fegyverek indítóhelyét a lehetséges célpontokhoz. Erre a megoldásra jött kapóra Fidel Castro kérése a szovjetek felé, aki a disznó-öbölbeli események után félt, hogy újabb akciók következnek Kuba ellen amerikai részről, ezért szovjet katonai segítséget kért. Így megnyílt a – készségesen segítséget ígérő – szovjetek számára egy USA közeli indítóhely lehetősége. Másrészt főként Eisenhower alatt az USA a NATO és a SEATO keretei között kiépített egy Szovjetuniót körülölelő támaszponthálózatot (Angliában, Törökországban, Iránban és Pakisztánban) a hozzá lojális szövetségesei területén, ahonnan könnyedén fenyegethette a Szovjetuniót nagy számban telepített, különböző hatótávolságú, atomtöltet célba juttatására is alkalmas fegyverrendszereivel. Harmadrészt Hruscsov belpolitikailag is kényszerhelyzetbe került, mivel több tényező is balszerencsésen alakult a számára, ami miatt félthette pártfőtitkári székét, ezért lépéskényszert érzett, hogy eredményeket mutasson fel.
Fidel Castro vonakodva fogadta a rakéták érkezését, mint katonai segítséget, amikor azonban elfogadta azokat, maga is igyekezett beleszólni a dolgok alakulásába, figyelmeztette Hruscsovot, hogy ne titokban telepítse a rakétafegyvereket. Harminc évvel később ezt mondta az esetről a kubai vezető: „Szuverén jogunk volt beengedni a rakétákat. Nem sértettünk ezzel nemzetközi jogot. Akkor miért csináltuk titokban – mintha nem lenne jogunk így tenni? Figyelmeztettem is Nyikitát, hogy a titkolózással előnyt adunk az imperialisták kezébe.”
Az USA a Disznó-öböl eseményei óta folyamatosan végzett felderítő repüléseket a kubai légtérben, ám 1962 nyarán ez egy időre – a világ más tájain történt incidensek, mint például egy a szovjet légteret a Szahalin sziget felett megsértő U–2-es, illetve egy tajvani ugyanilyen gép lelövése – miatt abbamaradt, amíg a botrányok elülnek és át nem szervezik a felderítő repüléseket a CIA égisze alól a US Air Force feladatai közé. Ezt az időszakot nevezték el az amerikaiak „Photo Gap”-nak (Fotó-rés), amikor az amerikaiak nem jutottak friss hírszerzési adatokhoz Kubából 1962 nyarán. A repülések felújítását követően aztán előbb egy Kubába tartó szovjet teherhajón az Il–28 repülőgép törzséhez hasonló tárgyat láttak – amely bizonyítékkal szolgált, hogy hadianyag áramlik a Szovjetunióból a kommunista országba –, majd 1962. október 14-én olyan felvételeket készítettek az U–2-essel, amelyeken a Szovjetunióbeli R–12 Dvina (Nato-kódja szerint: SS–4) rakéták indítóhelyeihez hasonló létesítmények építése folyt. Másnap a CIA National Photographic Interpretation Center (Nemzeti Fénykép Értelmezési Központ) fényképelemzői pedig felfedezték magukat a rakétákat is a képeken. A CIA még aznap este értesítette a Pentagont, ahol azt a döntést hozták, hogy mivel Robert McNamara hadügyminiszter egy tárgyaláson volt, csak másnap értesítik Kennedyt.
Az amerikai elnök 1962. október 16-án reggel értesült a CIA felfedezéséről, és összehívta a Nemzetbiztonsági Tanácsot, illetve megvitatta a helyzetet öccsével, az USA legfőbb ügyészeként szolgáló és bizalmasának számító Robert Kennedyvel, aki ezután felkereste a szovjet nagykövetet, Anatolij Dobrinyint. Kennedy „aggodalmát fejezte ki a történtekkel kapcsolatban”, mire Dobrinyin biztosította őt, hogy „a Nyikita Szergejevics Hruscsovtól kapott instrukciók alapján nyugtassa meg Kennedyt, hogy nincs szó föld–föld rakétafegyverekről, vagy más támadó fegyverekről, amiket Kubában telepítettek volna”, illetve „Hruscsov a továbbiakban biztosította Kennedyt, hogy a Szovjetuniónak nincs szándékában a két ország kapcsolatait rombolni”.
Ez idő alatt ahogy a feszültség emelkedett Washingtonban, Moszkvában mit sem lehetett érzékelni az orosz terminológia szerint Karibi válságból, Hruscsov például a Bolsoj Színházba ment, hogy megtekintse az amerikai operaénekes, Jerome Hines vendégelőadását. Az amerikaiak a lehetőségeiket latolgatták, majd tengeri blokád alá vonták a haditengerészetükkel Kuba szigetét, azaz nem engedtek be a továbbiakban semmilyen olyan hajót, amely fegyverzetet szállíthatott oda. Kennedy kemény lépésre szánta el magát, bejelentve a következőket: „Ennek az országnak olyan politikát kell követnie bármilyen Kubából indított nukleáris rakétával kapcsolatban, amelyet bármely, a nyugati féltekén fekvő ország ellen indítanak, mint a Szovjetunió támadását az Egyesült Államok ellen, amely teljes megtorlást von maga után a Szovjetunióra nézve”. Hruscsov lépése tehát a nyílt háborús konfliktus szélére sodorta a két nagyhatalmat.
A helyszínen a konfliktus egyre eszkalálódott: az 1961. október 22-én az amerikai Kongresszus által megszavazott blokád a gyakorlatban 1961. október 24-én vette kezdetét, majd hamarosan az amerikaiak megállítottak és elfoglaltak egy Kubába érkező szovjet teherhajót, miközben ezzel párhuzamosan Kubából lelőttek egy amerikai katonai gépet. A szovjetek a fenyegetés és egy október 22-i Kennedy beszéd hatására engedélyezték a tűz viszonzását egy esetleges őket ért támadás esetére a helyszínen lévő orosz parancsnokoknak, de az atomfegyverek bevetését kerülniük kellett. Október 28-án – amelyet az amerikaiak „fekete szombatnak” neveztek el – állt a legközelebb a világ a nukleáris háború kitöréséhez, a politikai konfliktus kis híján igazi nukleáris összecsapássá szélesedett ki. Ezen a napon az amerikai haditengerészet hajói figyelmeztetésül kisméretű mélyvízi bombákat (amelyek kb. kézigránát nagyságúak voltak és komoly kár okozására nem voltak képesek) dobott le a blokád határvonalán egy alámerülve haladó tengeralattjáróra, a szovjet B–59-re, hogy ezzel felemelkedésre bírja azonosítás céljából. Az amerikaiak arról nem tudtak, hogy a szovjet tengeralattjáró, a B–59 egy nukleáris robbanófejjel felszerelt torpedóval is el van látva.
A tengeralattjárónak tűzparancsa volt érvényben arra az esetre, ha akár mélyvízi bombákkal, akár felszíni fegyverekkel megtámadnák. A B–59 ahhoz mélyen volt, hogy rádióadást vételezhessen, így a kapitány, Valentyin Grigorjevics Szavickij megítélésére volt bízva a helyzet, aki úgy gondolta a feje feletti robbanásokból, hogy kitört a háború, így a tűzparanccsal a birtokában ki akarta lőni a torpedóit. A nukleáris fegyverek alkalmazásához azonban az érvényes szabályok szerint a hajóparancsnok és a politikai tiszt egybehangzó parancsára volt szükség. Ezen a hajón tartózkodott Vaszilij Arhipov a tengeralattjáró dandár vezérkari főnöke is, így az ő jóváhagyására is szükség volt, ám ezt ő megtagadta. Végül a legfelsőbb vezetés szintjén játszott politikai játszma így múlott egyetlen, alsóbb szintű résztvevő higgadtságán.
A politikai hadszíntéren is turbulens események sorjáztak egymás után. Október 22-én Kennedy beszédet mondott, amelyben világossá tette a fenti idézettel, hogy egy Kubából indított rakéta támadását a Szovjetunió támadásának értékelnek a Nyugati világban és maga a Szovjetunió számíthat az annak megfelelő válaszra. Az amerikai elnök beszéde az amerikai lakossághoz szólt, ám természetesen a világ minden pontján vették és értelmezték. Az amerikaiak előre értesítették Moszkvát a beszédről és időpontjáról, tartalmáról azonban nem, a beszédet hallván Hruscsov meg volt győződve Kuba amerikai inváziójáról (ennek alapján adták ki a szovjet parancsnokoknak a tűzparancsot). A tengeri blokád érvénybe lépésével egyidőben diplomáciai úton is elkezdődött a kapcsolatfelvétel a két fél között, Kennedy két levelet is írt Hruscsovnak, de egyikre sem érkezett válasz. Eközben más diplomáciai csatornán U Thant az ENSZ főtitkára is kérését tolmácsolta a felek felé, hogy vonják vissza döntéseiket, és egy megnyugvási periódust iktassanak be a probléma megoldására (Hruscsov ezt elfogadta, de Kennedy nem). A háttérben aztán elindultak a titkos tárgyalások, amelyeken először a KGB részéről puhatolóztak, hogy az amerikai fél hajlandó lenne-e tárgyalásos úton rendezni a helyzetet. Október 25-én Hruscsov úgy döntött, nem feszítik tovább a húrt, mivel bizonytalan volt Kennedy eltökéltségének megítélésében. Arról határozott, hogy visszavonják a rakétákat Kubából. Másnap egy rendkívül érzelmes levél érkezett Washingtonba.
Október 27-én – némileg a minden csatornán folyó információátadás okán – a moszkvai rádióban elhangzott egy üzenet Hruscsovtól, miszerint visszavonják a rakétáikat, ha az amerikaiak is leszerelik a Törökországban és Olaszországban állomásozó Jupiter rakétáikat. Ugyanezen a napon Robert Kennedy és Dobrinyin nagykövet között titkos tárgyalások kezdődtek. A megegyezés alapja lassan körvonalazódott: mindkét félnek ki kell vonnia a külföldre telepített rakétáit a másik ország határainak közeléből. Kennedyt végül meggyőzte öccse az egyezség meghozásának szükségességéről, és az elnök ezután olyan tartalmú levelet írt Hruscsovnak, melyben hajlott az ajánlatának elfogadására.
Október 28-án Hruscsov a moszkvai rádióban bejelentette, hogy felhagynak a kubai rakétaindító berendezések építésével és visszavonják a rakétáikat onnan. Válaszul Kennedy is kivonta az USA rakétáit az ígért módon, ám ezt amerikai kérésre nem hozták nyilvánosságra és csak Hruscsov 1971-es halála után került napvilágra. Ezzel a válság elhárult, Kennedyt győztesként üdvözölték, Hruscsov pedig – az egyezség amerikaiakra eső részének titkossága, így az egyoldalú szovjet visszakozás látszata miatt – vereséget szenvedett, és az ügy nem kis mértékben járult hozzá 1964-es elmozdításához. Más kérdés, hogy az amerikaiak által tett engedmény így sem ért túl sokat, mivel a Polaris osztályú, tengeralattjáróról indítható rakéták kiváltották a leszerelendő, immár elavult szárazföldi telepítésű, főként Jupiter rakétákat és a Szovjetunió fenyegetettsége mit sem változott.
A válság lezárását követően javultak az amerikai–szovjet kapcsolatok. Ennek első jele Kennedy elnöknek az Amerikai Egyetemen 1963. június 10-én elmondott beszéde volt, amelyben méltatta a szovjet embereket, akik annyit szenvedtek a második világháború során és példaként említette a helytállásukat. Hruscsov a beszédet amerikai elnök által mondott legjobb beszédnek minősítette Franklin D. Roosevelt óta. Ezt követően júliusban szóba került egy második Hruscsov-Kennedy csúcstalálkozó – amelyet aztán az amerikai elnök 1963. november 22-i meggyilkolása hiúsított meg – illetve tárgyalások kezdődtek a nukleáris teszt tilalom témájában. A kezdeti tárgyalásokon maga Hruscsov is részt vett, majd később Andrej Gromikót, a szovjet külügyminisztert delegálta maga helyett a tárgyalásokra. A tárgyalásokon hamar kiderült, hogy egy teljes és megnyugtató teszt tilalomról nem lehet szó, nagyrészt a szovjetek ellenállása miatt az ellenőrzés témakörében. Végül azonban az Egyesült Államok, Nagy-Britannia és a Szovjetunió elsőként csatlakozott egy korlátozott egyezményhez, amely megtiltotta az atomkísérleteket a földfelszínen, a légkörben és a víz alatt, de a föld alatti robbantásokat engedélyezte. Az USA Szenátusa ratifikálta az egyezményt, majd Kennedy egyik utolsó ténykedéseként 1963 októberében törvénybe is iktatta. Franciaország volt az egyetlen atomhatalom, ahol még fejlesztési fázisban voltak az ország atomfegyverei, így nem csatlakozott az egyezséghez. Később fél éven belül több mint 100 ország írta alá az egyezményt.

#### Kelet-Európa

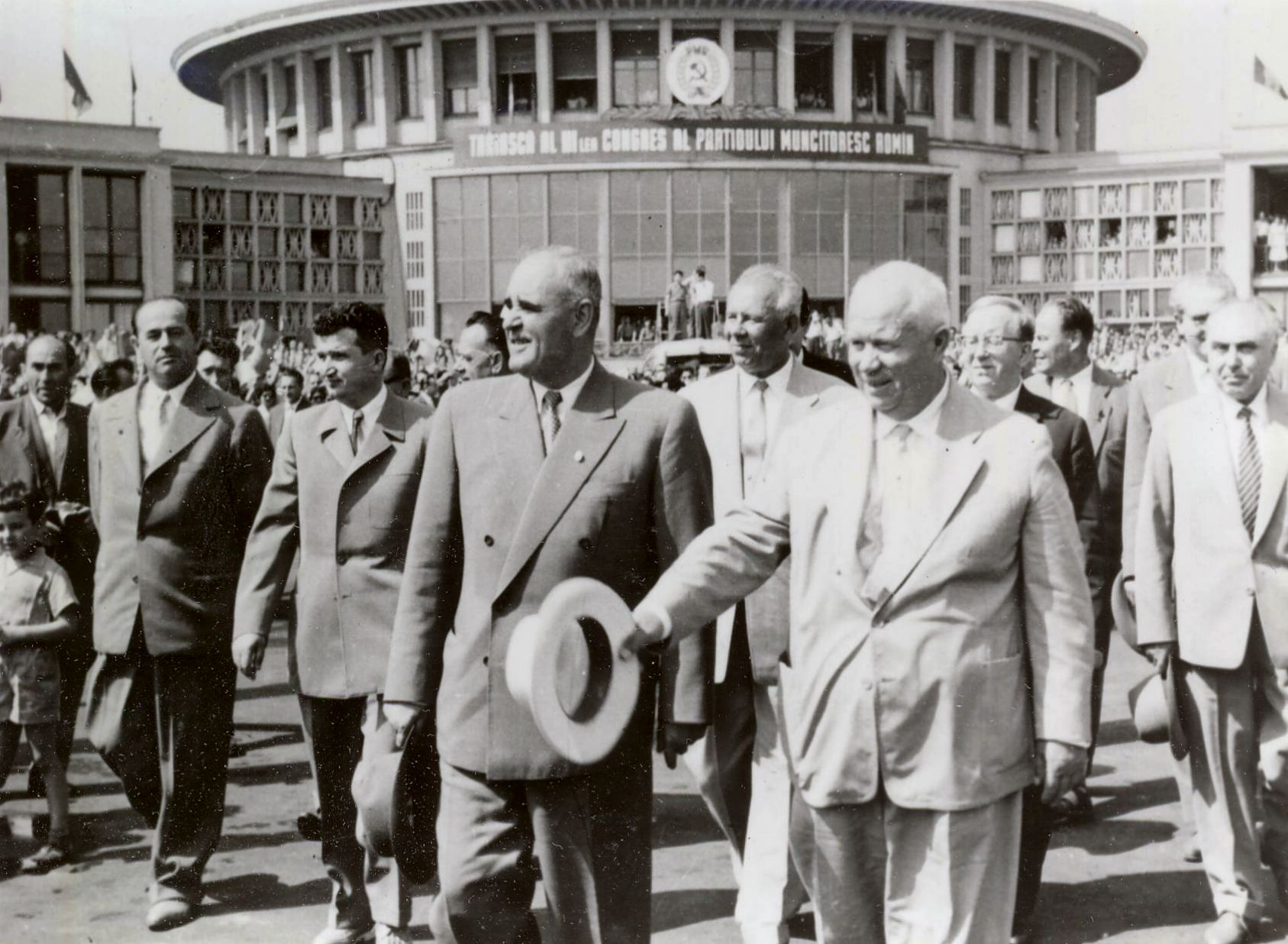
Gheorghe Gheorghiu-Dej fogadja a szovjet vezetőt Bukarestben (1960)

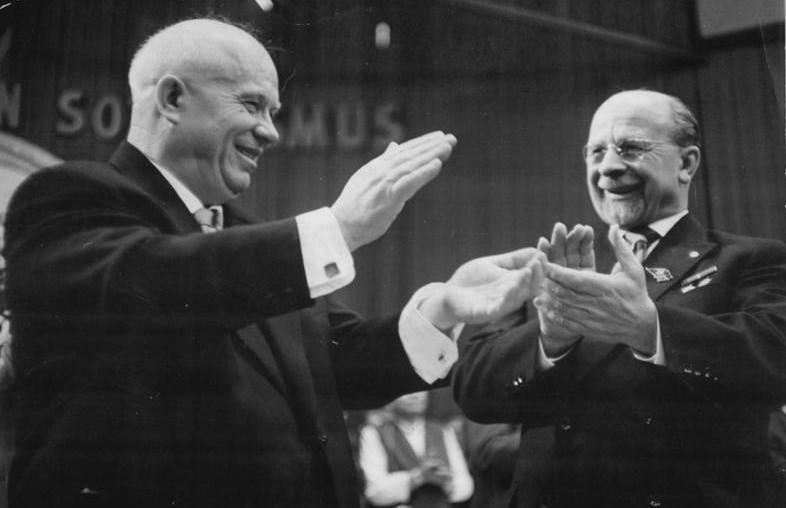
A szovjet pártfőtitkár és Walter Ulbricht, az NDK első embere

Érdekes módon a Hruscsov által elindított változások a legnagyobb hatást a kelet-európai szovjet csatlós államokban, azon belül is Lengyelországban és Magyarországon keltették. A titkos beszéd nyomán előbb Lengyelországban indult el egy liberalizálódási folyamat. 1956. március 12-én Moszkvában elhunyt Bolesław Bierut, az ország sztálinista vezetője – egyes vélemények szerint a beszéd olvasásának hatására kapott szívrohamot, más vélemények szerint egyébként is voltak szívbetegségének jelei és csak véletlen egybeesés, hogy éppen akkor mondta fel a szíve a szolgálatot – amely megnyitotta az utat egy szintén desztálinizált Lengyelország kialakulása előtt. Ennek keretében kezdtek a munkások sztrájkba Poznanban 1956 júniusában, amely zavargásokba torkollott és a hatóság fellépése nyomán 50-en meghaltak az utcai összecsapásokban. Moszkva – az egyébként nem létező – nyugati agitátorokat hibáztatta a zavargásokért, ezért a lengyel vezetés inkább engedményt adott a munkásoknak, látva a gyenge szovjet reakciót. Ettől kezdve nem volt ritka, hogy szovjetellenes feliratok tűntek fel nyilvánosan Lengyelországban. Mindeközben fontos választások következtek el az országban. A helyzetet látva Hruscsov Varsóba utazott, hogy október 19-én találkozzon a lengyel pártelnökséggel és megerősítse a szovjet–lengyel szövetséget az új vezetőkkel is. A Lengyelországban meginduló liberalizálódási folyamatot később „lengyel októbernek” keresztelték.
A lengyel eseményeket látva, Magyarországon is mozgolódás indult, azt látva, hogy dacolni lehet a szovjetekkel. Az október 19-i lengyel eseményeket hamar követte Budapesten 1956. október 23-án egy tömegdemonstráció, amely hamarosan népfelkelésbe, majd forradalomba csapott át. A felkelésre válaszul a magyar kommunista párt a reformista Nagy Imrét emelte miniszterelnöki rangra. Az utcákon harc dúlt a karhatalom és a felkelés letörésére Budapestre irányított szovjet haderő között, a két fél utcai lövöldözésekben tömegével haltak meg emberek. Nagy Imre tűzszünetre szólított fel, illetve követelte a szovjet katonai csapatok kivonását, amelyet Hruscsov és a szovjet pártelnökség látszólag elfogadott.
November 1-jén Nagy Imre bejelentette, hogy többpárti választásokat tartanak és másnap reggel Magyarország kilép a Varsói Szerződésből – mindez épp az ellenkezője volt, amit Hruscsov remélt, miszerint ha engedményeket adnak Nagy Imrének, az majd szorosabban fog kötődni a Szovjetunióhoz. November 4-én megindult a szovjet katonai intervenció és leverték a forradalmat, 4000 magyar áldozatot hagyva az utcákon pár száz szovjet katona feláldozása árán. Nagy Imrét letartóztatták, helyét Kádár János foglalta el. A forradalmat követő rövid időszakban újabb százakat tartóztattak le és végeztek ki, köztük magát a miniszterelnököt, Nagy Imrét is. A Nyugat tiltakozásától övezve Hruscsov egészen haláláig védelmébe vette a beavatkozást. Az ügy rendkívül sokat ártott a szovjetek nemzetközi kapcsolatainak és csak azért nem volt nagyobb a kár, mert számukra szerencsés időpontban, éppen a magyar eseményekkel egyidőben tört ki a szuezi válság is, amely elterelte a világ figyelmét a forradalomról.
Hruscsov nevéhez fűződik a keleti blokk egyik renitensének számító Jugoszláviával való kapcsolat rendezése. 1948-ban, amikor Sztálin ráébredt, hogy nem képes kezelni Titót, a kapcsolatok teljesen megszakadtak. Hruscsov a kapcsolatok normalizálódása érdekében 1955-ben egy szovjet delegációval Belgrádba érkezett. Habár Tito nagyon ellenséges fogadtatásban részesítette őket, mindent megtévén, hogy lejárassa a szovjeteket (például nyilvánosan leitatta őket), Hruscsov mégis sikeresen melegítette fel a kapcsolatokat, ezzel véget vetve az úgynevezett Kominform-időszaknak. A magyar forradalom alatt Tito Nagy Imrét támogatta, ám Hruscsov rábeszélte, hogy ne tegye, mivel beavatkozásra is szükség lesz. A beavatkozás végül újra rombolóan hatott Belgrád és Moszkva kapcsolatára, amelyet aztán ismét Hruscsov erőfeszítései követtek, hogy javuljanak a kapcsolatok. Ebben a folyamatban azonban gátolta őt a tény, hogy egy sokkal nagyobb politikai erőt dühített fel: Kína ellenezte a jugoszláv liberális kommunizmus irányvonalát és sértette Pekinget, hogy Hruscsov ezt a vonalat is támogatja.
A magyar forradalom okozta krízist követően Hruscsov egy félreértelmezhető kijelentéssel is kivívta a Nyugat értetlenségét, mi több ellenszenvét – bár maga a kijelentés inkább volt egy szövegkörnyezetéből kiragadott újságírói negatív szenzáció, mintsem negatív üzenet – Hruscsov egy beszédében azt a szófordulatot alkalmazta, hogy „El fogjuk temetni magukat!” – oroszul: "Мы вас похороним!" – amelyet Nyugaton nyílt agresszióként, a szöveget szó szerint értve tolmácsoltak. Azonban Hruscsov a beszédében éppen a békés egymás mellett élés oldalán kampányolt, békés üzenetet tolmácsolva, amelynek a végén említette, hogy majd a kommunizmus annyira megelőzi fejlődésben a kapitalizmust, amelynek végén a történelemben meghaladottnak tekinti mindenki a lemaradó berendezkedést, kvázi az újítók maguk mögött tudják, mintegy eltemetik a kapitalizmust. Hruscsovot még három évvel később, az 1959-es USA-beli látogatása során is kérdezték a mondatáról, ahol még mindig magyarázkodásra kényszerült, hogy nem szó szerint értette, inkább a „történelmileg meghaladjuk” értelemben használta a kifejezést.

#### Kína
Miután 1949-re egész Kínában megszilárdította a hatalmát, Mao Ce-tung a Szovjetunió felé orientálódott és ott kereste a politikai szövetséget. Ennek keretében anyagi segítséget kért, valamint követelte, hogy a cári Oroszország által elhódított területek térjenek vissza Kínához. Amint Hruscsov átvette a hatalmat, azonnal növelni kezdte a Kína felé nyújtott támogatást és szakértőket küldött, hogy azok segítsenek az újdonsült kommunista ország fejlesztésében. A segítség mértékét William C. Kirby történész úgy írta le, mint a „világtörténelem legnagyobb technológiai transzfere”. Mindenesetre 1955–1959 között a Szovjetunió bruttó nemzeti terméke 7%-át költötte Kína megsegítésére. 1954-es látogatásakor Hruscsov megegyezett Maóval, hogy Port Arthur (kínaiul: Lüsunkou) és a környező Talien területe visszatér Kínához, bár a szovjet főtitkárt erősen bőszítette Mao ragaszkodása ahhoz, hogy a szovjetek hagyják hátra a városban felállított tüzérségi fegyvereiket.

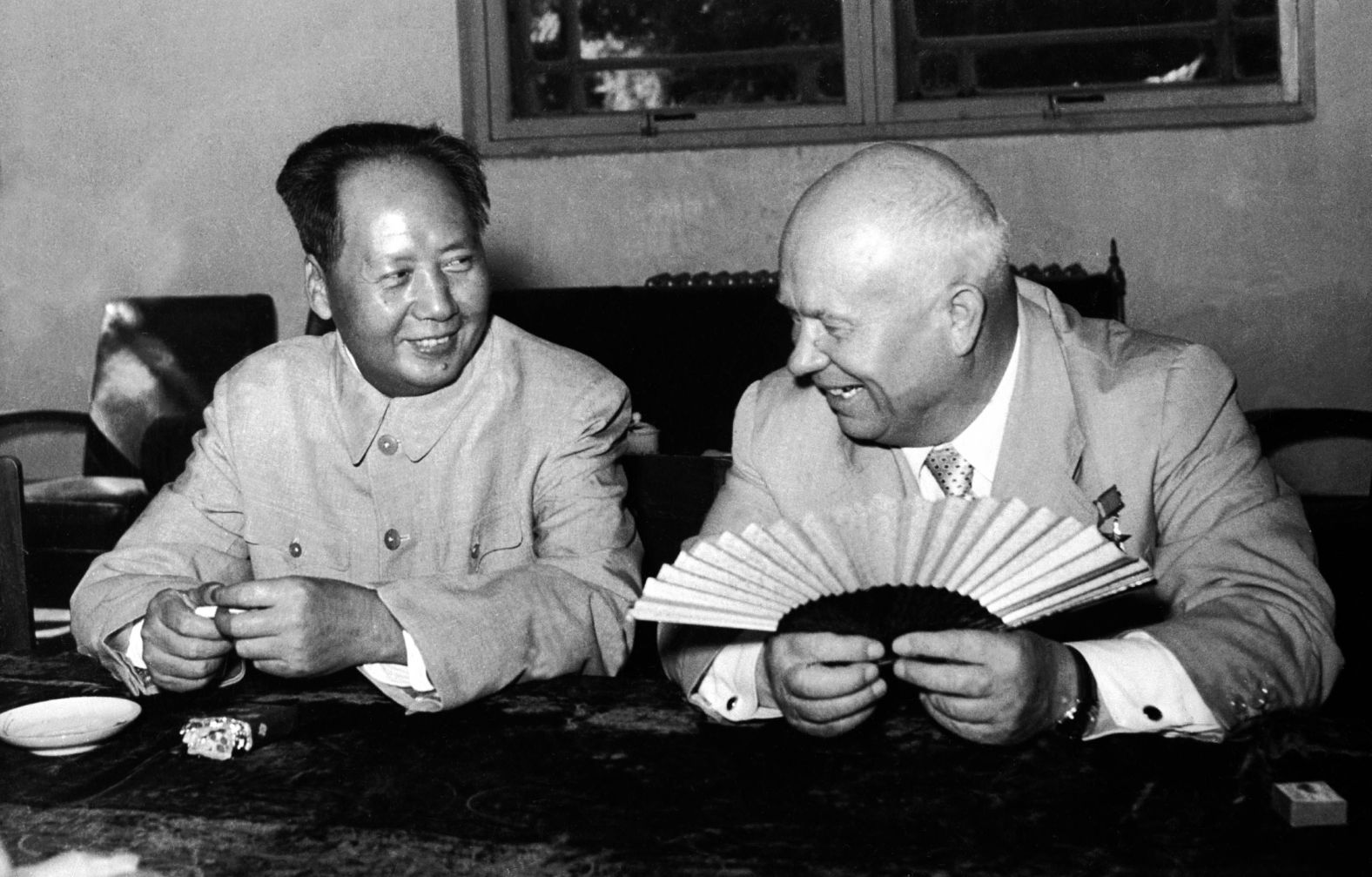
Mao és Hruscsov (1958, Peking)

A szovjet–kínai kapcsolatok nem voltak súrlódásmentesek. Előbb Hruscsov Jugoszláviával, illetve a liberálisabb kommunizmus elfogadásával kapcsolatos engedékenysége váltott ki nemtetszést Maónál, a másik oldalról Hruscsov is elégedetlen volt Maóval, mivel az nem osztotta abbéli elképzelését, hogy a kommunista tömb országainak életszínvonalát kell úgy emelni, hogy azzal elhódítsák a kapitalista országok tömegeinek szimpátiáját, ami azután arra sarkallja őket, hogy forradalmakat gerjesszenek, amely forradalmi mozgalmakat Mao szintén nem támogatott elég lelkesen.
A két hatalom közötti viszony azonban 1956-ban vált hűvössé, amikor Mao feldühödött a titkos beszédben elhangzottak nyomán, egyrészt annak tartalma miatt, másrészt amiatt, hogy annak nyilvánosságra hozatalát nem egyeztették előre vele. Mao elítélte a desztálinizációt, hibának tartotta, nyilvánvalóan nem kis mértékben azért, mert az érintette a saját hatalmát is. Hruscsov 1958-as pekingi látogatásán Mao elutasította a katonai együttműködést. Hogy megtorpedózza a Hruscsov-féle enyhülést az USA-val szemben, kirobbantotta a második Tajvani-szoros válságot.
A szovjetek egyébként azt tervezték, hogy átadnak egy komplett atombombát és annak dokumentációját Kínának, azonban a viszony változásai miatt 1959-ben ezt a lehetőséget elvetették (és inkább elpusztították a fegyvert és a dokumentációját). Amikor Hruscsov látogatást tett Pekingben szeptemberben, röviddel a sikeres amerikai vizitjét követően, fagyos fogadtatásban részesült és a hétnaposra tervezett látogatás harmadik napján el is hagyta Kínát. 1960-ban a viszony tovább romlott, amikor mindkét fél a Román Kommunista Párt kongresszusát használta arra, hogy a másikat támadja. Hruscsov a kongresszuson elhangzott beszédében támadta Kínát, amire válaszul Peng Csen, a Kínai Kommunista Párt Pekingi Pártbizottságának főtitkára azzal támadta a szovjet vezetőt, hogy hideg és meleg levegőt is fúj Nyugat felé. Hruscsov erre válaszul kivonta a Kínában tartózkodó orosz szakértőket az országból.

#### Űrprogram
A második világháború végén a Szovjetunió a német rakétatechnikai fejlesztések egyik fő haszonélvezője lett, amikor Peenemündét elfoglalva hadizsákmányként rengeteg értékes rakétaalkatrészt, illetve készre szerelt V–2 rakétát zsákmányolt. Számos német rakétamérnök is hadifogságba esett. Ezen az alapon indulhatott el a szovjet rakétafejlesztési program, Szergej Koroljov vezetésével. A rakétafejlesztések célja minél nagyobb hatótávolságú fegyverek létrehozása volt. Az első eszközök egyike az R–7 Szemjorka interkontinentális ballisztikus rakéta, amely alkalmas volt az Egyesült Államok elérésére, akár atomtöltetettel is. A hordozóeszköz fejlesztése sikeres volt, amit egy műhold pályára állításával demonstráltak a világ felé.

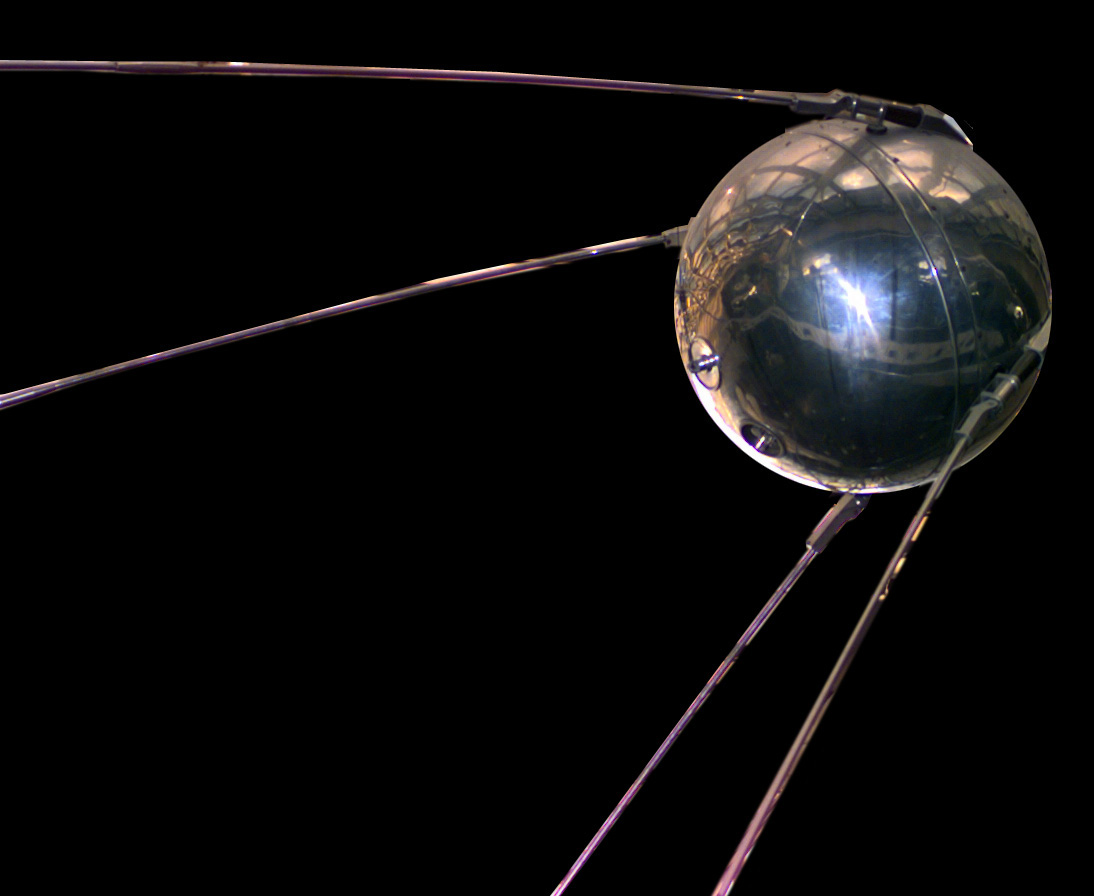
A világ első műholdja

Koroljov 1954. december 17-én adta be hivatalosan indítványát Dmitrij Usztyinov védelmi ipari miniszternek, amelyben egy lehetséges mesterséges hold fejlesztését vetette fel. A rakétatudós a fejlesztési ötletet Mihail Tyihonravov – egy másik vezető rakétatudós – jelentéseivel támasztotta alá, aki szerint más országokban is hasonló kísérletek folynak, és a rakétafejlesztések folyamatának része egy Föld körüli pályára állított eszköz kifejlesztése. A javaslattevő csoport harmadik tagja Msztyiszlav Keldis volt, aki a nukleáris fegyverek, majd a rakéták elméleti, matematikai problémáival foglalkozott abban az időben. A javaslattal akkor felsőbb szinten nem foglalkoztak. Amerikában Dwight D. Eisenhower elnök 1955. július 29-én bejelentette, hogy országa a nemzetközi geofizikai év 1957. július 1. és 1958. december 31. közötti eseménysorozatának keretében egy műholdat, egy ember alkotta objektumot fog Föld körüli pályára bocsátani. Az amerikai elnök bejelentése gyújtózsinórként hatott a szovjet politikai döntéshozókra: a több mint fél éve az asztalukon fekvő Koroljov–Tyihonravov–Keldis-féle indítványt Leonyid Szedov négy nap alatt a Szovjetunió Kommunista Pártja elé vitte, majd 1955. augusztus 8-án – teljes titoktartás mellett – a párt Központi Bizottsága is elfogadta a javaslatot a műhold kifejlesztésére.
1956. január 30-án a Szovjetunió Minisztertanácsa 149-88SZSZ számú határozatban elrendelte az „Objekt-D” néven említett műhold fejlesztését. Az eszköz azért kapta a „D” jelölést, mert az orosz ábécé A, B, V, G betűi már foglaltak voltak a hordozásra kiszemelt R–7 interkontinentális ballisztikus rakéta rakományaiként megjelölt atomtölteteknek. Egy hónap múltán a döntéshozók számára a projekt túllépett az ötletek és dokumentációk szintjén amikor Nyikita Hruscsov pártfőtitkár 1956. február 27-én ellátogatott Podlipkibe, az OKB–1 főhadiszállására, Szergej Koroljovhoz. A főkonstruktőr bemutatta a politikusnak és kíséretének az eszközöket – így az R–7 Szemjorka életnagyságú makettjét, valamint egy műholdtanulmányt. A bemutatón a fő hangsúly az interkontinentális rakétán volt, és annak azon a képességén, hogy az USA immár elérhető lett a Szovjetunió számára az atomfegyvereivel. A bemutató nagy elégedettséggel töltötte el e pártfőtitkárt, és kíváncsivá tette a másik projekt, a műhold iránt is, amellyel nyíltan megüzenhették a rivális nagyhatalomnak képességüket a „távolsági bombázásra”. Hruscsov boldogan adta áldását a projektre.
A Szputnyik–1 1957. október 4-én 19:28:34-kor (UTC) – helyi idő szerint már október 5-én 0:28:34-kor – startolt az akkori szovjet tagköztársaságból, Kazahsztánból, az NIIP–5 létesítményből, a mai Bajkonuri űrrepülőtérről. (A Tyuratam falu mellett levő létesítmény titkosítási okokból kapta Bajkonur város nevét, amely meglehetősen távol, 370 kilométerre fekszik az űrrepülőtértől.) A földi személyzet (tervezők, mérnökök, technikusok), akik a rakéta fejlesztésében és felbocsátásában részt vettek, a startot a helyszínen követték nyomon, majd a felbocsátás után többen kocsival az egyik mobil rádió-követőponthoz hajtottak, hogy hallhassák az űreszköz első rádiójeleit. Kilencven perc múltán, amikor a műhold ismét feltűnt, újból meghallották a rádiójeleket, ekkor Koroljov jelentette az immár biztos sikert Nyikita Hruscsov pártfőtitkárnak.

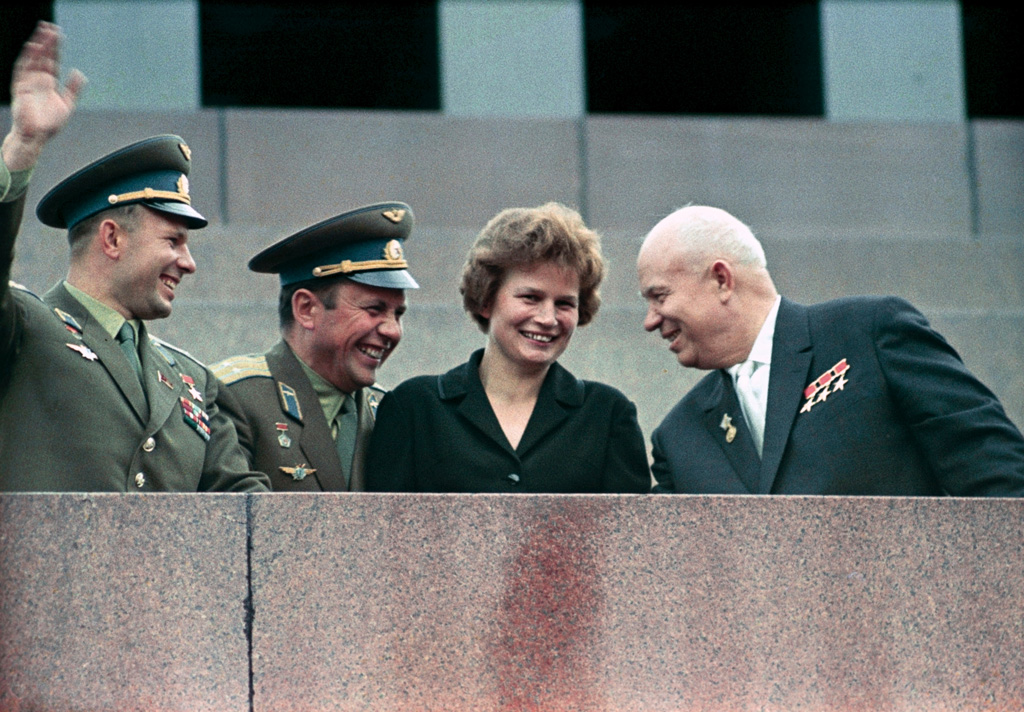
Hruscsov a Vörös téren Jurij Gagarin, Pavel Popovics és Valenytyina Tyereskova űrhajósokkal

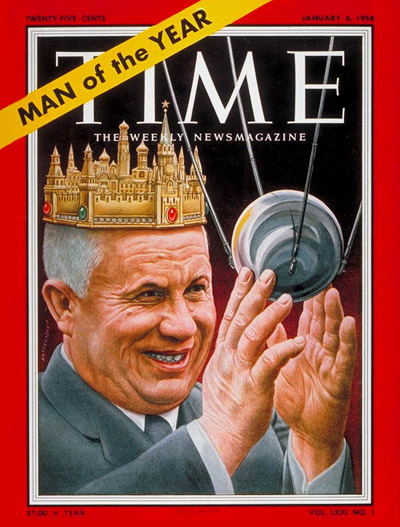
Újra a Time Magazine címlapján: az Év Embereként 1958-ból, nem kis mértékben a kezébe rajzolt Szputnyik–1 sikere okán

A műhold feljuttatását érdekes módon nem használta fel azonnal propagandacélokra a Szovjetunió. Egyrészt azért, mert a korábbi kísérleteiket is titkosan kezelték, és kerülték, hogy a Nyugat tudomására jusson bármiféle használható adat, amelyből az a szovjet potenciálra tudott volna következtetni, illetve hogy nehogy kitudódjon, hogy mekkora lemaradásban vannak egyéb technológiai területen. Másrészt időbe telt, hogy a nyugati reakciókból felismerjék, a másik fél mennyire tekinti korszakos cselekedetnek és kimagasló technológiai teljesítménynek az első műhold felbocsátását, úgy, hogy maga képtelen felmutatni hasonló eredményt. Ennek felismerése nyomán azonban a Szovjetunió szinte azonnal erős propagandába fogott, amelynek fő mondanivalója lett, hogy mennyire büszkék erre a teljesítményre, amely demonstrálja a Szovjetunió elsőbbségét a Nyugat előtt. Ezzel párhuzamosan bátorították az embereket, hogy rádión hallgassák a Szputnyik adását, és próbálják megpillantani a műholdat az éjszakai égbolton (amely azonban sokak számára inkább a rakétafokozat megpillantásában merült ki a valóságban).
A propaganda része volt, hogy Nyikita Hruscsov azonnal nyomást gyakorolt Szergej Koroljovra, hogy a Nagy Októberi Szocialista Forradalom november 7-i 40. évfordulójára egy újabb műholdat bocsássanak fel. Ezzel a cselekedettel az állami ünnep fényének emelése mellett még jobban el tudták mélyíteni a nyugati államok polgárainak félelmét, mivel egy ismételt sikerrel bizonyították volna, hogy az eddigi eredmények nemcsak egyszeri, véletlen sikerek voltak, hanem már biztosan kézben tartják a technológiát, azaz bármikor képesek lennének atomfegyvert is küldeni a Föld bármely pontjára. A pártfőtitkár utasításának eleget téve Koroljov és csapata 1957. november 3-án felbocsátotta a Szputnyik–2-t, fedélzetén Lajka kutyával.
A rakétaindítással, de legfőképpen azzal, hogy a kis szonda keringése során többször is elhaladt az Egyesült Államok felett, a szovjetek elérték a kitűzött propagandacélt, Amerikában pánikként élték meg az emberek a „fejük felett repülő vörös űrhajót”. Az amerikai sajtó „hathatós támogatásával” az emberek megértették, hogy a Szovjetuniónak olyan fegyver van a kezében, amellyel a világ bármely pontjára képes eljuttatni egy bombát, esetleg atomtöltetet is, így az otthonaik a történelem során először kerültek közvetlen veszélybe. A Szputnyik-válság hatására az amerikai közvélemény azonnali intézkedést várt el a kormányától, ezért Eisenhower elnök a NASA megalapításával megtette az egyik legfontosabb lépést az űrversenyben, azaz kihívta a Szovjetuniót, hogy ki ér el hamarabb és minél nagyobb sikereket ezen a területen.
A Szputnyik–1 valóban világraszóló sikerét követően, illetve amikor Hruscsov rádöbbent, hogy milyen nagy propagandafegyvert kapott a kezébe az űrteljesítményekkel, valamint az Eisenhower által kínált kihívásnak is engedelmeskedve, a Szovjetunióban prioritást kapott az űrprogram. Egyre másra születtek újabb eredmények (mint például az első Holdhoz küldött és sikeres holdszonda, a Luna–1). A következő nagy, mindkét oldal által kitűzött feladat egy ember űrbe juttatása volt. 1958. november 1-jén az SZKP elfogadta a Vosztok űrhajó – és a vele lényegében azonos technikai alapokon álló – Zenyit felderítő műhold fejlesztési programját, amellyel lényegében hivatalosan kezdetét vette a Vosztok-program. Ezzel párhuzamosan 1958. december 17-én Keith Glennan, a NASA első igazgatója jelentette be az első embert a világűrbe juttatni kész program, a Mercury-program elindítását Amerikában. Amerikában a közvélemény felé történő nyílt bejelentéssel és folyamatos híradásokkal dolgoztak az ember űrbe juttatásán, a Szovjetunióban pedig teljes titokban.
Az 1961. április 3-án összeülő SZKP KB Politikai Bizottság elfogadta a javaslatot és engedélyt adott az első embert az űrbe szállító repülés startjára. 1961. április 12-én pedig elstartolt a Vosztok–1, fedélzetén Jurij Gagarin űrhajóssal, aki az űrhajóval egyszer kerülte meg a Földet és 108 perces repülése végén ő lett az első ember, aki járt a világűrben. A szovjetek ismét megelőzték az amerikaiakat az űrversenyben. Gagarint a Földre való visszatérésekor Hruscsov üdvözlő távirata várta, majd a pártfőtitkár nagyszabású ünnepséget szervezett a Vörös térre az űrhajós tiszteletére. Ezt követően – immár tudatában a siker jelentőségének és propagandaértékének – Hruscsov világ körüli diadalútra küldte Gagarint, hogy az hirdethesse a szovjet teljesítmény nagyszerűségét.
Később további szovjet űrsikerek születtek: egynapos időtartamú űrrepülés, az első szimultán, páros űrrepülés és az első nő, Valentyina Tyereskova feljuttatása az űrbe. Hruscsov főtitkári működésének ideje alatt a Szovjetunió vezető szerepet töltött be a világűrt érintő teljesítményekben úgy az űrszondás, mind az emberekkel végrehajtott repülések területén. Ez a helyzet csak leváltása után, 1965-ben változott, amikor a Gemini-programmal az amerikaiaknak sikerült a maguk javára fordítani az űrversenyt.

## Elmozdítása a hatalomból
Hruscsov hatalma egészen 1962-ig megingathatatlannak tűnt, azonban ahogy idősödött, teljesítménye egyre romlott, amihez a szovjet gazdaságot érintő egyéb problémák is társultak. Ez a pártvezetők egy csoportjában elégedetlenséget szült. Vezetőjük Leonyid Brezsnyev, a párt második embere, Hruscsov utódjelöltje volt (akit egyébként éppen maga Hruscsov emelt erre a rangra). Brezsnyev látszólag lojális volt a főtitkárhoz, azonban a háta mögött szervezkedésbe kezdett. 1964 márciusától a párt elnökségében maga köré gyűjtötte azokat, akik hajlandónak mutatkoztak Hruscsov leváltására. Kezükre játszott a körülmény, hogy a főtitkár 1964. január és szeptember között különböző hivatalos utak miatt összesen öt hónapot volt távol Moszkvától. Brezsnyev előbb júniusra tervezte a puccsot, amikor Hruscsov hazatér skandináviai útjáról. Ám végül kevésnek érezte a támogatást a Központi Bizottság soraiban, ezért több időt akart szánni a tagok meggyőzésére. Ehhez a mintát maga Hruscsov adta, amikor ő is a Központi Bizottságra támaszkodva szilárdította meg a hatalmát, igazolva, hogy milyen fontos volt a grémium támogatása annak, aki hatalomra tört a Szovjetunióban.
Az összeesküvők 1964 októberében látták elérkezettnek az időt a puccsra. Brezsnyev, Alekszandr Selepin miniszterelnök-helyettes és Vlagyimir Szemicsasztnij KGB-főnök akkor lendült támadásba, amikor a főtitkár szabadságra a Fekete-tenger mellé, az abháziai Picundába utazott barátjával, Anasztasz Mikojánnal. Október 12-én Brezsnyev telefonon felhívta Hruscsovot, hogy emlékeztesse, őt is elvárják a másnap tartandó elnökségi ülésre, amelyen hivatalosan a mezőgazdaság ügye lett volna a fő téma. Hruscsov ugyan gyanakodott, ám mégis repülőre ült és Moszkvába utazott, és nem tett semmilyen óvintézkedést. Amikor megérkezett a Vnukovói nemzetközi repülőtérre, a VIP-fogadócsarnokban a KGB-főnök Szemicsasztnij várta, több KGB-testőr társaságában. Szemicsasztnij közölte Hruscsovval, hogy le van tartóztatva, ellenállnia hasztalan (Hruscsov, aki addig barátjának és szövetségesének tartotta a KGB-főnököt, mélységesen csalódott benne, árulónak tartotta). Hruscsovot a Kremlbe vitték, ahol megkezdődött az elnökségi ülés, de nem a mezőgazdaság ügye, hanem a főtitkár leváltása volt napirenden. Brezsnyev, Szuszlov és Selepin támadta leginkább a főtitkárt. Hruscsov alig védekezett, megfáradt a vitákban és nem volt kedve harcolni.
Szemicsasztnijnak gondja volt arra, hogy elkerüljék a puccs látszatát:
„Még csak le sem zárattam a Kremlt a látogatók előtt. Az emberek körbesétálgattak odakint, mialatt bent a teremben az elnökség ülése zajlott. Az embereimet felállítottam a Kreml körül. Minden szükségeset megtettem. Brezsnyev és Selepin idegesek voltak. Mondtam nekik, 'Ne csináljunk semmit, ami szükségtelen lenne. Ne keltsük még csak a látszatát sem, hogy puccs zajlik odabenn'.”
Aznap este Hruscsov felhívta Mikojánt és a következőket mondta a napról neki:
„Öreg vagyok és fáradt. Inkább hagyom, hogy boldoguljanak magukban. Én már letettem a fő dolgokat az asztalra. Álmodhatott-e bármelyikünk arról, hogy Sztálin elé áll azzal, hogy már nem felel meg nekünk és merte volna javasolni neki a visszavonulást? Még egy paca se maradt volna belőle. Most meg már minden más. A félelem elmúlt és egyenlő felekként tudunk beszélgetni. Ez az én művem, és nem fogok harcolni.”
1964. október 14-én a párt Elnöksége úgy döntött, hogy „elfogadja” Hruscsov „önkéntes” lemondását a főtitkár „hajlott korára és megromlott egészségi állapotára” való hivatkozással. Főtitkári posztjára Leonyid Iljics Brezsnyevet választja, míg a miniszterelnöki székben Alekszej Koszigin követi őt.

### Elmozdításának okai
Bár a világ puccsnak nevezi Hruscsov eltávolítását, furcsa módon – és ellentétben minden korábbi szovjetunióbeli hatalmi akcióval – ez demokratikus keretek között és szabályok szerint történt. Míg a korábbi esetekben a vezetőváltások kirakatpereken, rituális leszámolásokon, nyilvános beismeréseken és kivégzéseken keresztül mentek végbe, ebben az esetben szabályosan és demokratikusan ment végbe a Központi Bizottság döntési folyamata, legitim szavazáson keresztül, amelynek végén az objektív érvek mentén váltották le Hruscsovot, aki a megszokottól eltérően nem került börtönbe, igaz, élete utolsó 7 évét teljesen visszavonultan és elszigetelten, lényegében házi őrizetben élte.
A Hruscsovot ért – igaz nem formális – vádpontok, lényegében a leváltásának okai:
1. Központi bizottságbeli munkatársai egyre növekvő aggodalma és egyet nem értése Hruscsov önkényes döntéshozatali módszerei és a kollegialitás hiánya miatt
2. A munkatársait akadályozó, nehezen kezelhető bürokrácia. A döntéseket immár a bürokraták hozták úgy, hogy a párt egyre veszített fontosságából és még maga Hruscsov is a pártfunkcionáriusok rászedésével, vagy megkerülésével ért el döntéseket
3. A KGB egyre nagyobb ellenállása személye és módszerei iránt (a hadsereg érdekes módon nem kapott szerepet az elmozdításában, míg korábban mindig nagy szerepe volt az ilyen ügyekben)
4. A mezőgazdaság számított Hruscsov kedvenc és fő működési területének, mégis az ország legégetőbb problémája a komoly erőfeszítések ellenére égbekiáltó kudarcot valló mezőgazdaság volt, illetve az annak nyomán előálló élelmiszerhiány, amely a közvéleményt is Hruscsov ellen fordította
5. Hruscsov kiöregedett és megfáradt és egyre kevesebb energiát fektetett a tömegbázisa fenntartásába, miközben politikai ellenfelei szisztematikusan és fáradhatatlanul építgették a magukét

Érdekes módon szinte közmegegyezés-szerűen szokás a kubai rakétaválságban játszott szerepét, az akkor elszenvedett politikai vereséget említeni az okok között. Azonban ez inkább csak látens módon lappanghatott a döntés mögött, mivel ezzel sem meg nem vádolták Hruscsovot, valamint az ebben hozott döntésekben a pártvezetés is részt vett és támogatták a külpolitikai lépéseit.

## Nyugdíjas évei
Hruscsov, leváltását követően hivatalosan nyugállományba vonult. Mintegy 400 rubeles állami nyugdíjat kapott, továbbá egy házat Moszkvában, egy dácsát Lukjanovkában Kijev mellett, valamint egy autót. Az elmozdítását követően hamarosan mély depresszióba zuhant. Csak néhány látogatót fogadott, különösen, mivel biztonsági őrei minden vendéget számon tartottak és feljegyeztek minden mozgást, minden érkező és távozó látogatót. A 400 rubeles nyugdíj jelentős visszalépés volt korábbi életszínvonalához képest, ennyit nagyjából egy közepes méretű gyár igazgatója, vagy egy tudományos intézet laborjának vezetője keresett akkoriban a Szovjetunióban, bár mindenesetre kényelmes megélhetést biztosított. Hruscsov nemkívánatos személy lett a közéletben, nem említették semmilyen írott sajtótermékben, vagy könyvben. Így például az akkoriban kiadott harminckötetes Nagy Szovjet Enciklopédiából is kihagyták a nevét a Nagy Honvédő Háború jelentősebb politikai komisszárjainak névsorából.
Egy alkalommal a látogatói között különleges személy bukkant fel, az akkor még alelnök Richard Nixon, aki éppen elnökválasztási kampányára készült és ellátogatott a Szovjetunióba, azonban Nixon moszkvai lakásán próbálta felkeresni Hruscsovot, míg az a dácsájában pihent.
1966-ban hozzálátott a memoárjai elkészítéséhez. Kezdetben egy magnetofonra mondta emlékeit, mindezt a szabadban, hogy a KGB lehallgatókészülékei ne hallhassák, amit mond. A háttérzajok miatt ez a kísérlete kudarcba fulladt és kénytelen volt áttérni a beltéri felvételekre. 1968-ig a KGB nem avatkozott be, ám ekkor felszólították Hruscsovot, hogy adja át a magnetofonszalagokat, amit ő megtagadott. Amikor 1970-ben az idős politikus kórházba került, a KGB felkereste fiát, Szergej Hruscsovot, hogy külföldi ügynökök készülnek megszerezni a felvételeket, ezért adja át a hanganyagot nekik. Mivel Szergej úgy gondolta, hogy a KGB bármikor hozzájuthat az anyaghoz, teljesítette a kérést, de előtte másolatokat készített róluk. Ezekből végül Nyugatra is eljutott egy példány. Szergej úgy intézte, hogy a Nyugatra csempészett memoárokat kiadják, ami 1970 végén meg is történt Hruscsov emlékszik címmel. Némi nyomásra Nyikita Hruscsov kiadott egy közleményt, hogy ő nem adott át semmilyen kiadónak semmilyen anyagot – amelyre alapozva az Izvesztyija újság megírhatta, hogy a Nyugaton megjelent memoár hamisítvány – büntetésül Szergej Hruscsovnak egy kevésbé vonzó állást kellett elfogadnia. A szovjet állami média terjesztette Hruscsov nyilatkozatát és így hat év után ez volt az első és egyetlen alkalom, amikor a média egyáltalán megemlítette a korábbi vezetőt. A később megjelent Nagy Szovjet Enciklopédia újabb kiadása így összegezte személyét: „tevékenységében megjelentek olyan elemek, mint a szubjektivizmus és voluntarizmus”.

## Magánélete

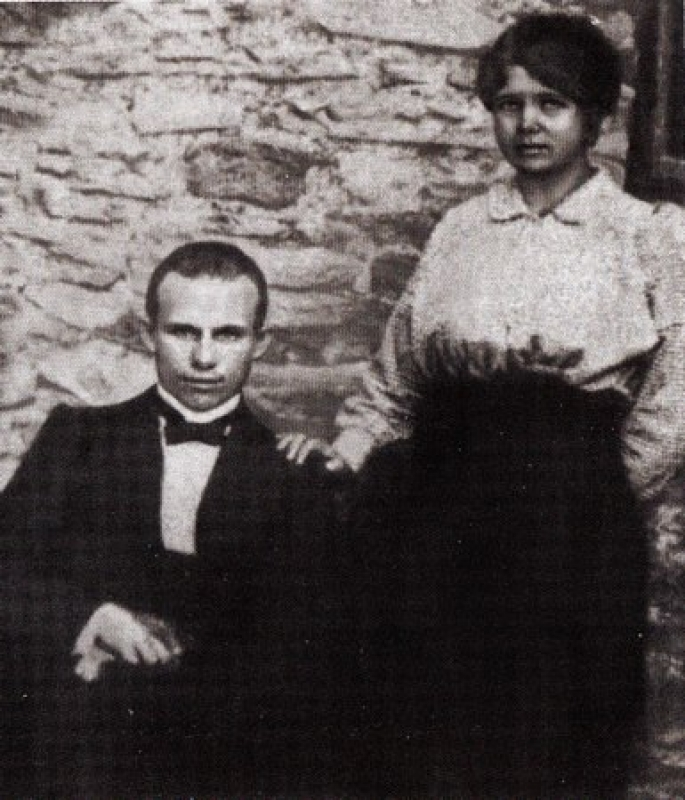
Első feleségével, Jefroszinyja Piszarevával 1916-ban

1914-ben, a Donyec-medencei évek alatt, húszévesen vette feleségül Jefroszinyja Piszarevát, a rutcsenkovói bányalift kezelőjének leányát. Frigyükből két gyermek született: Julija 1915-ben, illetve Leonyid 1917-ben.
Az első világháború és a rákövetkező polgárháború mérhetetlen pusztítást és éhínséget okozott az országban. Ennek egyik áldozata volt Hruscsov felesége: míg férje a hadseregben szolgált, Jefroszinyja tífuszban elhunyt. A legendárium szerint a temetésre hazatérő Hruscsov – hűen a bolsevik eszmékhez – nem engedte, hogy a koporsót a templomba vigyék. Ám a temetőbe csak a templomon keresztül lehetett bejutni, így a gyászmenet férfitagjai a helybéliek nagy megrökönyödésére a kerítésen emelték át a koporsót.
1922-ben, a munkásfakultáson töltött ideje alatt ismerkedett meg Nyina Petrovna Kuharcsukkal, aki Hruscsov életrajzírója szerint jól képzett pártszervező, ukrán gazdagparaszti család sarja volt, jóllehet, maga Kuharcsuk visszaemlékezéseiben szegény sorúnak írta le családját. Egymásba szerettek és ezt követően férj-feleségként éltek, bár csak 1965-ben, Hurscsov kényszernyugdíjazását követően házasodtak össze. A párnak három gyermeke született: Rada lányuk 1929-ben, Szergej fiuk 1935-ben és legkisebb lányuk, Jelena 1937-ben. 1943-ban örökbe fogadták Leonyid lányát, unokájukat „ifjabb” Juliját, mivel annak édesanyja kémkedés vádjával több mint 10 évre börtöntáborba került. Hruscsov pártfőtitkárrá választását követően Nyina Hruscsova afféle nyugati mintájú „first lady” pozíciót foglalt el (miközben a Szovjetunióban ilyen pozíció nem létezett, így nem is tölthetett be ilyen funkciót), elkísérte férjét annak hivatalos útjaira, hivatalos rendezvényeken jelent meg, műveltségével, nyelvtudásával és kedvességével elbűvölte a külföldi tárgyalópartnereket és a sajtót.

## Halála
Nyikita Hruscsov 1971. szeptember 11-én, szívroham következtében hunyt el Moszkvában a Kreml kórházában 77 évesen. A hatóságok megtagadták, hogy a Kreml falánál temessék el állami külsőségek mellett, helyette a moszkvai Novogyevicsi temetőben helyezték örök nyugalomra. Demonstrációtól való aggodalmukban a hivatalos szervek nem is hozták nyilvánosságra a halálhírt egészen a holttest felravatalozásáig, és a temetőt is katonaság vette körül. Így aztán csak néhány művész és író csatlakozott a családhoz a sírhelynél a csendes temetésen. Síremlékét a család kérésére Ernszt Joszifovics Nyeizvesztnij tervezte, annak ellenére, hogy egy modern művészeti kiállításon összeütközésbe került a pártfőtitkárral.
A Pravda mindössze egy egysoros közleményben jelentette, hogy a korábbi miniszterelnök és főtitkár elhalálozott, miközben a nyugati sajtó széles körben tudósította a hírt. Harry Schwartz, a The New York Times veterán moszkvai tudósítója például így búcsúztatta az egykori politikust: „Hruscsov úr kinyitotta egy megkövült struktúra ajtajait és ablakait. Friss levegőt és friss eszméket engedett be, olyan változásokat hozva, amelyekről az idő megmutatta, hogy alapvetőek és visszafordíthatatlanok.”

## Öröksége
Nyikita Hruscsov meglehetősen ellentmondásos örökséget hagyott hátra. Robert Service történész így összegezte a politikus életpályáját:
„...egyszerre volt sztálinista és antisztálinista, a kommunizmus híve és cinikus kétkedő, önreklámozó alak és mogorva filantróp, bajkeverő és béketeremtő, egy ösztönző kolléga és parancsolgató bugris, államférfi és politikus, aki hanyatt esett saját intellektuális mélységeitől...”
Legtöbb újítását végül felszámolták vagy visszavonták. Így volt ez a pártújítással is, ahol megszüntették azt a követelményt, hogy a tisztviselők egyharmadát minden választáskor le kell cserélni. A pártstruktúrában az ipari és mezőgazdasági szektorok közötti megosztottságot is elvetették. A középiskolások szakmai továbbképzési programjával is felhagytak, ahogy azzal a tervével is, hogy telepítsék ki a meglevő mezőgazdasági kutató és oktatási intézményeket a városokból „terepre” (bár az újonnan alakított ilyen intézményeket már mind a nagyobb városokon kívülre helyezték). A hruscsovka néven elhíresült házépítési modell is megbukott, az alacsony építésű, lift nélküli emeletes lakások helyett magasabb építésűek és balkonnal, lifttel ellátottak vették át a helyüket, sokszor a már meglévő hruscsovkák bontása mellett. Némelyik mezőgazdasági kezdeményezését is berekesztették, például kukoricatermesztési programot. A kukoricatermesztés olyan népszerűtlen lett 1965-ben és utána, hogy termesztése a háború utáni időszak legkisebb szintjére süllyedt és még azok a kolhozok és szovhozok is megtagadták a vetésüket, amelyek Ukrajnában és a Szovjetunió más déli részein sikeresen termesztették. Liszenko is kikerült a politikai döntéshozói pozícióból, így a kukoricatermesztési program az utolsó támogatóját is elvesztette. Egyetlen kezdeményezése maradt fenn, nevezetesen a gépállomások (MTSZ, masinno-traktornaja sztancija) megszüntetése, és az alapvető mezőgazdasági problémák, amelyeket Hruscsov megpróbált kezelni, továbbra is fennálltak.
Ugyan a szovjet életszínvonal a Hruscsov vezetését követő 10 évben erősen nőtt, az sokkal inkább az ipar által indukált növekedés volt, mivel a mezőgazdaság gazdasági teljesítménye továbbra is elmaradt a várakozásoktól. Ez rendszeres mezőgazdasági válságokat eredményezett, például 1972-ben és 1975-ben. Emiatt Brezsnyev is a Hruscsov által teremtett gyakorlatot követve Nyugatról vásárolt gabonát, hogy elkerülje az élelmiszerhiányt és ezzel az éhínséget. Sem Brezsnyev, sem kollégái nem voltak személy szerint népszerűek, és az új kormány a tekintélyelvűségre támaszkodott, hogy biztosítsa a rendszer folyamatosságát. A KGB és a Vörös Hadsereg egyre nagyobb hatalmat kapott. Saját hatalmuk és az államrend fenntartása érdekében a KGB és a Szovjet Hadsereg is újabb és újabb előjogokat kapott. A kormány konzervatív tendenciái az 1968-as „prágai tavasz” leveréséhez vezettek.
Hruscsov külpolitikáját sem lehet egyértelmű sikerként, vagy kudarcként kezelni. Alekszandr Furszenko történész elemzése szerint ha nem is közvetlenül és látványosan, de Hruscsov katona- és külpolitikája által rajzolt stratégia befolyásolta és kis mértékben kényszerítette is a Nyugatot a kompromisszumokra. Így például az USA-val kötött egyezmény, miszerint az nem szállja meg Kubát, mindmáig érvényben maradt és teljesült, míg a Német Demokratikus Köztársaság elismertetése a nyugati hatalmakkal egyre inkább elérhető közelségbe került. 1975-ben az USA és a többi NATO-tagország együtt írta alá a Varsói Szerződés országaival – köztük egyenrangú félként az NDK-val – a helsinki záróokmányt, amely emberi jogi normákat állapított meg Európában.
Saját országában is megoszlanak a vélemények a hruscsovi időszakról. Egy széles körű orosz felmérés szerint a 20. századból a 21. században élő oroszok mindössze két időszakot ítélnek meg pozitívan, a II. Miklós cár alatti és a Hruscsov alatti éveket. Egy másik, 1998-ban a fiatal oroszok között végzett közvélemény-kutatás adatai alapján II. Miklósról mondták, hogy több jót tett, mint ártott, miközben az összes 20. századi szovjet vezető több kárt teremtett, mint hasznot, kivéve Hruscsov, akiről egyenlőnek vélték a mérleget. Hruscsov életrajzírója William Tompson próbálta meg összehasonlítani a néhai vezető reformjait azokkal, amelyeket később vezettek be:
A brezsnyevi évek és az azt követő hosszú interregnum alatt az 1950-es évek „első orosz tavaszán” felnőtt nemzedék várta, hogy hatalomra kerüljön. Amikor Brezsnyev és társai meghaltak vagy nyugdíjazták őket, olyan férfiak és nők léptek a helyükre, akik számára a Titkos beszéd és a desztálinizálás első hulláma meghatározó élmény volt, és ők, a XX. kongresszus gyermekei Mihail Gorbacsov és társai vezetésével átvették az ország irányítását. A Hruscsov-korszak a reformerek e második generációjára egyszerre hatott inspirálóan és elrettentő példaként.

## Kitüntetései, elismerései

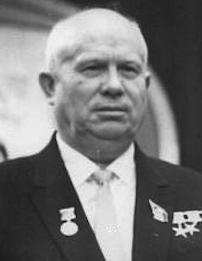
Hruscsov legrangosabb kitüntetéseivel (A Német Szocialista Egységpárt 1962-es kongresszusán)

### Hazai elismerései
- A Szovjetunió Hőse, 1964. ápr. 16.: 70. születésnapja alkalmából és „a kommunista társadalom építésében, a Szovjetunió gazdasági és védelmi erejének megerősítésében, a Szovjetunió népei közötti testvéri barátság fejlesztésében, a lenini békepolitika megvalósításában a kommunista pártnak és a szovjet államnak nyújtott kiemelkedő szolgálataiért, valamint a Nagy Honvédő Háborúban a megszállók elleni harcban nyújtott kiemelkedő szolgálataiért”.
- A Szocialista Munka Hőse három alkalommal:

1. 1954. ápr. 16.: 60. születésnapja alkalmából és „a szovjet államért tett szolgálatai elismeréseként”;
2. 1957. ápr. 8.: „a parlagon hagyott szűzföldek fejlesztésére irányuló intézkedések kidolgozásában és végrehajtásában elért kiemelkedő eredményekért”;
3. 1961. jún. 17.: „a rakétaipar, a tudomány és a technika megteremtése és fejlesztése terén tett kiemelkedő szolgálataiért, valamint a Vosztok műholdhajó fedélzetén a szovjet ember első űrrepülésének sikeres végrehajtásában nyújtott teljesítményéért, amely új korszakot nyitott az űrkutatásban”.[330]

- Lenin-rend hét alkalommal:

1. 1935. máj. 13.: „a párt és a kormány határozatának sikeres végrehajtásáért, a bolsevik munkatempó biztosításáért és a moszkvai metró első szakasza építésének időben történő befejezéséért”;
2. 1944. ápr. 16.: 50. születésnapja alkalmából és „a párt és a szovjet nép érdekében tett kiemelkedő szolgálataiért”;
3. 1948. jan. 23.: az ukrajnai szovjethatalom 30. évfordulója és „az ipar, a mezőgazdaság, a tudomány, a kultúra és a művészet fejlesztése és helyreállítása terén elért sikerekért”;
4. 1954. ápr. 16.: a Szocialista Munka Hőse kitüntetéssel együtt;
5. 1957. ápr. 8.: a Szocialista Munka Hőse kitüntetéssel együtt;
6. 1961. jún. 17.: a Szocialista Munka Hőse kitüntetéssel együtt;
7. 1964. ápr. 16.: a Szovjetunió Hőse kitüntetéssel együtt.[331]

- A Munka Vörös Zászló Érdemrendje, 1939. febr. 7.: „a mezőgazdaságban elért kiemelkedő sikerekért, különösen az alapvető mezőgazdasági munkák terveinek túlteljesítéséért”.
- Kutuzov-rend I. fokozat (1943)
- Szuvorov-rend II. fokozat (1943)[332]
- Szuvorov-rend I. fokozat (1945)
- Honvédő Háború-érdemrend(wd) I. fokozat (1945)
- Szolgálati érdemérem (Ingusföld), 2006. ápr. 29., posztumusz: „az elnyomott népek történelmi igazságának helyreállításában, valamint az ingus nép jogainak és szabadságának helyreállításában nyújtott kiemelkedő szolgálataiért”.[333]
- Vlagyimir Iljics Lenin születésének 100. évfordulója emlékérem (1970)
- A „Nagy Honvédő Háború partizánja”-érdemérem I. fokozat
- „Sztálingrád védelméért”-érdemérem
- „Az 1941–1945-ös Nagy Honvédő Háborúban Németország felett aratott győzelemért”-érdemérem (1945)
- „Az 1941–1945-ös Nagy Honvédő Háborúban végzett hősies munkáért”-érdemérem
- „A déli kohászati vállalatok helyreállításáért”-érdemérem
- „Húszéves az 1941–1945-ös Nagy Honvédő Háborúban aratott győzelem”-érdemérem (1965)
- „A szűzföldek fejlesztéséért”-érdemérem
- „40 éves az SZSZKSZ Fegyveres Erői” jubileumi érem (1958)
- „50 éves az SZSZKSZ Fegyveres Erői” jubileumi érem (1968)
- „Moszkva 800. évfordulója”-emlékérem (1947)
- „Leningrád 250. évfordulója”.emlékérem (1957)
- Nemzetközi Lenin-díj „A nemzetek közötti béke megszilárdításáért” (1959)
- Az Ukrán SZSZK T. H. Sevcsenko Nemzeti Díja, az ukrán szovjet szocialista kultúra fejlődéséhez való kiváló hozzájárulásáért[334]
- Az SZSZKSZ érdemes bányásza (1960. ápr. 7.)[335];
- A „Bányászdicsőség” I. fokozata (1960. ápr. 7.)[335]

### Külföldi elismerései
- Románia Csillaga érdemrend I. fokozat (Román Szocialista Köztársaság)
- A Béke Világtanács jubileumi érme (1960)
- „Az asszuáni gát alapkőletétele”-aranyérem (1960, Egyesült Arab Köztársaság)
- „Szadd-el-Aali; A Nílus legyőzéséért” érem, I. osztály (1964, Egyesült Arab Köztársaság)
- A Nílus-rend lánca (1964, Egyesült Arab Köztársaság)
- A Bolgár Népköztársaság Hősének aranycsillaga (1964, Bolgár Népköztársaság)
- Georgi Dimitrov-rend (1964, Bolgár Népköztársaság)
- Fehér Oroszlán-rend I. fokozat (1964, Csehszlovák Szocialista Köztársaság)
- „A szlovák nemzeti felkelés 20. évfordulója” emlékérem (1964, Csehszlovák Szocialista Köztársaság)
- Karl Marx-rend (1964, Német Demokratikus Köztársaság)
- Szühebátor-rend (1964, Mongol Népköztársaság)

## Művei magyarul
- Chruscsov elvtárs beszéde az Ukrán SZSZK Legfelsőbb Tanácsa jubileumi ülésszakán. Uzshorod: Területi Könyv- és Újságkiadó. 1948.
- Az ukrán nép egy egységes Ukrán Szovjet Államban való egyesülésének tizedik évfordulója: 1949. X. 29-én megtartott beszéd. Uzshorod: Könyv- és újságkiadó. 1949.
- A kolhozok további szervezeti és gazdasági megerősítésének néhány helyzetéről. Budapest: Mezőgazdasági Dokumentációs Központ. 1950.
- A kolhozokban folyó építkezésről és a kolhozok rendezéséről. Budapest: Mezőgazdasági Dokumentációs Központ. 1951.
- A kolhozok szervezési-gazdasági megerősítése – a mezőgazdaság további erőteljes fejlődésének záloga. Budapest: Mezőgazdasági Dokumentációs Központ. 1951.
- A népek sztálini barátsága – hazánk legyőzhetetlenségének záloga. Uzshorod: Könyv- és Folyóiratkiadó. 1951.
- Az SZKBP szervezeti szabályzatának módosítása. Budapest: Szikra. 1952.
- Módosítások az SZKBP szervezeti szabályzatában: Jelentés az SZKBP XIX. kongresszusán. 1952. okt. 10. Bucureşti: Politikai. 1952.
- Beszámoló a párt 19. kongresszusának a SZKP szervezeti szabályzatának módosításáról. Uzshorod: Kárpátontúli Könyvkiadó. 1953.
- A Szovjetunió mezőgazdaságának további fejlesztésére irányuló intézkedések. Uzsgorod: Kárpátontúli Területi Könyv- és Folyóiratkiadó. 1953.
- A Szovjetunió mezőgazdaságának továbbfejlesztését szolgáló intézkedésekről: Az SZKP Központi Bizottságának 1953. szeptember 3-i teljes ülésén mondott előadói beszéd és a határozat. Budapest: Szikra. 1953.
- A Szovjetunió gabonatermelésének további növeléséről, s a szűz- és parlagföldek hasznosításáról: Az SZKP Központi Bizottsága teljes ülésének, továbbá a Szovjetunió Minisztertanácsának és az SZKP Központi Bizottságának határozata. Budapest: Szikra. 1954.
- Az állatitermékek termelésének növeléséről. Budapest: Szikra. 1955.
- V. M. Molotov (társszerző): A nemzetközi helyzetről és a Szovjetunió külpolitikájáról. Budapest: Szikra. 1955.
- Beszéd a Románia felszabadulásának 11-ik évfordulóján tartott ünnepi gyűlésen. Bukarest: Politikai. 1955.
- A Szovjetunió Kommunista Pártja Központi Bizottságának beszámoló jelentése a 20. pártkongresszusnak 1956. február 14. Uzshorod: Kárpátontúli Területi Kiadó. 1956.
- Jelentés az SZKP 20. Kongresszusán a Szovjetunió Kommunista Pártja Központi Bizottságának tevékenységéről. Bukarest: Politikai. 1956.
- N. A. Bulganyin (társszerző): Indiai, burmai és afganisztáni beszédek. Budapest: Szikra. 1956.
- N. A. Bulganyin (társszerző): Az indiai, burmai és afganisztáni út. Budapest: Szikra. 1956.
- Az indiai diadalút. N. A. Bulganyin és N. Sz. Hruscsov történelmi látogatása Indiában. Budapest: Országos Béketanács. 1956.
- A Központi Bizottság beszámolója az SZKP 20. kongresszusának. Budapest: Szikra. 1956.
- A Nagy Októberi Szocialista Forradalom 40. évfordulója: Beszámoló az SZSZKSZ Legfelső Szovjetének jubileumi ülésszakán. Uzshorod: Kárpátontúli Területi Kiadó. 1957.
- Az iparvezetés szervezetének további tökéletesítéséről: Előadói beszéd a Szovjetunió Legfelsőbb Szovjetjének 7. ülésszakán 1957. május 7–10. és az ennek alapján elfogadott törvény. Budapest: Kossuth. 1957.
- 40 éve győzött a Nagy Októberi Szocialista Forradalom: Jelentés a Szovjetunió Legfelső Szovjetének jubileumi ülésszakán. Bukarest: Állami Politikai Kiadó. 1957.
- A kolhozrendszer továbbfejlesztéséről s a gép- és traktorállomások átszervezéséről. Budapest: Kossuth. 1958.
- Jelentés a Szovjetunió Kommunista Pártjának 21. rendkívüli kongresszusán: A Szovjetunió népgazdasága fejlesztésének 1959–1965. évi ellenőrző számairól. Bukarest: Politikai. 1959.
- Javaslatok az iskola és az élet közti kapcsolat szorosabbá tételére és a közoktatási rendszer fejlesztésére eljegyzések és idevonatkozó cikkek a szovjet szakirodalomból. (társszerzőkkel). Budapest: Magyar-Szovjet Baráti Társaság. 1959.
- A kommunizmus építésének programja: N. Sz. Hruscsov beszámolója az SZKP 21. kongresszusán. Budapest: Kossuth. 1959.
- A nagy találkozó: N. Sz. Hruscsov látogatása az Egyesült Államokban 1959. Budapest: Kossuth. 1959.
- A békés egymás mellett élésért: Beszédek és írások 1959. jan.-dec. Budapest: Kossuth. 1960.  = Pártmunkások könyvtára,
- A szocialista tábor hangja az ENSZ-ben: N. Sz. Hruscsov et al. beszédei. Budapest: Kossuth. 1960.
- A békéért és a népek szabadságáért: N. Sz. Hruscsov, Kádár János beszéde az ENSZ 15. közgyűlésén. Budapest: Kossuth. 1960.
- Jelentés az SZKP 22. kongresszusán a Szovjetunió Kommunista Pártjának programjáról. 1961. október 18. Bukarest: Politikai. 1961.
- Nemzetközi kérdések: A kommunista világmozgalom újabb győzelmeiért. Budapest: Zrínyi. 1961.  = Kötelező olvasmány a változó állomány számára,
- A Szovjetunió agrárpolitikájának irányvonalai: N. Sz. Hruscsov 1961. jan. plénum után tartott tíz mezőgazdasággal foglalkozó beszéde. Budapest: Országos Mezőgazdasági Könyvtár és Dokumentációs Központ. 1961.
- A Szovjetunió mezőgazdasága a kommunizmus építésének útján: Hruscsov mezőgazdasági jellegű beszédei. Budapest: Országos Mezőgazdasági Könyvtár és Dokumentációs Központ. 1962.
- A mezőgazdasági termékek bőségéért. Budapest: Kossuth. 1962.
- Fegyver és háború nélküli világért: Beszédek nemzetközi kérdésekről 1960–1961. Budapest: Kossuth. 1962.
- A nemzetközi helyzet és a Szovjetunió külpolitikája: Beszámoló a Szovjetunió Legfelsőbb Szovjetjének dec. 12-i ülésén. Budapest: Kossuth. 1962.
- A szovjet irodalom és művészet kérdései: Beszéd 1963. március 8-án. Budapest: Kossuth. 1963.
- A népgazdaság fejlesztéséről és pártirányításának átszervezéséről: Előadói beszéd és határozat az SZKP Központi Bizottságának 1962. nov. 19–23-i plénumán. Budapest: Kossuth. 1963.
- Újabb nagy lépés a kommunizmus felé: Az SZKP Központi Bizottságának plénuma a vegyipar rohamos ütemű fejlesztéséről. 1963. dec. 9–13. Budapest: Kossuth. 1964.
- N. Sz. Hruscsov mindmáig titkos beszéde az SZKP XX. kongresszusán 1956. februárban Sztálin bűneiről. Budapest: „M.O.”. 1984.
- A személyi kultuszról és következményeiről: Beszámoló az SZKP XX. kongresszusának zárt ülésén, 1956. február 25. Fordította: Zalai Edvin. Budapest: Kossuth. 1988.
- Szemben a zsarnokkal. Fordította: Gellért György. Budapest: Leopárd. 1990.  ISBN 963-02-8503-7
- John F. Kennedy és Nyikita Sz. Hruscsov levelezése a kubai rakétaválság alatt. Fordította:, sajtó alá rend. Simon Ágnes, Simon Eszter. Szeged: JATEPress. 2002.  = Documenta historica,  55.
- Hruscsov–Tito levélváltás, 1954. A bev. tanulmányt írta, fordította:, sajtó alá rend. ifj. Prohászka Géza. Szeged: JATEPress. 2005.  = Documenta historica,  72.

## Fordítás
- Ez a szócikk részben vagy egészben  a   Nikita Khrushchev című angol Wikipédia-szócikk ezen változatának fordításán alapul.  Az eredeti cikk szerkesztőit annak laptörténete sorolja fel. Ez a jelzés csupán a megfogalmazás eredetét és a szerzői jogokat jelzi, nem szolgál a cikkben szereplő információk forrásmegjelöléseként.
- Ez a szócikk részben vagy egészben  a(z)   1954 transfer of Crimea című angol Wikipédia-szócikk ezen változatának fordításán alapul.  Az eredeti cikk szerkesztőit annak laptörténete sorolja fel. Ez a jelzés csupán a megfogalmazás eredetét és a szerzői jogokat jelzi, nem szolgál a cikkben szereplő információk forrásmegjelöléseként.
- Ez a szócikk részben vagy egészben  a(z)   Хрущёв, Никита Сергеевич című orosz Wikipédia-szócikk ezen változatának fordításán alapul.  Az eredeti cikk szerkesztőit annak laptörténete sorolja fel. Ez a jelzés csupán a megfogalmazás eredetét és a szerzői jogokat jelzi, nem szolgál a cikkben szereplő információk forrásmegjelöléseként.